# Cuirassé

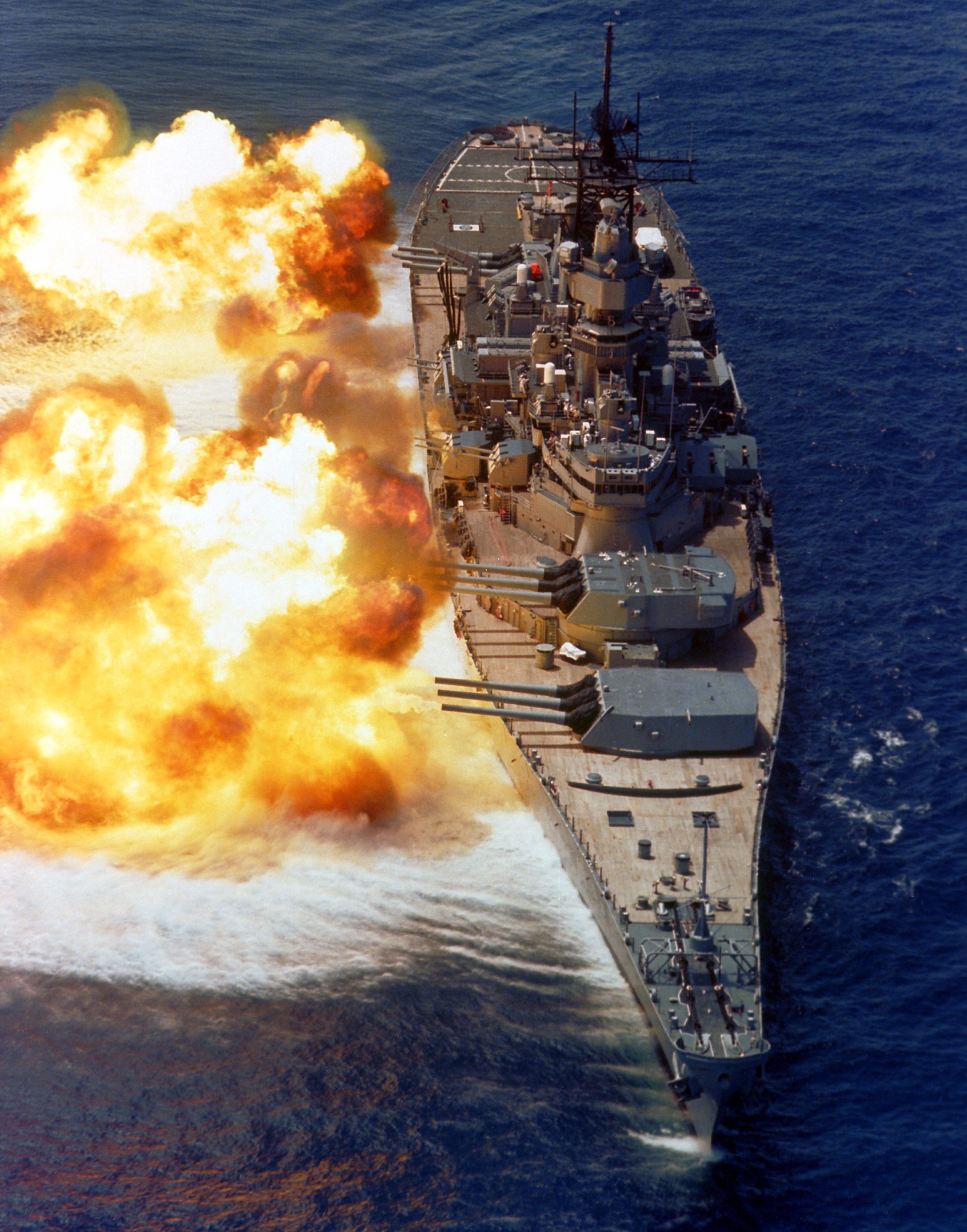
La puissance de feu d'un cuirassé démontrée par l’, lors d'une démonstration en 1984, soit environ 40 ans après sa mise en service.

Le cuirassé est un type de navire de guerre, caractérisé par sa puissance de feu élevée et un important blindage.
Il est apparu à partir du milieu du xixe siècle grâce aux nouvelles technologies mises en place pendant la révolution industrielle et devient  le navire principal des différentes marines dans le monde. Son histoire se définit par l'évolution d'un équilibre fondé sur cinq critères techniques : la protection, la puissance de l'armement, la vitesse, l'autonomie et le déplacement (en tonnes), souvent contradictoires, auxquels vient s'ajouter une variable financière exogène, celle des coûts.
L'existence du cuirassé est sérieusement remise en question avec l'invention de la torpille, du sous-marin et de l'aviation navale. Il est supplanté par le porte-avion comme symbole de la puissance navale à partir de la Seconde Guerre mondiale et disparaît des principales flottes à partir des années 1950.

## Étymologie
Le terme « cuirassé » recouvre plusieurs générations de navires, tels que les monitors, les batteries flottantes, les pré-dreadnoughts, les dreadnoughts, puis les croiseurs de bataille.
En anglais, le mot battleship apparaît vers 1794, comme une contraction de line of battle ship (« navire de ligne de bataille »), et désigne les navires de ligne, qui dominaient à l'époque les marines à voiles. Le nom de « battleship » devient standard dans les pays anglophones à partir des années 1880. À partir des années 1890, il désigne les cuirassés désignés a posteriori comme pré-dreadnought, à la suite de la mise en service du Dreadnought, en 1906, qui donna son nom aux dreadnoughts, type prédominant de cuirassé au XXe siècle.
En français, le mot « cuirassé » apparaît comme adjectif peu avant les années 1860 pour désigner les premiers navires cuirassés, puis comme nom en 1872 dans la nouvelle classification.
Bien qu'impropre, le terme de « navire de ligne » se perpétue et subsiste pour qualifier les cuirassés.[réf. nécessaire]

## Tactique et utilisation
Au départ, les cuirassés sont essentiellement conçus pour manœuvrer en ligne de bataille et échanger des tirs avec les escadres ou les navires ennemis. Cependant, contrairement à leurs prédécesseurs, ces combats se déroulent à des distances croissantes, jusqu'à plus de 10 000 mètres, ce qui interdit tout combat rapproché suivi d'un éperonnage, d'un abordage ou d'une prise en bonne et due forme.
Par ailleurs, ils peuvent être utilisés individuellement pour escorter des convois marchands ou apporter un appui naval dans le cadre d'un simple bombardement ou d'une opération amphibie.

## Histoire

### Tactiques préexistantes
À la fin des guerres napoléoniennes, en 1815, la marine militaire à voile atteint un certain apogée.
Les navires principaux des marines sont de deux types, les frégates et les navires de ligne. Ils sont tous les deux construits en bois, coque en chêne et mature en pin, avec les œuvres vives protégées par des plaques en cuivre.
Les frégates ont pour mission d'éclairer le parcours des escadres à la mer et d'effectuer toutes les missions d'appui au sol, bombardement ou débarquement. Elles sont légères, dotées généralement d'un seul pont d'artillerie ce qui les rend inaptes à servir dans une ligne d'escadre.
Les navires de ligne servent dans des lignes d'escadre, d'où leur nom. Leur puissance se mesure par leur nombre de Canons, répartis en un, deux ou trois ponts d'artillerie. Ces canons sont  en bronze, à âmes lisses et à chargement par la bouche. La tactique navale consiste à neutraliser le navire adverse, soit en le détruisant, soit en s'en emparant. Il s'agit d'abord de manœuvrer au vent pour se placer dans une position favorable et empêcher l'adversaire d'en faire de même. Il s'agit ensuite d'agir par le feu ou par le choc sur l'adversaire. Par le feu, les deux escadres croisent au bord à bord, à quelques dizaines de mètres. Les bâtiments ouvrent le feu par salve sur l'adversaire au moment voulu. Les boulets sphériques pleins détruisent les coques et les matures. Une fois le navire adverse stoppé, il peut être éperonné, saisi à l'abordage, incendié ou coulé.
L'exemple le plus illustratif est la bataille de Trafalgar. En 1815, la Royal Navy détient une supériorité technique et numérique incontestable que ses concurrents essaient de contourner par des améliorations techniques que leur permet la Révolution industrielle.

### Apparition des cuirassés
Cette Révolution industrielle permet aux amirautés d'embarquer de nouvelles technologies, aussi bien au niveau des armements, des moyens de propulsion et de protection. Ces évolutions vont bouleverser les méthodes de combat en mer.

#### Évolution de l'armement
L'amélioration de l'armement se fait selon trois axes, à savoir la transposition de l'obus dans l'artillerie navale, l’adoption du canon rayé et le chargement des projectiles par la culasse.

##### L'introduction de l'obus dans l'artillerie navale
L'obus se distingue du boulet par le fait qu'il contient une charge pyrotechnique qui explose pendant ou après l'impact. Son efficacité est ainsi beaucoup plus importante que celle du boulet, dont les effets sont fonction de son gabarit et de son énergie cinétique. Non seulement il peut être tiré en tir tendu ou parabolique au moyen de canons, d’obusiers ou des mortiers et peut atteindre plus facilement les œuvres vives d’un navire ennemi et les cibles non visibles, mais il augmente sensiblement la distance entre les navires qui s’affrontent.
L'obus est employé pour la première fois au XVe siècle, sur terre, par les Vénitiens. Il est amélioré au fil des siècles mais ne séduit pas les marins parce que son stockage est dangereux et parce que son tir nécessite des pièces d’artillerie encombrantes. Napoléon Ier essaie de le faire adapter à l'artillerie navale pour compenser son infériorité par rapport aux Anglais, mais les essais ne sont pas concluants.
En 1821, un officier français du nom d’Henri-Joseph Paixhans théorise l'emploi de l'obus dans un navire cuirassé propulsé par une machine à vapeur et conçoit un nouveau type de canon que la marine française adoptera à partir de 1827, ainsi qu'un nouveau type de navire blindé. Ses théories triomphent lors de la guerre de Crimée, en 1854.
Paixhans reste toutefois attaché à l'obus sphérique, alors que les Anglo-saxons lui préfèrent l'obus cylindro-conique qui finit par triompher à l'issue de la guerre de Crimée. L'apparition de canons à la portée croissante fait que les combats se déroulent à des distances de plus en plus importantes.

##### La mise en place du canon rayé à chargement par la culasse
Le canon rayé, qui améliore déjà la précision du tir dans l'artillerie terrestre, s'impose dans l'artillerie navale. Il apparaît enfin que les canons à chargement par la culasse sont bien plus efficaces, car leur cadence de tir est bien supérieure. Il n'est plus nécessaire de les faire rentrer à bord pour les charger, ce qui protège les artilleurs.
Après quelques atermoiements, la marine royale britannique s’équipe en 1859 de quelques canons rayés à chargement par la culasse. La marine française fait de même dès 1860. Toutefois, les canons souffrent plus qu'auparavant, compte tenu des efforts bien plus importants qui leur sont imposés. La marine britannique connaît ainsi plusieurs déconvenues qui la font hésiter à généraliser ce type d’armes, et elle prend du retard sur les autres nations.

#### Évolution du mode de propulsion
Lors de la guerre anglo-américaine de 1812, les Étasuniens essayent de contrer la supériorité navale anglaise en faisant appel à des batteries cuirassées propulsées par des machines à vapeur. Dans ce domaine, seul Robert Fulton connaît quelque succès, avec sa batterie flottante baptisée Demologos (en grec : la voix du peuple). Il s’agit d’un catamaran propulsé par une machine à vapeur équipée d’une roue à aubes bien protégée entre les deux coques. Toutefois, en raison de la fin de la guerre et des piètres qualités navales du Demologos, le projet n'aura aucune suite.

##### L'introduction de la vapeur à bord des navires
Après les guerres napoléoniennes, pour compenser leur infériorité par rapport à la marine de guerre britannique, la France, la Russie et les États-Unis cherchent à développer la vapeur comme mode de propulsion. Le premier navire militaire français propulsé par la vapeur est le Sphinx, lancé en 1829. Mais la vapeur n'a pas que des avantages. Elle simplifie la navigation, qu'elle libère des conditions atmosphériques et du vent, et réduit les superstructures en rendant inutile la mature destinée aux voiles, mais la machinerie encombrante et le stockage du charbon réduisent la place disponible pour les canons et les munitions. Cela contraint les ingénieurs à mettre au point une artillerie plus puissante afin de compenser le nombre limité des canons.

##### L'échec de la roue à aubes et le triomphe de l'hélice

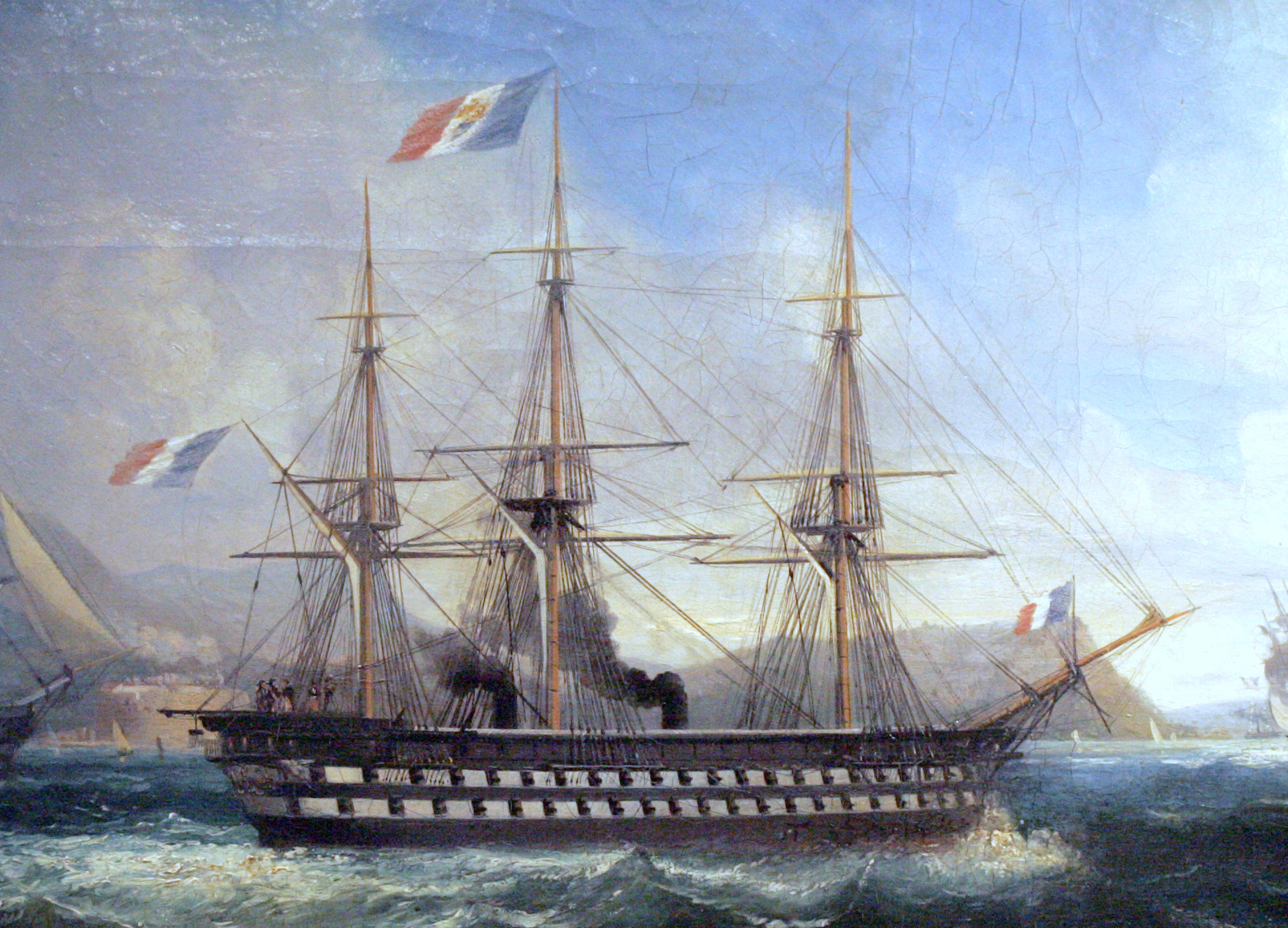
Le Napoléon, premier navire de ligne équipé d'une propulsion à vapeur et à hélice.

La roue à aubes, qui est l'instrument de propulsion qui s'impose en premier, a deux inconvénients. D'une part elle prend la place de canons sur le bord, d'autre part elle est très vulnérable, car elle occupe une surface importante sur le flanc du vaisseau. Il faut donc trouver un instrument de propulsion moins visible, qui rende le navire moins vulnérable.
Cette solution, c'est l'hélice inventée simultanément en Angleterre par l'Américain John Ericsson et par l'Anglais Francis Pettit Smith, à la fin des années 1830.

#### Évolution des moyens de protection
Face à cette double évolution de l'armement et de la propulsion, le bois qui était le principal matériau de construction des navires de guerre montre sa faiblesse. C’est pourquoi on fait appel au fer, qui a pour avantage d'̩être beaucoup moins vulnérable aux incendies créés par les projectiles ou par l'utilisation de la machine à vapeur. En outre il résiste mieux aux chocs, aux collisions et à l'échouage et permet une optimisation de l'espace à l'intérieur du bateau, notamment une compartimentation propre à limiter les effets d'une explosion ou d'une voie d'eau. Le fer permet enfin d'utiliser l'hélice de manière optimale car il supporte beaucoup mieux les efforts dus à la propulsion. Bien que des bateaux en métal aient été construits dès la fin du xviiie siècle, il s’agissait surtout de petits navires fluviaux ou côtiers du type corvettes, avisos ou canonnières. Le fer fait peur car il a une densité plus forte que l'eau et dérègle les compas et les boussoles de navigation. On lui reproche également l'usure prématurée des navires, notamment à cause de la corrosion. C'est pourquoi il faudra attendre la deuxième moitié du XIXe siècle pour que des projets sérieux soient menés à bien dans cette direction. Parallèlement, la révolution industrielle et les techniques métallurgiques permettent de mettre au point des métaux de meilleure qualité et surtout, dans la quantité et le format exigés par les constructions navales.

### Batteries flottantes, ironclads et frégates cuirassées
À partir de 1850, trois axes de recherches se développent, deux dans le cadre de deux théâtres d'opération géographiquement séparés, la Guerre de Crimée et la Guerre de Sécession, le troisième dans le cadre d'une recherche technique délibérée.
Cette évolution a un préalable, l'arrivée de Stanislas Charles Henri Dupuy de L̩ôme, l'ingénieur de génie maritime le plus doué du siècle à la tête de la section du matériel de la marine française en 1847.

#### Les batteries flottantes pendant la guerre de Crimée
Napoléon III, qui a acquis, avant son accession au trône une sérieuse expertise en matière d'artillerie, ordonne dès 1853 sous l'impulsion de Dupuy de Lôme la construction de cinq batteries flottantes de la classe Dévastation.. Son ambition est double, d'une part, il essaye de contourner la supériorité britannique en matière navale en encourageant l'innovation. Son objectif est de sortir la France de l'isolement hérité du congrès de Vienne de 1815, de présenter une concurrence à la Royal Navy et de reprendre une position dominante en Europe. D'autre part, il essaye, en coalition avec les Britanniques, de contrer les Russes qui se montrent menaçants envers la Turquie et qui cherchent à s'étendre autour de la mer Noire. Or, les Russes n'ont pas une marine très performante capable de lutter contre les marines françaises et britanniques de haute mer. En revanche, ils ont des batteries côtières équipés de canons Paixhans très performants qui peuvent faire des dégâts sérieux chez leurs adversaires lors d'opérations amphibies.
Les batteries flottantes sont des navires lourds à faible tirant d'eau pour servir d'appuis d'artillerie pour des forces de débarquement. Peu performantes en haute mer, elles doivent être remorquées jusqu'au théâtre d'opération et rejoignent leur lieu d'emploi par leurs propres moyens. Construite autour d'une coque en bois, d'un blindage de fer de 110 mm, d'un mode de propulsion mixte à voile et à vapeur et de canons puissants (16 canons de 50 et 2 canons de 12). L'artillerie est organisée en ponts comme dans les anciens navires de ligne. La classe Dévastation comprend cinq navires la Dévastation, la Tonnante, la Lave, la Foudroyante et la Congrève.Trois de ces batteries sont déployées avec succès lors de la guerre de Crimée et s'illustrent en particulier lors de la bataille de Kinboun.
En liaison avec leurs collègues français, les Britanniques construisent parallèlement les batteries HMS Actina, Glatton, Meteor, Thunder et Trusty.

#### Lesironcladspendant la guerre de Sécession

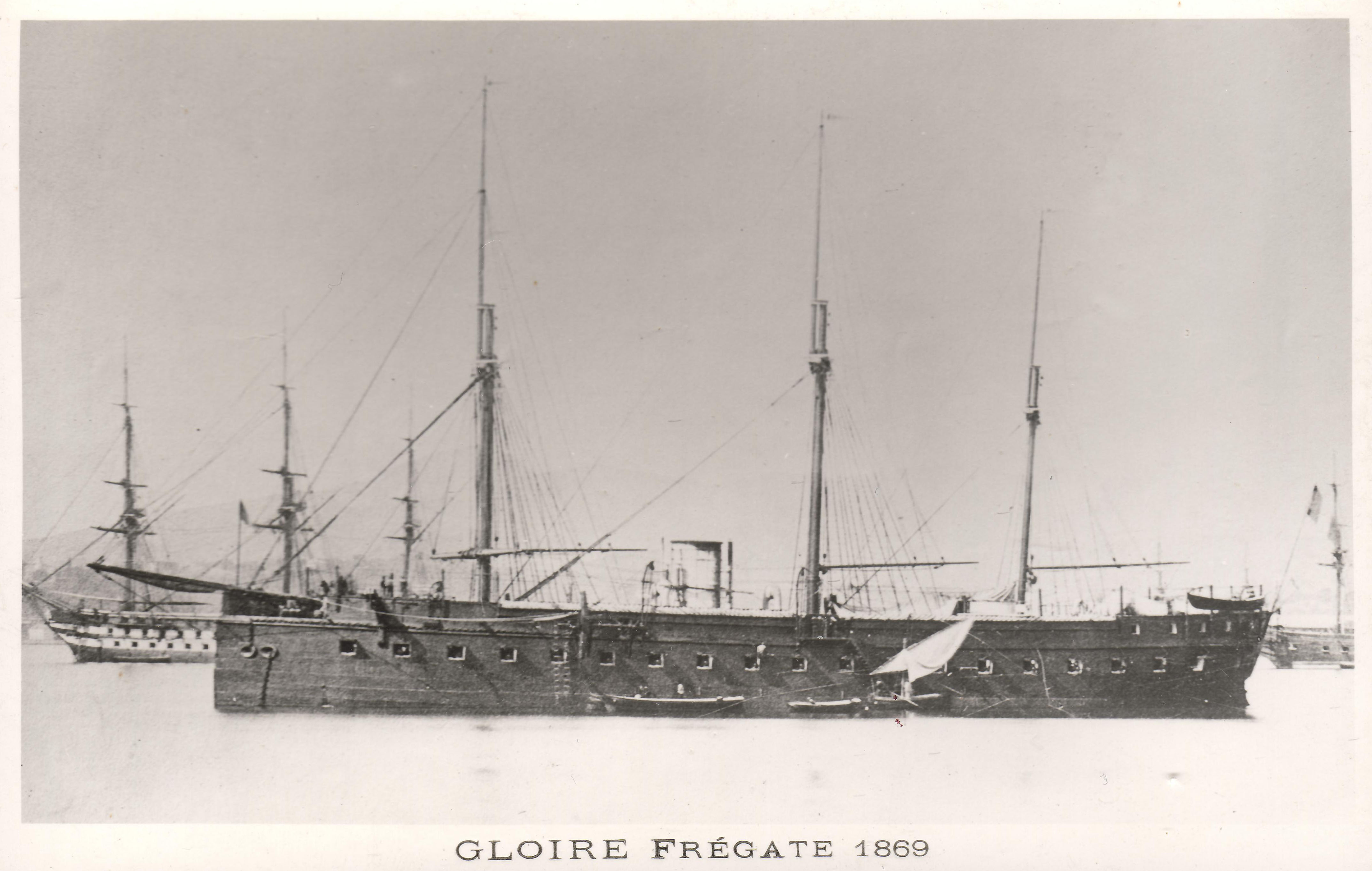
La Gloire, premier ironclads.

Lors de la guerre de Sécession, se développe un autre modèle de navire cuirassé, l'ironclad qui signifie "doté de plaques d'acier" en anglais et qui correspond aux besoins de ce théâtre d'opération. La flotte américaine est restée jusqu'en 1860 une flotte classique sans véritable motivation pour innover. Elle a adopté la vapeur mais, faute d'ambition et de moyens, elle n'envisage pas de navires cuirassés. Au début de la  guerre, elle a été partagée de facto entre les deux belligérants. L'Union en reçoit la majorité alors que la Confédération doit faire avec des unités légères moins nombreuses.
Mais les préoccupations stratégiques du Nord comme du Sud obligent les deux camps à innover.
Pour surmonter son infériorité, le Sud développe des canonnières fluviales blindées à faible tirant d'eau pour défendre ses ports. Elles sont construites sur la base de navires en bois déjà existant dont elle arase les superstructures, qu'elle couvre d'un blindage et qu'elle équipe d'une casemate d'artillerie. Le précurseur est le CSS Virginia.
Le Nord qui bénéficie d'une industrie florissante, cherche à contrer la menace du Virginia. Sa préoccupation première est de protéger les voies d'accès à ses ports de la côte Est. Fin janvier 1862 il sort la première réponse, le  l'USS Monitor, qui possède une tourelle blindée. Il rencontre le Virginia lors de la bataille d'Hampton Roads, le 9 mars 1862, bataille qui se conclut par un match nul mais qui montre le sens de l'évolution. En 1866, le Nord possède 51 monitors qui participent principalement à une guerre fluviale ou autour des ports.
Les ironclads et les monitors ont fait forte impression sur les amirautés qui en font construire et, éventuellement, qui en achètent à d'autres nations. Dès février 1862, l'Angleterre commence la construction d'un navire côtier avec deux tourelles, le Prince Albert et convertit un "trois ponts", le Royal Sovereign en ironclad à quatre tourelles. Entre 1867 et 1870,elle met en chantier huit navires de défense côtière. La France achète aux Américains l'USS Durdenberg, renommé Rochambeau, et l'Onondaga, monitor fluvial.
Mais les ironclads ne sont que des navires côtiers voire fluviaux. Le principe de navire cuirassé doit donc être étendu à la flotte de haute mer et doit donc être adapté aux conditions propres à ce milieu.

#### Une première révolution en 1859, la Gloire, premier navire de guerre de haute mer cuirassé
En marge de ces conflits, les constructions navales françaises développent des matériels révolutionnaires dont la Gloire, frégate blindée et premier navire cuirassé de haute mer du monde est le symbole.
Cette construction procède d'une progression délibérée voulue par Napoléon III et dirigée par Dupuy de Lôme.
Dès 1845, Dupuy de Lôme propose la construction d'une frégate cuirassée propulsé par une machine à vapeur et une hélice, mais son projet n'est pas accepté.
En 1848 est lancé le premier navire de ligne en bois à hélice, le Napoléon qui prouve son efficacité en matière de propulsion aux Dardanelles en 1853. En effet, il est le seul navire à pouvoir remonter les détroits grâce à sa machine à vapeur puissante, alors que les autres navires, à voiles, sont incapables de trouver le vent nécessaire pour remonter les courants très forts. Les Britanniques, convaincus par le concept, lancent un navire identique, le HMS Agamemnon, en 1852.
En 1859, le lancement de la Gloire fait l'effet d'une véritable révolution. La Gloire est effectivement le premier navire blindé à vapeur capable de croiser  et de combattre en haute mer de manière autonome. Elle reste toutefois très marquée par ses prédécesseurs à voile et en bois. D'abord, elle se compose d'une structure en bois renforcée par du métal sur laquelle sont apposées des plaques de blindage. Ensuite, elle possède en superstructure un gréement  complet qui annule une partie de ses avantages. Enfin, son artillerie est répartie sur trois ponts, sur les deux bords ce qui lui impose de combattre à l'ancienne manière bord contre bord.
Sa construction déclenche une nouvelle course aux armements navals.
D'abord, sur sa lancée, la France continue à développer le concept de frégate cuirassé. Dans un premier temps, elle lance deux sister-ship à la Gloire, le Normandie et l'Invincible, puis une variante entièrement construite en métal, la Couronne. Elle lance ensuite le Magenta et le Solférino, version agrandie de la Gloire. Suivent une frégate bois-fer, la Belliqueuse, trois frégates cuirassées de la classe Provence, les sept corvettes blindées entièrement en fer de la classe Gauloise puis les sept corvettes de la classe Alma à batterie centrale sous casemate, enfin trois cuirassés de la classe Océan avec un mélange tourelles-barbettes. Bien que poursuivie par la IIIe République, la guerre de 1870-1871 ralentit sérieusement cette évolution.
Ensuite, la Grande-Bretagne qui ne veut pas voir sa suprématie séculaire contestée, réagit énergiquement en développant ses propres navires blindés sur le modèle de la Gloire.
Enfin, d'autres pays, les États-Unis, l'Italie, l'Autriche-Hongrie, la Russie, l'Allemagne se lancent eux aussi dans la course aux armements navals.

### Errements et introduction d'un débat majeur, barbette contre tourelle.

#### Un retour en arrière néfaste mais aux conséquences limitées: le renouveau de l'éperon
La tentation des retours en arrière est toujours bien présente. Certains regrettent le combat par le choc alors que le combat naval par le feu devient la généralité voire l'exclusivité.
La bataille navale de Lissa du 20 juillet 1866 entre les Autrichiens et les Italiens, le Re d'Italia est éperonné par le SMS Ferdinand Max. Les tacticiens navals quelque peu nostalgiques en concluent que l'éperon est devenu une arme efficace et qu'il compense l'incapacité des navires de combattre de face, l'artillerie étant disposée sur les bords. Ils laissent entrevoir la substitution de la ligne de file par la ligne de front dans la tactique du combat d'escadre. Ainsi, les cuirassés sont équipés, jusqu'au début du XXe siècle d'éperon.
L'augmentation de la portée des canons et des distances de combat a raison de l'éperon, dont l'efficacité est tragiquement démontré, en 1893, devant Tripoli (Liban), où le cuirassé HMS Victoria sera coulé par une fausse manœuvre dans le port, par un autre cuirassé de la même escadre.

#### L'abandon de l'armement dans la coque et son transfert vers les superstructures
Sur un navire, le positionnement de l'armement conditionne son efficacité. Dans la marine à voile, les canons sont disposés sur les deux bords  du navire. Le combat ne peut avoir lieu que lorsque l'un des bords est exposé à l'adversaire ce qui rend le bâtiment très vulnérable. Le tir de face n'est pas possible. Or, le navire blindé a généralement un franc-bord relativement bas sur les flots en raison de la forte densité du métal dans l'eau, ce qui lui permet d'offrir une surface de vulnérabilité réduite et de limiter le blindage nécessaire pour le protéger. Ensuite, il est  couvert de plaque de métal ce  qui ne permet pas la création d'ouvertures pour des raisons pratiques, de vulnérabilité et de tenue à la mer.
La première solution trouvée est de monter les pièces d'artillerie sur le pont et de les regrouper en batteries centrales sous casemates protégées. Elle permet de simplifier bien des choses, centraliser le commandement du tir et l'approvisionnement des pièces en munitions mais elle limite voire interdit tout réglage des pièces individuelles en azimut et tout emploi de l'artillerie groupé. C'est ce qu'on trouve sur le CSS Virginia.
La deuxième solution consiste à mettre ces canons sur le pont, sous une casemate pivotante tous azimut, une tourelle, intégralement blindée. Le procédé est sans nul doute le plus efficace mais il pèse extrêmement lourd parce que la protection doit couvrir tous les cotés des pièces d'artillerie pour assurer leur protection  et qu'il doit y avoir un système d'alimentation en munition propre. En plus, elle est incompatible avec les gréements, même auxiliaires, des navires de l'époque.
La troisième solution est un compromis, une pièce installée dans un demi tourelle pivotante avec un arrière qui n'est pas protégé ou protégé par une casemate fixe sur le pont ou sur les bords du navire. Le débattement des canons en azimut est meilleur que pour la batterie mais largement inférieur à celui que procure la tourelle. .Le poids du navire en est toutefois réduit, permettant l'emport d'armes, de munitions ou de carburant supérieur.
Rapidement, après avoir renoncé aux canons sur les bords le débat se porte sur les trois options, la casemate centrale, la barbette ou la tourelle.

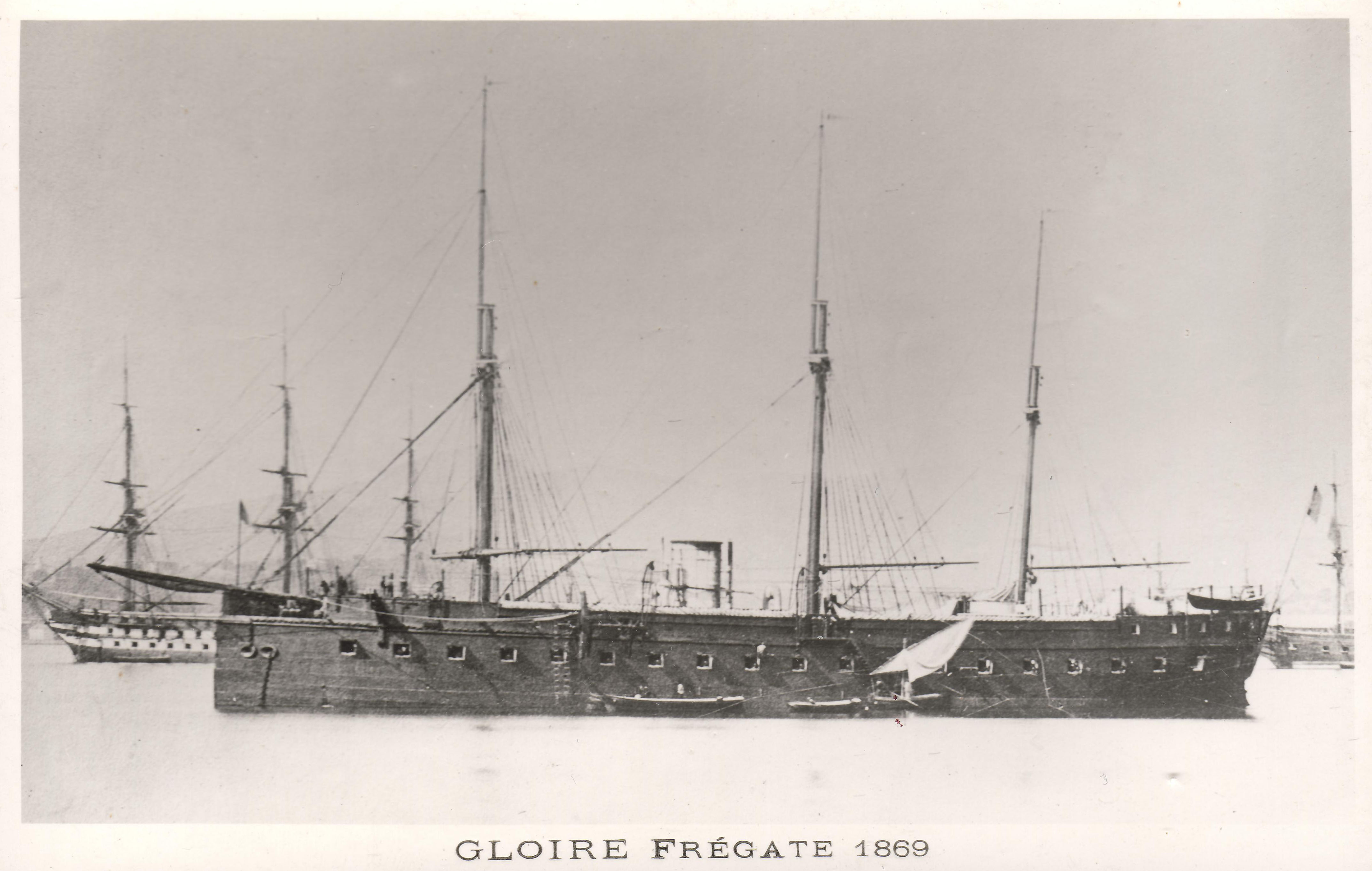
Le navire français Gloire, premier cuirassé de haute mer.

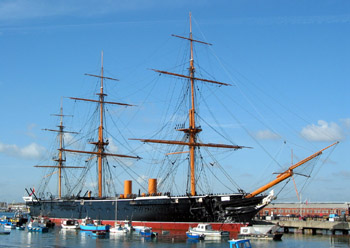
Le, actuellement à Portsmouth.

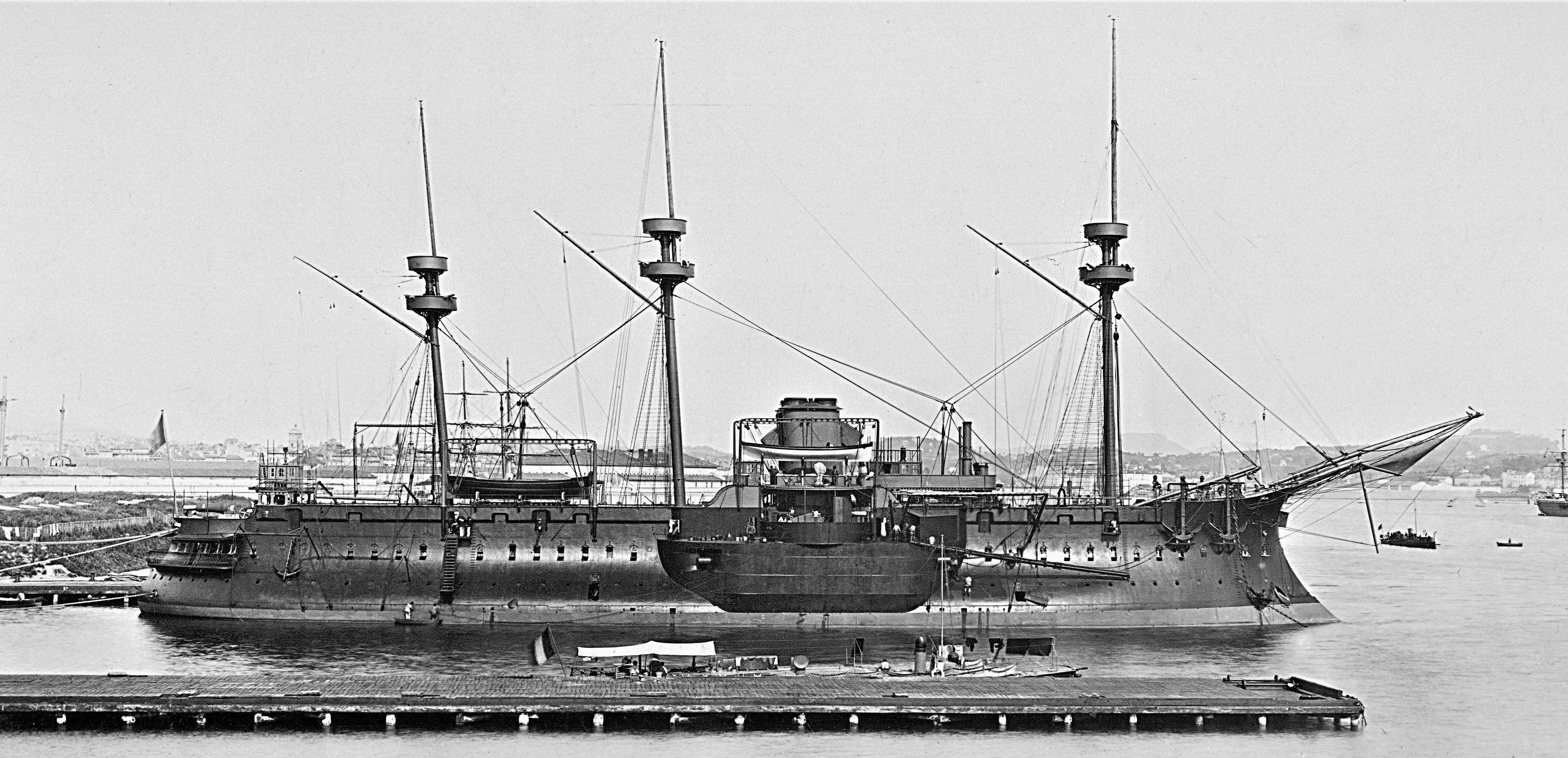
Le Redoutable de 1876, le premier cuirassé à utiliser l'acier comme matériau de construction principal.

Chaque marine essaye différentes positions et acquiert ses propres certitudes.

#### L'amélioration des aciers et la compétition entre les chantiers navals
On assiste pendant près de vingt ans, à une compétition sévère entre les grandes entreprises sidérurgiques et métallurgiques, britanniques, françaises, américaines, allemandes, dans le domaine de la production d'aciers nouveaux, dans l'armement et la construction navale, avec des blindages qui atteindront 500, voire 600 mm d'épaisseur, des canons de 100 tonnes, au calibre de 450 mm, dans des dispositions d'artillerie variées.
Le poids des blindages, de plus en plus épais, s'accroît. Le blindage en fer est remplacé par le blindage en acier, après une période qui voit l'utilisation de « blindage composite », dont une face d'acier est amalgamée à une face de fer. Puis apparaissent les blindages d'acier au nickel, puis au chrome-nickel, de façon en limiter l'épaisseur, donc le poids, tout en conservant la même efficacité contre des obus toujours plus puissants, obus coiffés, à coiffe d'acier doux. Les contraintes sur les membrures des coques conduisent, au milieu des années 1870, à utiliser l'acier comme matériau de construction, avec le fer et le bois. Le Redoutable, mis sur cale en 1873 et lancé en 1876, est le premier navire au monde à utiliser l'acier comme principal matériau de construction.

### L'influence décisive d'Alfred Mahan dans les développements ultérieurs
Vers la fin des années 1880, les cuirassés sont sans nul doute un symbole essentiel de la puissance navale . Ceci est particulièrement exposé dans les écrits d'Alfred Mahan, qui eut beaucoup d'influence dans les cercles navals et politiques pendant l'ère des cuirassés,. Ce mouvement prend de l'ampleur jusqu'à atteindre une portée internationale à la fin des années 1890. Pour lui, une marine forte est un élément clé pour la réussite d'une nation car le contrôle des mers est vital pour la projection de puissance sur mer et sur terre.
Dans ce cadre, les cuirassés ont pour rôle d'éliminer les ennemis des mers, tandis les croiseurs et d'autres navires semblables doivent accomplir les tâches d'escorte, de blocus et de raids. Pour Mahan, la victoire ne peut être atteinte que par des engagements entre cuirassés. Il faut donc créer une grande flotte constituée de cuirassés aussi nombreux et aussi puissants que possible destinée à dissuader et, le cas échéant, à combattre un éventuel ennemi. La bataille navale entre les escadres ennemies doit être unique et décisive.
Cette théorie n'est pas partagée par tous les théoriciens. C'est le cas par exemple en France du vice-amiral Hyacinthe-Laurent-Théophile Aube et de son courant de pensée, la Jeune École. Nommé ministre de la marine en 1886, Aube pense qu'une flotte composée de nombreux petits navires de guerre (torpilleurs notamment) serait plus puissante qu'une flotte de gros navires lourds tels que des cuirassés. En effet, de par leurs coût, les cuirassés sont rares et la perte de l'un d'entre eux a plus de conséquence que la perte d'une plus petite unité. Or, ils sont vulnérables aux torpilles et aux mines qui sont mises en œuvre par des bâtiments bien plus petits. Pour Aube, il s'agit donc de développer des navires plus légers, plus rapides, plus avancés technologiquement et plus nombreux car plus facile à produire . D'une part, dans le cadre d'un combat d'escadre, les torpilleurs manœuvrent aux côtés des cuirassés derrière lesquels ils se cachent. Ils ne sortent que protégés par l'écran de fumée généré par les canons de ces derniers afin de lancer leurs torpilles. D'autre part, une marine dotée de croiseurs est beaucoup plus à même de livrer une sorte de guerre de course contre les navires marchands, grâce à la souplesse que la multiplicité des navires engendre.
Ce concept est mis à mal par le développement d'obus sans fumée, la menace des torpilleurs et plus tard des sous-marins reste présente. Dans les années 1890, la Royal Navy développe les premiers destroyers, conçus pour intercepter les torpilleurs : ce sont eux qui deviendront les escorteurs des cuirassés. Aube avait trop misé sur la technologie. Le choix de cette stratégie par la Marine française provoqua un important retard dans son développement.
La doctrine d'emploi des cuirassés attache beaucoup d'importance au groupe de combat. Afin que ce groupe de combat puisse engager un ennemi qui fuit le combat (ou pour pouvoir éviter la confrontation avec une flotte plus puissante), les cuirassés avaient besoin de meilleurs moyens de localiser l'ennemi au-delà de l'horizon. Des navires de reconnaissance sont utilisés pour cela, comme les croiseurs de bataille, des croiseurs, destroyers, puis des sous-marins, ballons et avions. La radio permet de localiser l'ennemi en interceptant et en triangulant ses communications. Ainsi, la plupart du temps, les cuirassés ne sortirent que protégés par des destroyers et des croiseurs. Les campagnes en mer du Nord pendant la Première Guerre mondiale ont illustré à quel point les mines et les torpilles ont pu représenter une menace réelle malgré ces protections.

### Vers une convergence et une standardisation des évolutions, les pré-Dreadnought

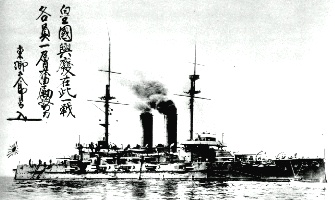
Le pré-dreadnought Mikasa, navire-amiral de la Marine impériale japonaise, à la bataille de Tsushima en 1905.

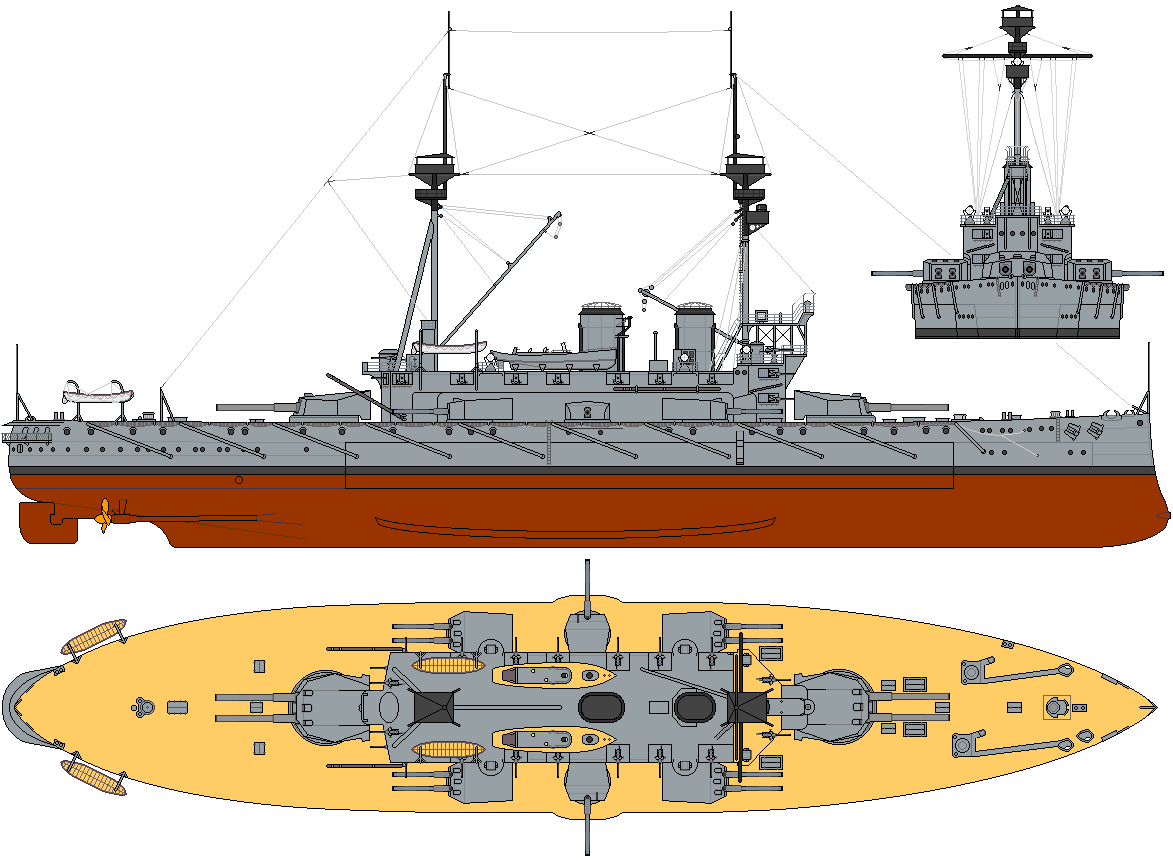
Diagramme du, un pré-dreadnought de la dernière classe de ce type, mis en service après le HMS Dreadnought.

Le terme de « pré-dreadnought » est un anachronisme dans la mesure où il définit un type de navire à partir d'une référence qui n'existe pas à l'époque.

### Les caractéristiques des cuirassés vers 1900
À la fin du XIXe siècle, les cuirassés des différentes marines finissent par se ressembler de plus en plus, et un type commun émerge, appelé de nos jours « pré-dreadnought ». Il s'agit de navires dotés d'un lourd blindage, disposant de canons en tourelles et en casemates, et sans voiles. Un pré-dreadnought typique déplace 15 000 à 17 000 tonnes, atteint une vitesse de 16 nœuds et possède un armement de quatre canons de 12 pouces (305 mm) en deux tourelles avant et arrière, dont la cadence de tir est faible (un coup par minute), une artillerie de quatre à douze canons d'un calibre un peu inférieur, de 230 à 250 mm, avec une cadence de trois coups par minute, plus une batterie sous casemates sur les flancs du navire d'un calibre allant de 75 mm à 152 mm. Un exemple plus ancien de navire avec le même genre de caractéristiques est la classe Devastation britannique de 1871. Mais ce n'est pas avant les années 1880 que ce type se répand significativement ; il est amélioré dans les années 1890 avec l'adoption de la construction en acier.
Les canons lents de 12 pouces de l'artillerie principale sont destinés au combat entre cuirassés. L'artillerie intermédiaire a deux rôles : contre les grands navires, on pense qu'un « déluge de feu » provenant de ces armes à tir rapide pourrait distraire les canonniers ennemis en endommageant la superstructure ; on pense aussi qu'elles sont plus efficaces contre les plus petites unités comme les croiseurs. Les plus petits canons (moins de 12 livres) sont réservés à la protection du navire contre les torpilleurs et destroyers. Mais le réglage du tir est difficile avec la multitude de gerbes des canons de calibre différents, tirant simultanément.
Au début de l'ère pré-Dreadnought, la Grande-Bretagne tient à confirmer sa supériorité navale. Durant les années précédentes, elle était convaincue de sa suprématie, et les projets navals de grande ampleur étaient critiqués par les politiciens de tous bords. Toutefois, en 1888, la peur d'une guerre avec la France et l'accroissement de la flotte russe font redémarrer la construction navale : le British Naval Defence Act de 1889 entraine la construction de huit nouveaux cuirassés. On adopte le principe que la flotte britannique doit être plus puissante que les deux autres flottes les plus puissantes après elle. Alors que cette politique est censée décourager la construction de cuirassés en France et en Russie, ces deux nations n'arrêtent pas d'agrandir leur flotte avec de nombreux pré-Dreadnought dans les années 1890.
Dans les dernières années du XIXe siècle et au tout début du XXe siècle, la course à la construction des cuirassés est attisée par l'opposition entre le Royaume-Uni et l'Allemagne. Les lois allemandes de 1890 et 1898 autorisent la construction d'une flotte de 38 cuirassés, ce qui menace l'équilibre naval. Si la Grande-Bretagne répond par davantage de nouveaux navires, elle n'en a pas moins perdu une grande partie de sa suprématie à la fin de l'ère pré-Dreadnought. En 1883, le Royaume-Uni possède 38 cuirassés, deux fois plus que la France et à peu près autant que le reste du monde réuni. En 1897, cette avance est considérablement réduite, non seulement du fait de la compétition avec la France, l'Allemagne et la Russie, mais aussi du développement de flottes de cuirassés en Italie, aux États-Unis et au Japon. Les autres flottes (Turquie, Espagne, Suède, Danemark, Norvège, Pays-Bas, Chili et Brésil) sont composées surtout de croiseurs lourds, de cuirassés côtiers ou de USS Monitors.
Les pré-dreadnought continuent à innover : les tourelles, le blindage et les machines à vapeur sont constamment améliorés, des tubes lance-torpilles font leur apparition. Quelques navires (dont les classes Kearsarge et Virginia américaines) essaient de superposer des tourelles secondaires de 8 pouces sur des batteries principales de 12 pouces, pour réduire le poids. Les résultats sont mitigés : le recul et la déflagration rendent l'artillerie secondaire inutilisable, et il n'est pas possible de tirer séparément, ce qui limite leur intérêt tactique.

#### Coûts de production
L'un des problèmes que représentent les cuirassés est leur coût de production. Si les idées de Mahan furent partagées par plusieurs politiciens, c'est parce que la construction d'une flotte de torpilleurs est moins coûteuse que celle d'une flotte de cuirassés.

### L'ère desDreadnought
En 1906, le lancement du révolutionnaire HMS Dreadnought rend obsolètes les cuirassés existants. Créé à la suite des pressions de l'amiral John Fisher, il combine un armement de dix canons de 12 pouces (305 mm), une vitesse et un blindage sans précédent. Il entraîne la ré-évaluation de tous les programmes de construction navale des autres pays. Si le concept du navire all-big-gun (littéralement « gros calibres uniquement ») existe depuis plusieurs années, et si les Japonais ont commencé à construire un tel navire dès 1904, le Dreadnought inaugure une nouvelle course aux armements, principalement entre la Grande-Bretagne et l'Allemagne mais aussi sur la scène mondiale, alors que cette nouvelle classe de navires devient un élément crucial de la puissance nationale.
Les développements techniques continuent pendant toute « l'ère Dreadnought », notamment en ce qui concerne l'armement, le blindage et la propulsion. Moins de dix ans après le lancement du Dreadnought apparaissent de nouveaux navires bien plus puissants, les « super-Dreadnought ».

#### Origines duDreadnought

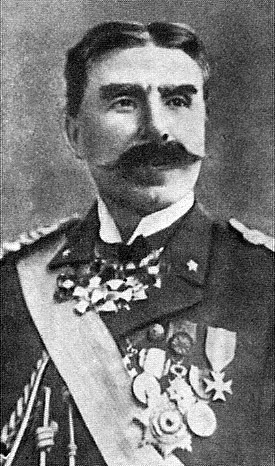
Vittorio Cuniberti.

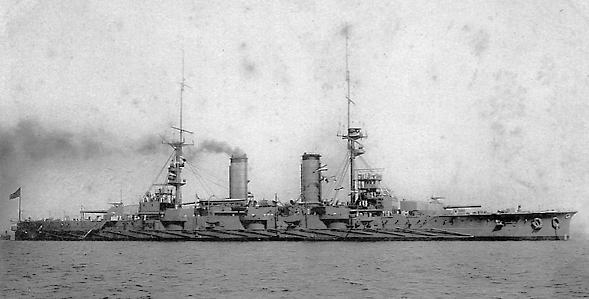
Le Satsuma de la marine impériale japonaise, premier navire conçu suivant le principe all-big-gun.

Le général Vittorio Cuniberti, architecte naval principal de la marine italienne, propose le premier le concept du cuirassé all-big-gun en 1903. Quand la marine italienne (à l'époque, la Regia Marina) décide de ne pas suivre son idée, il publie un article dans le « Jane's Fighting Ships » proposant comme futur cuirassé britannique « idéal », un navire lourdement blindé de 17 000 tonnes, armé d'une batterie principale monocalibre (12 canons de 12 pouces), avec un blindage de 300 mm en ceinture, et pouvant atteindre une vitesse de 24 nœuds.
La guerre russo-japonaise (1904-1905) donne l'occasion de valider le concept all-big-gun. Aux batailles de la mer Jaune et de Tsushima, les escadres de cuirassés échangent des tirs d'obus de 12 pouces entre 7 et 11 km de distance, au-delà de la portée des batteries secondaires. Si l'on entend souvent que ces engagements ont démontré la supériorité des gros calibres, en ce qu'ils ont porté les coups décisifs, certains historiens suggèrent que les batteries secondaires de canons à tir rapide leur étaient aussi utiles, quoiqu'ils rendent plus difficile l'observation des tirs des grosses pièces. En Grande-Bretagne, Tsushima ne fait que renforcer l'amiral Fisher, Premier Lord de la Mer, une première fois de 1902 à 1911, dans sa conviction qu'il faut standardiser le canon de 12 pouces. Il est convaincu du besoin de navires rapides et puissants, suivant le concept all-big-gun, alors que la technique de direction de tir centralisé de l'artillerie principale fait des progrès, sous l'impulsion de l'amiral Percy Scott (en), en Grande-Bretagne, ou de l'amiral William Sims, aux États-Unis. Fisher se préoccupe certes aussi des sous-marins et des destroyers équipés de torpilles, dont la portée est alors supérieure aux canons des cuirassés, mais la vitesse est pour lui un facteur essentiel, assurant une meilleure protection que le blindage. Il est en particulier convaincu de l'excellence du concept de croiseur de bataille, grand navire légèrement blindé mais lourdement armé avec huit canons de 12 pouces, et filant 25 nœuds grâce aux turbines à vapeur, qui occupent moins de place que les machines alternatives, dans les entreponts au centre des coques, et sont plus fiables pour assurer une vitesse soutenue sur de longues périodes.
Le Satsuma de la Marine impériale japonaise, conçu en 1904 et mis sur cale en 1905, est cependant le premier navire au monde conçu suivant le principe « all-big-gun ». Prévu pour porter douze pièces de 305 mm, en quatre tourelles doubles, et quatre tourelles simples, il ne sera doté, en raison de l'absence de fonds suffisants, à la suite de la guerre russo-japonaise, que de deux tourelles doubles de 305 mm, une à l'avant et l'autre à l'arrière, et de six tourelles doubles de 254 mm (en) (10 pouces), au centre du navire, trois de chaque bord, toutes achetées chez Vickers. Le Satsuma conserve des machines à vapeur alternatives, ce qui explique l'absence de tourelles centrales dans l'axe, tandis que son navire-jumeau Aki, lancé en 1911, utilise des turbines achetées aux États-Unis.
L'USS South Carolina conçu en 1905, se réclame aussi du titre de « premier Dreadnought », mais il n'est lancé qu'en 1908 avec son jumeau, le Michigan. Ils utilisent tous deux des machines alternatives, ce qui conduit à concentrer l'artillerie principale à l'avant et à l'arrière, en deux tourelles doubles de 305 mm, superposées pour la première fois au monde, sans tourelles latérales comme en a le Dreadnought.

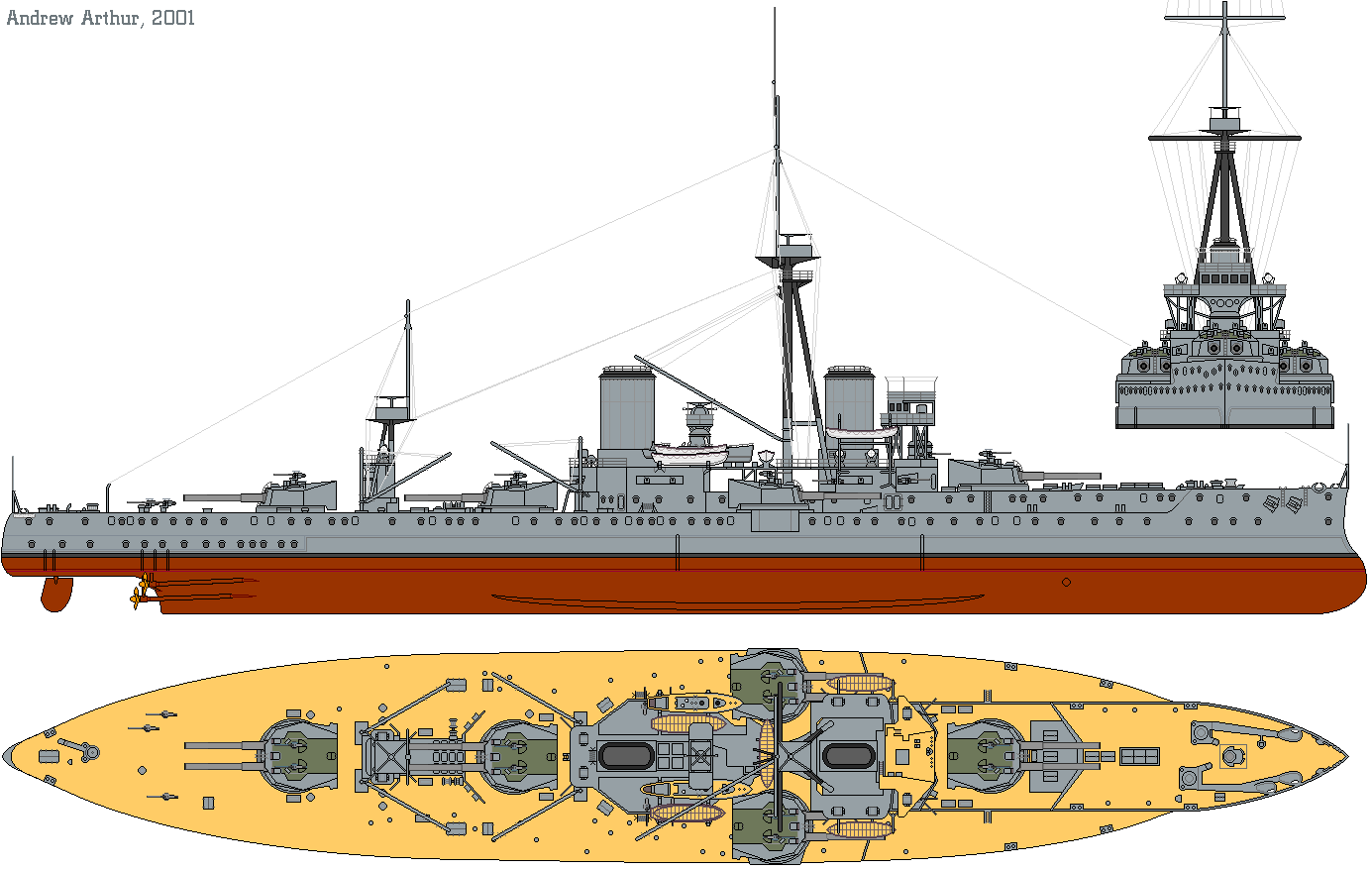
Profil du Dreadnought.

Le HMS Dreadnought, mis sur cale en décembre 1905, devra sa renommée à ce qu'il est le premier cuirassé, conçu en respectant le concept du « all-big-gun battleship », à entrer en service, en décembre 1906, avec un temps de construction qui montre la puissance et la maîtrise de l'industrie britannique des constructions navales. Avec un déplacement de 18 500 tonnes, il porte dix canons de 12 pouces (305 mm), en cinq tourelles doubles, une à l'avant, deux à l'arrière, et deux sur les flancs, avec une ceinture blindée de 11 pouces (280 mm), et pour la première fois (pour un grand navire) est équipé de turbines à vapeur. Il n'est doté que de canons à tir rapide de 12 livres (en) (3 pouces soit 76 mm), contre les destroyers et les torpilleurs. Son blindage est suffisamment épais pour affronter avec succès n'importe quel autre navire.

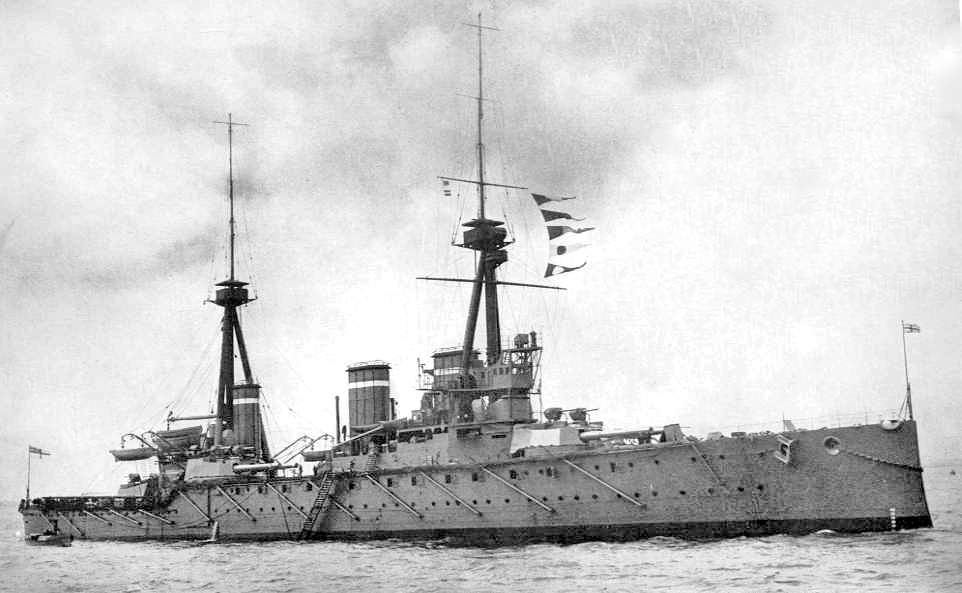
Le croiseur de bataille participa à la victoire sur l'escadre de l'amiral von Spee, le 8 décembre 1914,et fut coulé à la bataille du Jutland, en 1916.

Le HMS Dreadnought est suivi par trois croiseurs de bataille de la classe Invincible; leur construction est retardée pour pouvoir utiliser l'expérience du Dreadnought dans leur conception. Ils ont une tourelle axiale arrière de moins, leurs tourelles centrales sont « en échelon », et surtout ils filent 5 nœuds de plus, mais leur ceinture blindée ne dépasse pas 152 mm d'épaisseur.
L'intention de l'amiral Fisher était de produire le Dreadnought en tant que dernier cuirassé de la Royal Navy, mais le navire connaît tellement de succès que personne ne veut passer à une flotte de croiseurs de bataille. Le navire lui-même n'est pas exempt de défauts : les tourelles latérales créent de trop grands efforts sur la coque lors de tir en bordée, et le haut du blindage le plus épais se retrouve sous la flottaison à pleine charge). La Royal Navy commande, en 1907-1908, six navires, les classes Bellerophon et Saint Vincent, aux caractéristiques (déplacement, dimensions, calibre et disposition de l'artillerie, machines et vitesse) similaires au Dreadnought, mais ils sont dotés d'une artillerie secondaire de 4 pouces (102 mm) sous casemates.

### Course aux armements
En 1897, la Royal Navy possède 62 cuirassés en construction ou commandés, soit 26 d'avance sur la France et de 50 sur l'Allemagne. En 1906, la mise en service du Dreadnought a rendu obsolètes tous les cuirassés en service, y compris ceux de la Royal Navy. Ce navire marque le début d'une course aux armements avec de grandes conséquences stratégiques, les principales puissances navales commencent à construire leurs propres dreadnoughts pour rattraper le Royaume-Uni : la possession de tels navires assure alors un statut particulier, comme le sera la possession d'armes nucléaires à la fin du XXe siècle. L'Allemagne, la France, la Russie, l'Italie, l'Autriche-Hongrie les États-Unis et le Japon commencent tous la construction de dreadnoughts, suivies par les puissances secondaires comme l'Empire ottoman, l'Argentine, le Brésil et la Chine qui en commandent aux chantiers anglais et américains.
En 1901, les sept premières puissances maritimes alignent 88 cuirassés. À la veille de la Première Guerre mondiale, les mêmes États disposent, en plus de 149 pré-dreadnoughts, de 68 dreadnoughts et croiseurs de bataille, sur le point d'être rejoints par 63 navires de ligne en construction. Chacun des principaux protagonistes pendant cette période s'est efforcé de mettre en service des navires plus puissants et mieux protégés, et subsidiairement plus rapides que ses rivaux.
Le premier, l'Empire allemand réagit, en suspendant toute construction des cuirassés prévus, puis dès 1907, par la mise sur cale des quatre dreadnoughts de la classe Nassau. Armés de six tourelles doubles de 280 mm dont quatre en sabord, la partie centrale du navires étant occupée par d'encombrantes machines alternatives, ils reçoivent une importante artillerie secondaire de 150 mm sous casemates, et une ceinture blindée de 300 mm au centre du navire, ainsi qu'une très solide protection anti-torpilles. La même année le SMS Von der Tann, prototype des grands croiseurs (« große kreuzer » est la désignation allemande des croiseurs de bataille), est mis sur cale. C'est le premier grand navire de guerre allemand doté de turbines, il peut filer 27 nœuds. Il porte quatre tourelles de 280 mm, les tourelles centrales « en échelon » comme la classe Invincible, mais il a été doté d'une ceinture blindée de 250 mm, de près de 100 mm plus épaisse que celle de ses homologues britanniques, pour lui permettre d'être intégré dans la ligne de bataille.

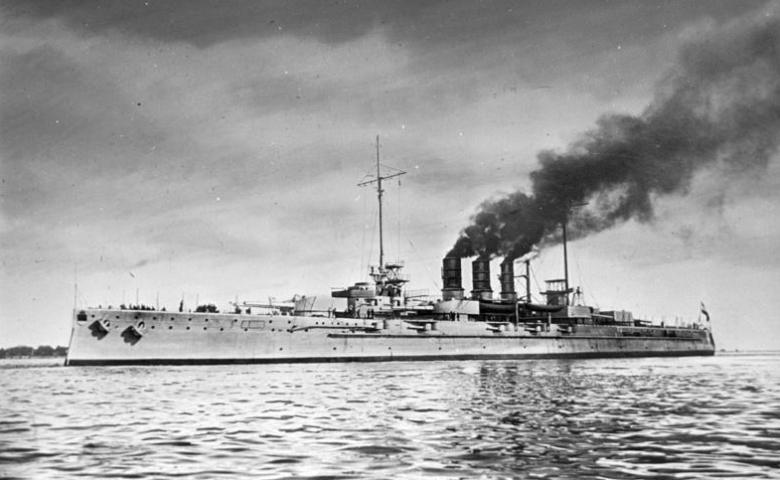
Le SMS Heligoland fut le premier cuirassé allemand à porter des canons de 305 mm.

Un moindre armement mais une meilleure protection que les cuirassés britanniques seront les caractéristiques des cuirassés de la Marine impériale allemande. Leur faible rayon d'action indiquait que leur zone principale d'action se trouverait en mer du Nord, donc prioritairement contre la Royal Navy. En 1908, suivent les quatre dreadnoughts de la classe Helgoland, qui diffèrent de la précédente par une silhouette à trois cheminées, mais surtout avec une artillerie principale au calibre de 305 mm tandis qu'un amendement à la loi allemande de programmation navale de 1900 prévoit quatre mises sur cale de cuirassés par an, jusqu'en 1911. Or, il n'était prévu par le gouvernement libéral, qu'un seul dreadnought supplémentaire pour la Royal Navy en 1908. Une campagne d'opinion, avec l'assentiment de l'Amirauté, sur le thème « We want eight and we won't wait (Nous en voulons huit et nous n'attendrons pas) » aboutit au lancement d'un vaste programme de constructions.
Le HMS Neptune et la classe Colossus ont leurs tourelles centrales installées “en échelon”, permettant théoriquement un tir de chaque bord, et les tourelles arrière sont superposées. Une disposition similaire est adoptée sur les trois croiseurs de bataille de la classe Indefatigable, dont deux sont financés par les dominions d'Australie et de Nouvelle-Zélande, avec évidemment une tourelle arrière de moins.

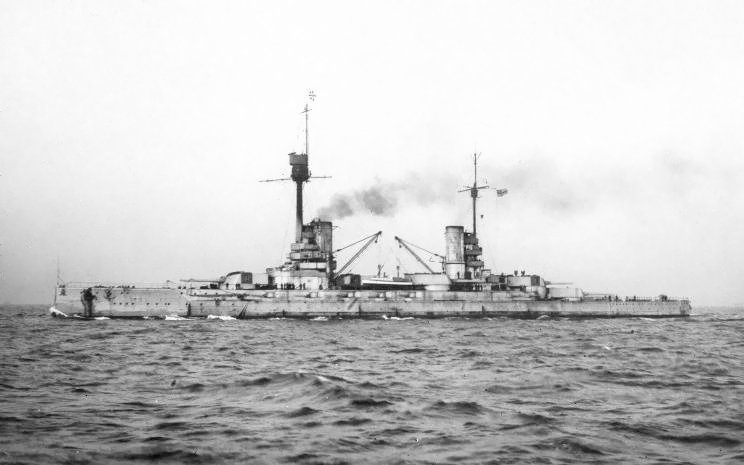
Le SMS Friedrich der Grosse de la portait la marque de l'amiral Scheer, à la bataille du Jutland.

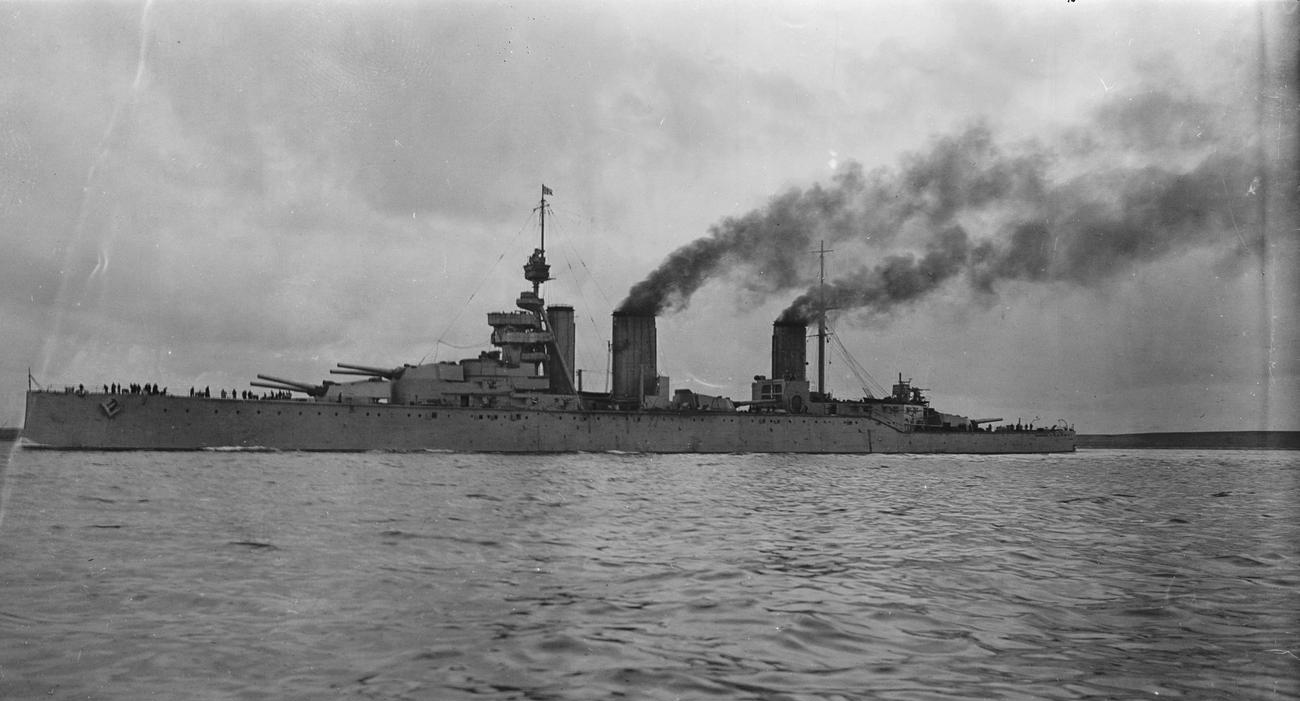
Le HMS Lion, sur lequel l'amiral Beatty avait sa marque, a été gravement endommagé aux batailles du Dogger Bank (janvier 1915) et du Jutland (mai 1916).

Pour surclasser les canons de l'artillerie principale de 305 mm sur les dreadnoughts allemands de la classe Helgoland, les quatre cuirassés de la classe Orion reçurent dix canons de 13,5 pouces (343 mm), en cinq tourelles axiales, dont quatre superposées deux à deux, à l'avant et à l'arrière. Ils initièrent ce qu'on appela les « super-dreadnoughts ». Les cinq cuirassés allemands de la classe Kaiser mis sur cale à la même époque, ont une artillerie principale qui reste, en calibre et en disposition, semblable à celle de la classe Colossus, mais ce sont les premiers cuirassés allemands dotés de turbines.
Les trois navires de la classe Lion mis sur cale en 1910, sont, pour les croiseurs de bataille, l'équivalent des « super-dreadnoughts » : portant quatre tourelles doubles axiales de 13,5 pouces, avec une ceinture blindée atteignant 229 mm, sur une coque plus longue de 30 mètres, filant 27-28 nœuds, ils sont surnommés les « Splendid cats ». Du côté allemand, les deux croiseurs de bataille de la classe Moltke et le SMS Seydlitz, mis sur cale la même année, restent armés de huit pièces de 280 mm, mais la cuirasse du SMS Seydlitz atteint 300 mm d'épaisseur.
Les quatre unités de la classe King George V sont très proches de la classe Orion et les quatre Iron Duke n'en diffèrent que par le calibre de leur artillerie secondaire qui atteint 6 pouces (152 mm), et ce sont les premiers à recevoir une défense contre les avions (DCA), sous forme de deux canons de 12 livres (76,2 mm). Les deux dernières unités de cette classe n'entrent en service qu'après le début de la guerre en 1914.

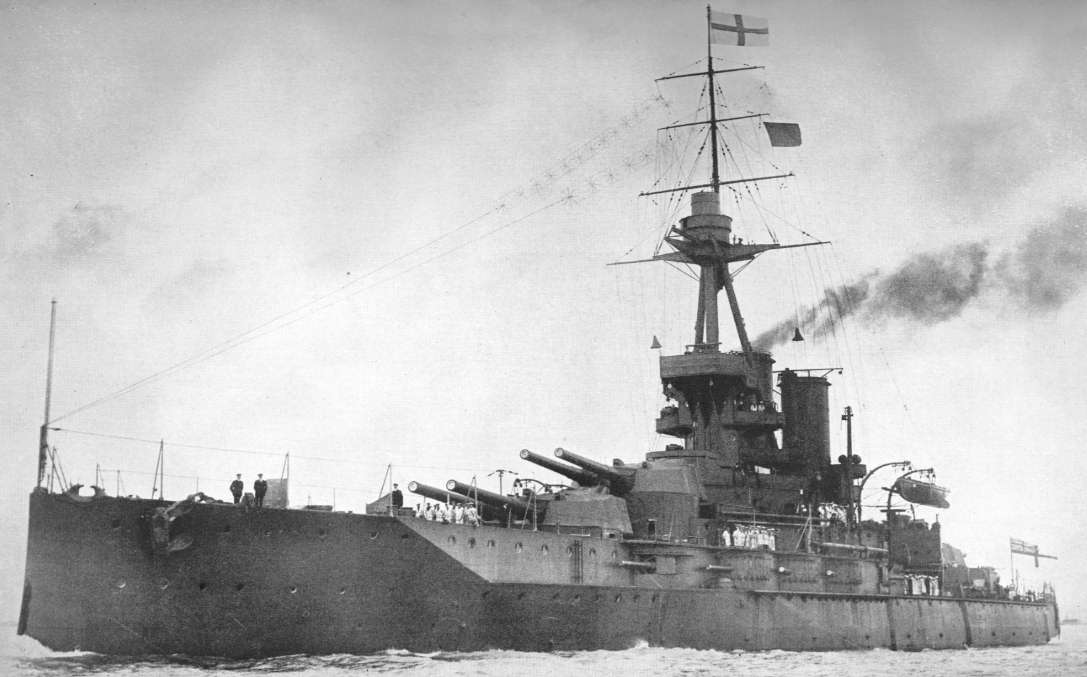
Le super-dreanought HMS Iron Duke fut le navire-amiral de la Grande Flotte britannique, pendant tout le temps de commandement de l'amiral Jellicoe.

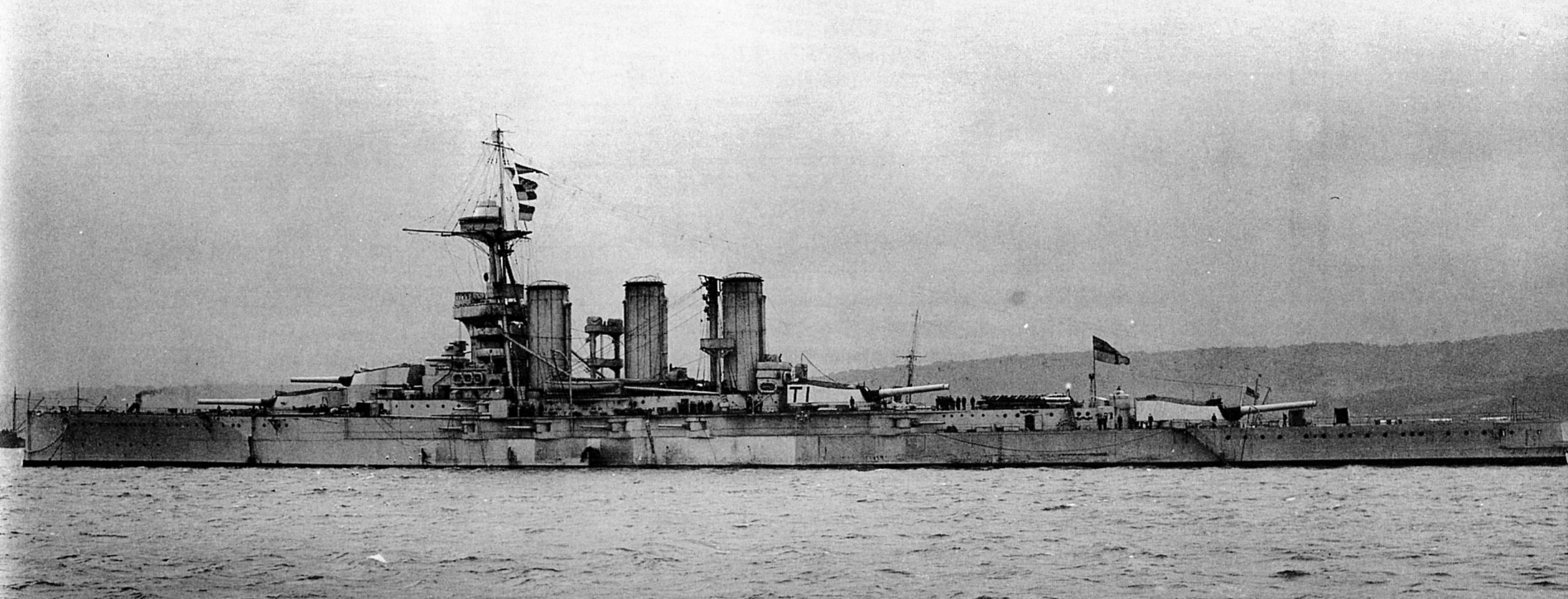
Le croiseur de bataille HMS Tiger en 1916.

Le HMS Tiger qui devait être le quatrième des « Splendid cats » n'entrera en service qu'en octobre 1914, sous une forme légèrement modifiée, car on a envisagé d'y incorporer quelques éléments d'un croiseur de bataille construit en 1913 chez Vickers, pour le compte du Japon, le Kongō. Le HMS Tiger aura été le premier navire de guerre à développer une puissance de 100 000 chevaux, et le dernier navire de guerre britannique à être chauffé au charbon.
Les quatre cuirassés de la classe König furent mis en service entre le 30 juillet et le 8 novembre 1914. Leurs cinq tourelles axiales de 305 mm étaient comme sur les plus récents cuirassés britanniques superposées deux a deux à l'avant et à l'arrière, avec une tourelle centrale entre les cheminées. Leur ceinture cuirassée atteignait 350 mm.
D'autres puissances s'étaient aussi livrées à la course aux armements. Les Italiens et les Austro-Hongrois avec les Français en Méditerranée occidentale et centrale, les Turcs, les Grecs et les Russes, en Méditerranée orientale et en mer Noire, les Brésiliens, les Argentins et les Chiliens, dans l'hémisphère sud, tous ont développé des navires avec des caractéristiques propres, ou ont passé commande aux chantiers britanniques (pour les Brésiliens, les Chiliens, les Turcs), aux chantiers américains (les Argentins), voire français (les Grecs). À la déclaration de guerre de 1914, les Britanniques ont ainsi réquisitionné quatre navires en cours d'achèvement, deux turcs, dont HMS Agincourt portant sept tourelles axiales de 305 mm, et deux chiliens, dont un seul fut mis en service comme cuirassé, le seul navire britannique à porter, avant 1937, des canons de 14 pouces (356 mm).

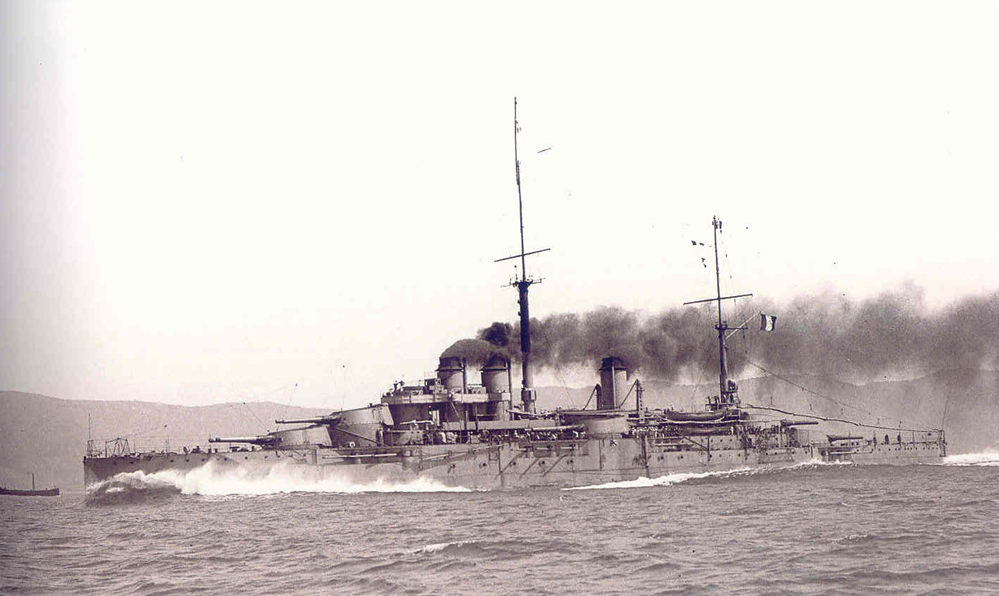
Le cuirassé Paris, de la classe Courbet.

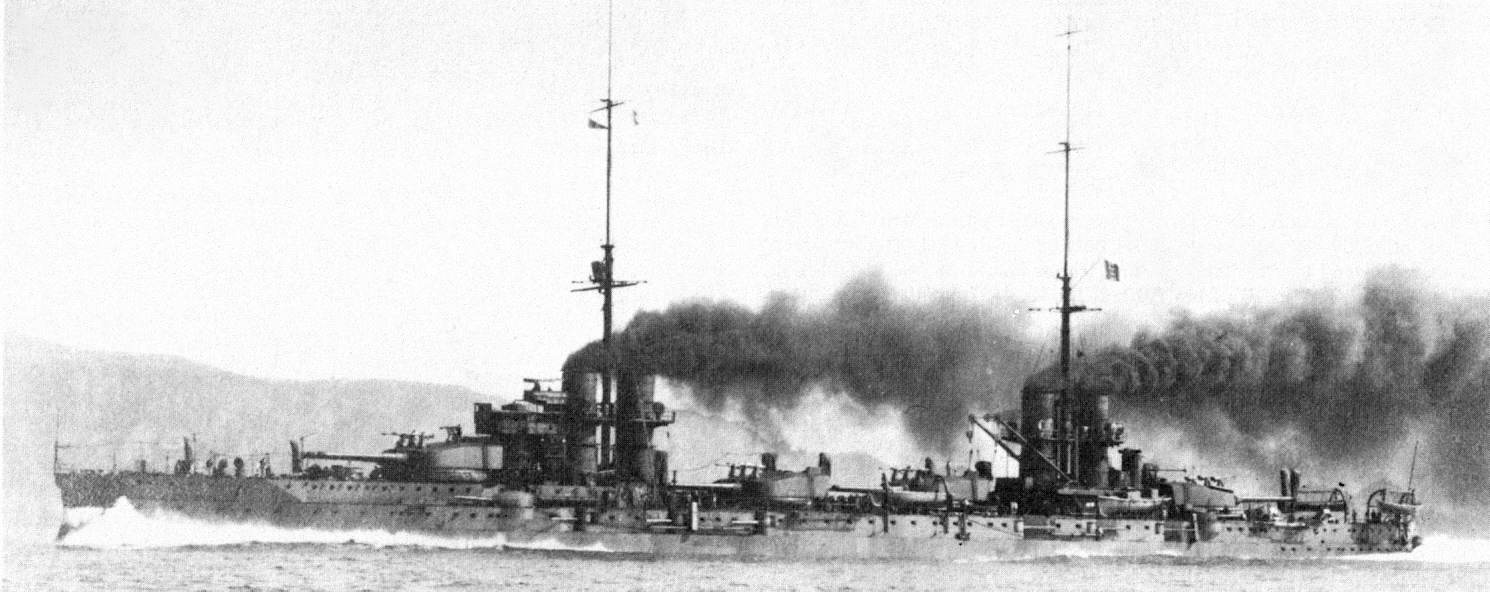
Le cuirassé italien Dante Alighieri fut le premier au monde à recevoir des tourelles triples.

Les Italiens ont, dès l'origine avec le Dante Alighieri, choisi quatre tourelles triples axiales de 305 mm, mais pour les classes Cavour et Andrea Doria, ils optent pour une formule mixte de trois tourelles doubles et deux triples, disposant ainsi de treize canons par navire. Ils mettent aussi sur cale les quatre coques de la classe Francesco Caracciolo. Armés de 8 canons de 381 mm (en), avec une ceinture cuirassée de 305 mm, et filant 28 nœuds, ils auraient été des cuirassés rapides, si leur construction n'avait pas été suspendue peu après l'entrée en guerre de l'Italie en 1915.

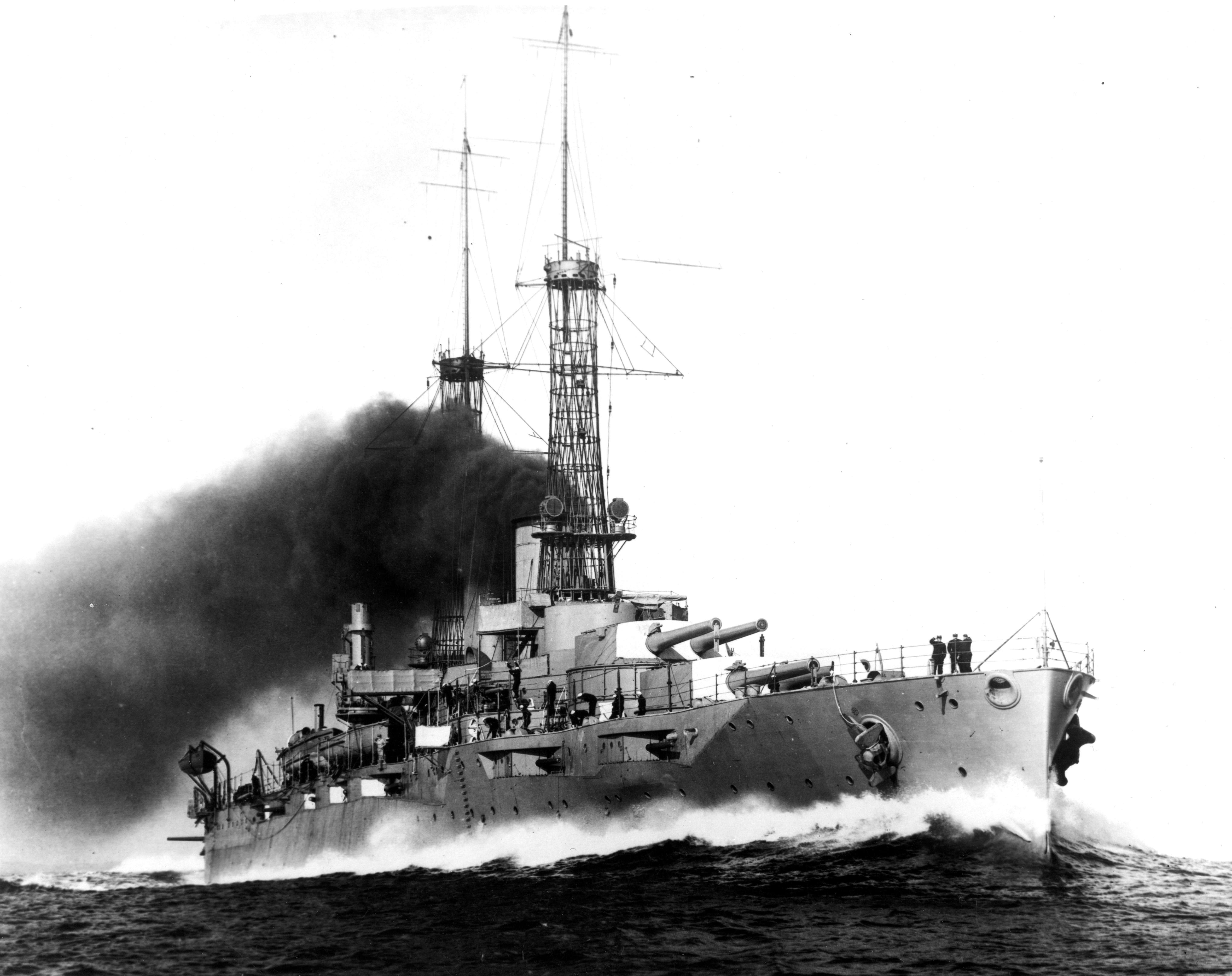
L'USS New York, avec ses tourelles doubles de 356 mm, et ses mats en treillis caractéristiques des cuirassés de l'US Navy des années 1910-1920.

Les Russes en restent à quatre tourelles triples axiales de 305 mm (en), pour les quatre cuirassés de la classe Gangut destinés à la Flotte de la Baltique, qui se caractérisent aussi par leur vitesse 24 nœuds, et pour ceux de la Flotte de la Mer Noire, la classe Impératrice Maria. Les Austro-Hongrois, sur la classe Tegetthoff, ont installé les premières tourelles triples superposées. Les Français ne sont venus que tardivement au type « all-big-gun », et leurs quatre premiers cuirassés dreadnoughts, la classe Courbet, mis en service juste avant 1914, avaient quatre tourelles doubles axiales de 305 mm, superposées deux à deux à l'avant et à l'arrière, et deux tourelles doubles en abord. Mais les Français sont les seuls à construire trois super dreadnougts, la classe Bretagne, avec cinq tourelles axiales de 340 mm, et mettent sur cale quatre navires avec trois tourelles quadruples du même calibre, la classe Normandie, dont la construction sera interrompue pendant la guerre.
« Isolationnistes », les États-Unis n'en ont pas moins mis en service dix cuirassés entre 1908 et 1914, tous armés de tourelles doubles axiales de 12 pouces (305 mm), au nombre de quatre pour la classe South Carolina déjà citée, de cinq pour les classes Delaware et Florida, de six pour la classe Wyoming, et pour les derniers, la classe New York, les cinq tourelles doubles eurent leur calibre porté à 14 pouces (356 mm). Tous avaient une cuirasse atteignant 305 mm. En ce qui concerne les machines, la démarche américaine fut hésitante, les deux classes les plus anciennes reçurent des machines alternatives, les deux suivantes reçurent des turbines, avant un retour aux machines alternatives pour la classe New York, mais dans tous les cas, la chauffe se faisait au charbon.
Quant à l'empire du Japon, après les pré-dreadnoughts de la classe Kawachi, qui a suivi la classe Satsuma, la Marine impériale acquit, on l'a vu, le croiseur de bataille Kongō, construit au Royaume-Uni, mis en service en 1913. Des chantiers locaux ont alors construit trois unités identiques, répliques du précédent, avec ses huit canons de 356 mm (en) donc du calibre le plus élevé de tous les croiseurs de bataille mis en service pendant la guerre. Mais le Japon, dès cette époque souhaite devenir une puissance qui compte en Asie, et sont en débat des esquisses de plans grandioses en matière de construction navale.

### Première Guerre mondiale
Dans la mémoire collective, en particulier française, ce n’est pas la guerre sur mer qui domine dans le souvenir de la Première Guerre mondiale, mais les combats terrestres sanglants, Verdun, le Chemin des Dames, bref l’enfer des tranchées pour les Poilus. Et dans la guerre sur mer, c’est plus l’apparition de la guerre sous-marine avec le torpillage du Lusitania, qui a frappé les esprits, que les combats des cuirassés.
Ceux-ci n’en ont pas moins été riches d’enseignements. Certes, ces mastodontes de plus de 20 000 tonnes, armés de canons de calibre impressionnant, dont on n'a que très rarement vu à l’œuvre les équivalents sur terre (par exemple, « la Grosse Bertha »), ne se sont affrontés qu'en de rares occasions et pour des résultats le plus souvent indécis. Mais cela tient essentiellement à la claire conscience du coût exceptionnel de ces matériels et à leur vulnérabilité par rapport à des armes considérablement moins coûteuses (sous-marins, torpilleurs), à la signification symbolique des résultats de leurs affrontements, à l’incertitude quant à leurs doctrines d’emploi, de sorte que les conditions n’apparaissaient que très rarement réunies pour bien les utiliser. D’où une certaine pusillanimité de ceux qui avaient à les employer, même dans les marines où la tradition de pugnacité est fortement ancrée. Winston Churchill n’a-t-il pas dit de l’amiral Jellicoe, « C’est le seul homme qui peut perdre la guerre en une après-midi » ? Il est difficile pour un chef d’avoir plus de poids sur les épaules.
Mais la prépondérance des opérations à terre, qui aboutissent rapidement à l'enlisement d'une guerre de tranchées, va aussi faire passer au second plan les opérations navales, car les opérations de débarquement, qui nécessitent de disposer d'une supériorité navale marquée, seront beaucoup plus rares qu'au cours du second conflit mondial. Le rêve de l'amiral Fisher d'un débarquement en Baltique conduira cependant à définir un concept de grand croiseur léger, très peu protégé, mais armé de canons lourds, qui donnera naissance aux trois unités de la classe Courageous.

#### Force et faiblesses des croiseurs de bataille

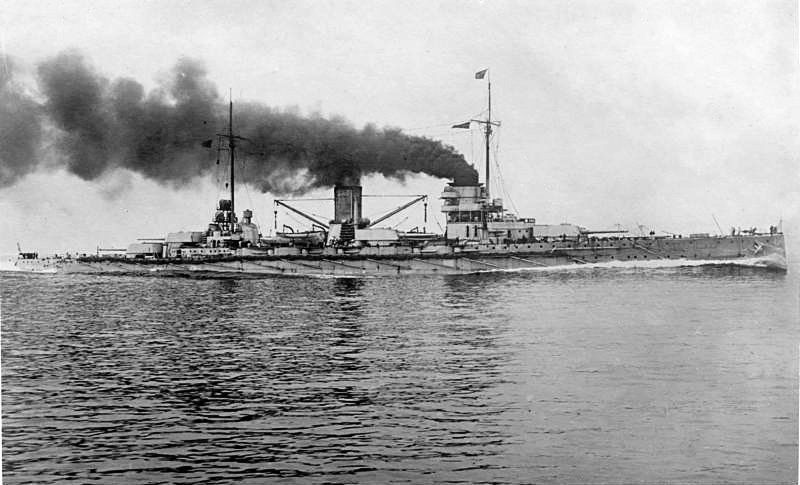
Le SMS Goeben, passé sous le pavillon turc en 1914, sous le nom de Yavuz Sultan Selim, ne sera démoli qu'en 1976.

Les premières opérations de la guerre d'escadre vont se dérouler en Méditerranée, au tout début août 1914, où l'amiral Souchon, ayant sa marque sur le SMS Goeben, menace les convois de transports de troupes entre l'Algérie et la France, en bombardant Bône et Philippeville, puis met le cap sur la Méditerranée orientale, poursuivi par les croiseurs de bataille de la Flotte de la Méditerranée aux ordres de l'amiral Milne, tandis que l'escadre de croiseurs cuirassés de l'amiral Troubridge sur le HMS Defence est en position de l'intercepter au sud de l'Adriatique. Ce dernier y renoncera, considérant que ses croiseurs cuirassés ne sont pas en mesure d'affronter le SMS Goeben, qui ralliera Constantinople, entrainant l'entrée en guerre de la Turquie aux côtés de Puissances Centrales. L'Amirauté traduira l'amiral Troubridge en cour martiale. Acquitté en raison de l'imprécision des ordres de l'Amirauté en matière de conduite à tenir devant des forces supérieures, il ne recevra plus jamais un commandement à la mer, ni l'amiral Milne, d'ailleurs.
Cet incident aura une conséquence, en ce que l'amiral Cradock à la tête de deux croiseurs cuirassés décidera d'affronter l'escadre d'Extrême-Orient de l'amiral comte von Spee, tout en connaissant l'infériorité de ses navires, mais se refusant de subir le traitement infligé à Troubridge. Il périra à la bataille de Coronel (1er novembre 1914) où ses deux croiseurs seront coulés avec tout leur équipage.
Lord Fisher, rappelé au service pour occuper, une seconde fois, les fonctions de Premier Lord de la Mer, décidé à venger cet affront infligé à la Royal Navy, détachera deux croiseurs de bataille, aux ordres de l'amiral Sturdee, qui annihileront les deux croiseurs cuirassés de l'amiral comte von Spee, SMS Scharnhorst et SMS Gneisenau à la bataille des Falklands, le 8 décembre 1914.
La tactique du blocus éloigné, qui conduit l'amiral Jellicoe à baser la Grande Flotte (regroupement de la Home Fleet et de la Flotte de l'Atlantique) dans des mouillages du nord de l'Écosse (Scapa Flow, Rosyth, Inverness, Cromarty), et la supériorité numérique de la Royal Navy en matière de dreadnoughts, contraignent la Marine Impériale allemande à ne rechercher un engagement que dans des conditions favorables, soit lorsque seule une partie de la flotte britannique (c'est-à-dire le plus souvent la Flotte de croiseurs de bataille) peut se trouver confrontée à la totalité de la Flotte de Haute Mer, soit en attirant la Grande Flotte près des côtes allemandes où les torpilleurs et les sous-marins peuvent aider à équilibrer le combat.
Pour autant l'intention de l'Amirauté britannique n'est pas de laisser ses escadres inactives. Dès la fin août 1914, une opération est montée contre la base avancée de l'île de Heligoland acquise par l'Allemagne en 1890. Il en résulte un affrontement confus, qui s'achève par une intervention aventureuse mais efficace de l'amiral Beatty, dont les croiseurs de bataille envoient par le fond plusieurs croiseurs légers allemands, ce qui est dans l'ordre normal des choses.

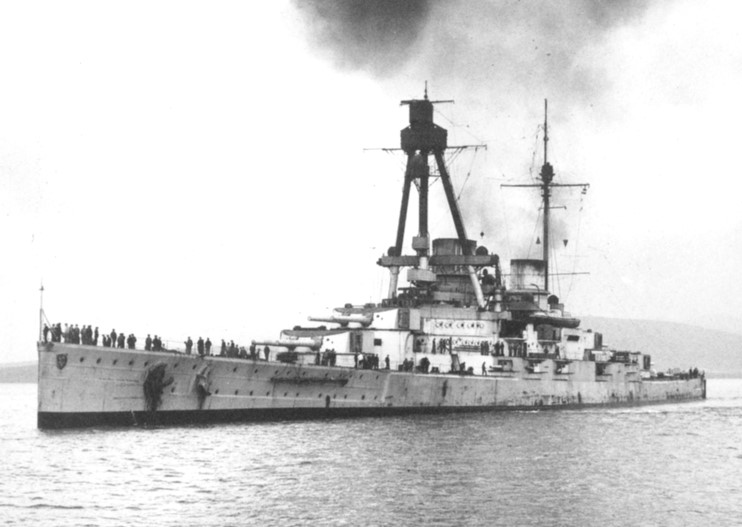
Le SMS Derfflinger, l'un des plus puissants croiseurs de bataille allemands, participa aux combats du Dogger Bank et du Jutland et finit sabordé à Scapa Flow, où cette photo aurait été prise.

Fin 1914, le SMS Derfflinger, première unité de la classe Derfflinger, a rejoint l'escadre de croiseurs de bataille de l'amiral Hipper. Armés de canons de 305 mm, en quatre tourelles doubles, ayant une cuirasse de 300 mm, ils filent 26,5 nœuds, avec une chauffe mixte charbon-pétrole. Les unités suivantes seront incorporées dans l'escadre en 1915 (le SMS Lützow) et 1917 (le SMS Hindenburg).
La tactique allemande qui consiste à s'efforcer d'attirer au combat l'escadre de croiseurs de bataille de l'amiral Beatty, en effectuant des raids contre les ports de la côte est de l'Angleterre aboutit à une rencontre le 24 janvier 1915, à la bataille du Dogger Bank. La leçon des Falklands y est confirmée, le plus récent et le plus puissant des croiseurs cuirassés allemands, le SMS Blücher qui avec ses dix canons de 210 mm a été intégré dans la ligne de bataille, ne peut supporter le feu des croiseurs de bataille anglais qui le coulent. Mais, sur le SMS Seydlitz comme sur le HMS Lion, les obus frappant leurs tourelles d'artillerie principale causent des dégâts considérables révélant la vulnérabilité des croiseurs de bataille dans un échange d'artillerie lourde.
Au printemps 1915, des cuirassés britanniques et français, principalement des pré-dreadnoughts, sont engagés en appui d'une opération de forcément des Dardanelles. Le danger ne vient pas tant des canons des forts turcs qu'ils doivent bombarder, que des champs de mines : trois cuirassés sautent sur des mines (le Bouvet français, et deux pré-dreadnoughts anglais), le croiseur de bataille HMS Inflexible et deux autres cuirassés anciens français, le Suffren  et le Gaulois, sont gravement avariés.

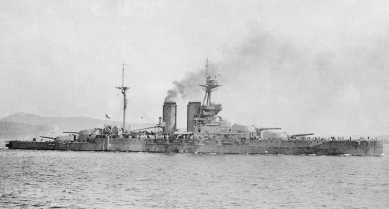
Le ne participa pas à la bataille du Jutland, où ses quatre sister ships ont constitué la 5e Escadre de Bataille, rattachée à la Flotte de Croiseurs de Bataille de l'amiral Beatty.

Dans le même temps, le corps de bataille britannique est renforcé par la mise en service des cuirassés de la classe Queen Elizabeth. Un nouveau pas a été franchi : ils sont dotés pour la première fois d'une artillerie principale de 16 pouces (381 mm), en quatre tourelles doubles, d'une ceinture cuirassée de 330 mm, et filent 23 nœuds, avec pour la première fois, une chauffe au pétrole. On les considère comme une première ébauche des cuirassés rapides, avec l'idée qu'ils pourront constituer l'aile marchante du corps de bataille. Trois des cinq cuirassés de la classe suivante, la classe Revenge, seront aussi incorporés à la Grande Flotte avant mai 1916. Ils diffèrent principalement de la classe précédente en ce qu'ils ne filent que 21 nœuds.

Carte de la bataille du Jutland, le 31 mai 1916.

Au début de 1916, le nouveau chef de la Flotte de Haute Mer, l'amiral Scheer, reprend la tactique antérieure, et envoie, fin avril, les croiseurs de bataille bombarder Lowesoft et Yarmouth, sans que cela entraîne une rencontre des flottes cuirassées. Le 31 mai 1916, cependant, les deux flottes au grand complet, sont à la mer, toutes deux persuadées de tendre un piège à l'autre. Elles se rencontrent au large du Danemark. La bataille du Jutland, ou du Skagerrak, selon les Allemands, au résultat moins net que prévu, aura été le plus grand choc de cuirassés de l'histoire, 37 cuirassés et croiseurs de bataille anglais, tous plus récents que le Dreadnought, contre 24 cuirassés allemands, dont six pré-dreadnoughts. Après plus de six heures de combat au canon entre les croiseurs de bataille, mais seulement deux engagements de moins d'une demi-heure entre les cuirassés, et de multiples combats avec des croiseurs et des torpilleurs, les escadres de cuirassés britanniques dont la présence a surpris la Flotte de Haute Mer ne peuvent l'empêcher de se dégager et de regagner ses bases dans la nuit.

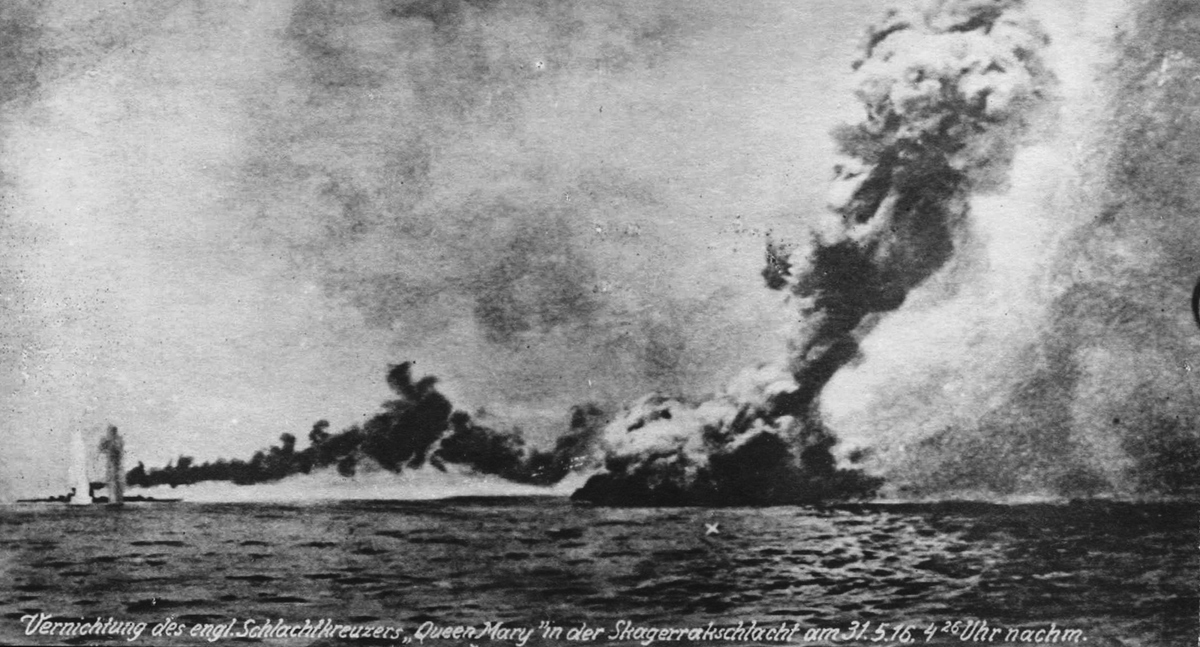
L'explosion du HMS Queen Mary.

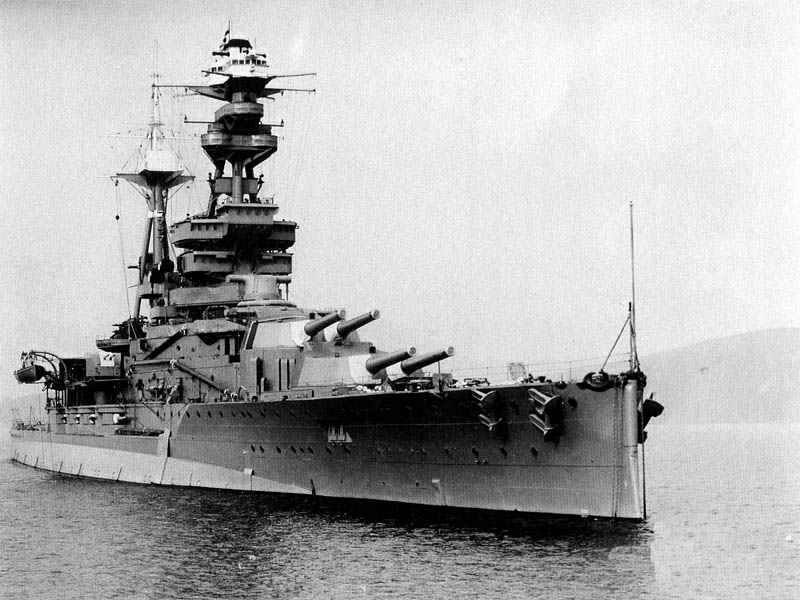
Le HMS Royal Oak, comme les HMS Revenge et Royal Sovereign, a participé à la bataille du Jutland.

De cet affrontement, on retiendra d'abord que les croiseurs de bataille britanniques se sont révélés très vulnérables, en raison de leur blindage trop léger, dans les combats avec des bâtiments armés de canons ayant le même calibre, voire légèrement inférieur à ceux qu'ils portent. On a ainsi vu trois croiseurs de bataille, HMS Indefatigable, Queen Mary et Invincible, disparaitre dans l'explosion de leurs soutes à munitions, sous les obus de leurs similaires allemands. On les affublera du surnom de « navires de cinq minutes de Lord Fisher ». En revanche, la solidité des croiseurs de bataille allemands s'est révélée remarquable, ils ont survécu à de redoutables punitions, comme celle reçue par le SMS Seydlitz. Seul le croiseur de bataille SMS Lutzow a été perdu, sans doute en raison d'une faiblesse de conception, un tube lance-torpille sous-marin dans la proue. Ensuite, s'est trouvée confirmée l'impossibilité pour les croiseurs cuirassés de résister au feu des dreadnoughts : le HMS Defence, celui-là même que l'amiral Troubridge avait refusé d'engager contre le SMS Goeben, explose sous les obus de 305 mm du SMS Derfflinger. Le HMS Black Prince connait un sort identique, tandis que le HMS Warrior est désemparé avant de couler. À contrario, les quatre cuirassés présents de la classe Queen Elizabeth se sont révélés redoutablement efficaces avec leurs canons de 381 mm, autant que remarquablement résistants aux obus de 305 mm des cuirassés allemands.
En termes tactiques, la bataille aura montré de graves défaillances dans le domaine de l'éclairage et des transmissions, parfois même jusqu'au niveau de l'Amirauté. La bataille du Jutland fera l'objet de débats sans fin sur son résultat, victoire tactique allemande ou victoire stratégique britannique, et nourrira une polémique qui durera des années sur les responsabilités des amiraux Beatty et Jellicoe, le premier audacieux jusqu'à la témérité dans la conduite de ses croiseurs de bataille contre ceux de l'amiral Hipper, le second, pondéré, réussissant deux fois à barrer le T à la Flotte de Haute de Mer, mais peut-être excessivement prudent en ne faisant pas affronter par la proue une attaque massive des torpilleurs allemands, et en refusant le combat de nuit, de sorte qu'il ne connaitra pas, le lendemain, un nouveau « Glorious First of June », référence à la victoire incontestable de l'amiral Howe, le 13 Prairial an II sur la flotte française de l'amiral Villaret-Joyeuse, jour pour jour 122 ans auparavant.
Après le Jutland, l'amiral Scheer convaincu que la flotte cuirassée allemande n'obtiendra pas un affaiblissement décisif de la Grande Flotte, se fera un partisan de la guerre sous-marine, tandis que du côté britannique on estimera qu'il vaut mieux ne pas risquer la supériorité de la flotte britannique, afin de maintenir le blocus destiné à faire plier les Allemands, la priorité passant à la lutte contre les sous-marins. Il n'y aura donc plus de combat important entre des unités cuirassées en mer du Nord, malgré quelques sorties des grosses unités en appui de raids de croiseurs contre les convois alliés au large de la Scandinavie, ou contre les dragueurs de mines allemands en baie de Heligoland. Sur les autres théâtres navals, aucune bataille décisive n'a lieu. L'Adriatique est en quelque sorte le reflet de la mer du Nord : la flotte de dreadnoughts austro-hongroise y est bloquée par les flottes française et anglaise, au niveau du canal d'Otrante. Dans la Baltique, les actions sont pour la plupart limitées à des attaques de convois et à la pose de mines défensives; le seul affrontement notable entre cuirassés est, en 1917 la bataille du détroit de Muhu où un pré-dreadnought russe est coulé.

### Réalisations et projets tardifs
La construction et l'établissement de nouveaux projets de cuirassés ne sont pas interrompus pendant la Première Guerre mondiale.

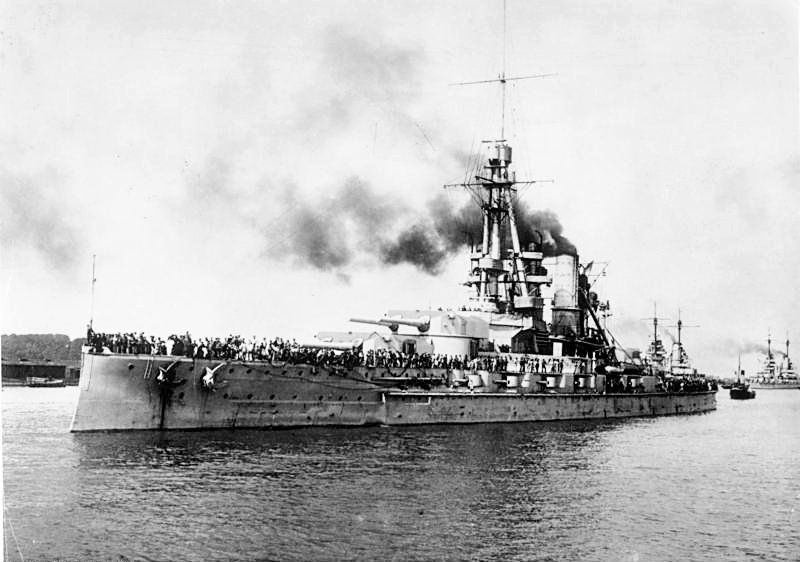
Le SMS Bayern, premier cuirassé allemand à porter des canons de 380 mm.

Du côté allemand, les deux premières unités de la classe Bayern entrent en service, en ce qui concerne le SMS Bayern en 1916 trop tard cependant pour participer au Jutland, et pour le SMS Baden en 1917. Ce sont des unités très semblables à la classe Revenge, armées de quatre tourelles doubles de 380 mm avec une ceinture cuirassée de 350 mm, filant 21 nœuds grâce à des turbines chauffées au charbon. Les deux dernières unités de cette classe ne seront jamais achevées.

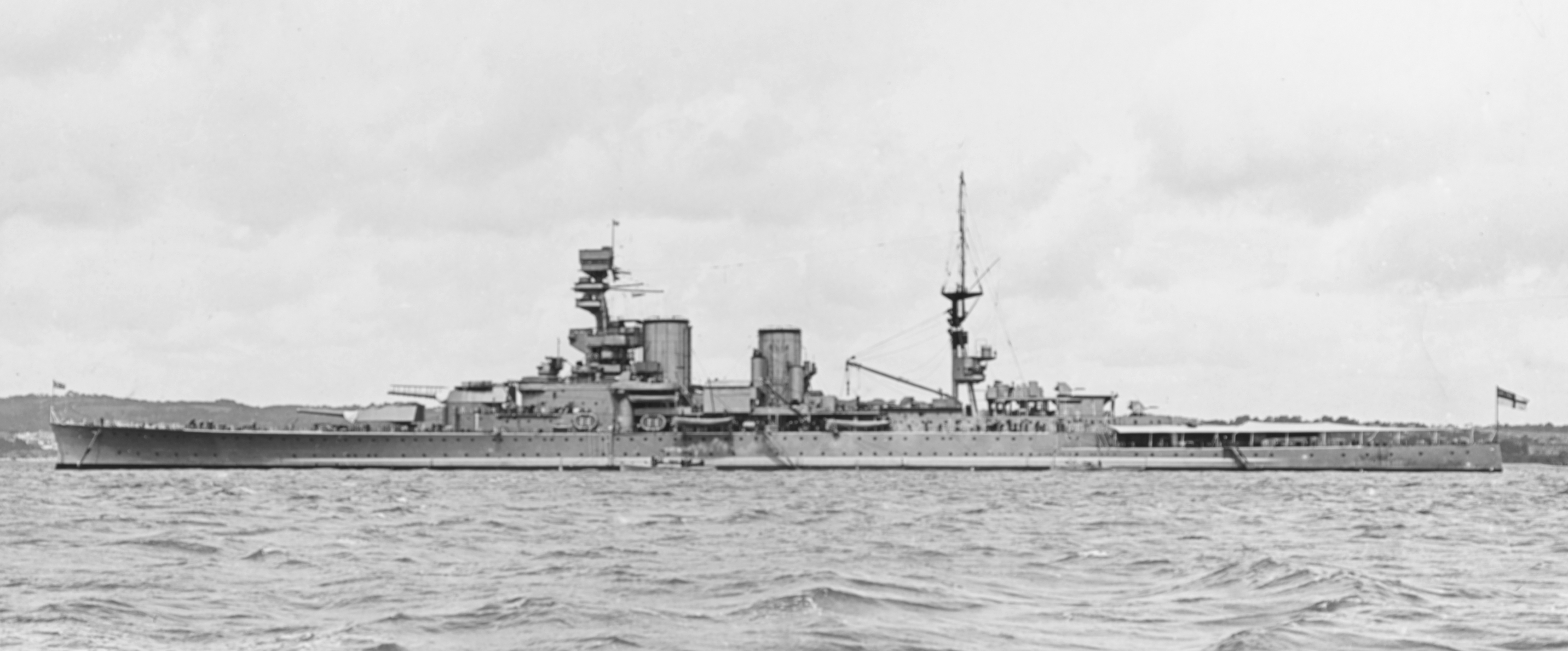
Le HMS Renown reprend les idées de Lord Fisher, sur la vitesse comme meilleure protection, dont la bataille du Jutland a montré l'inanité.

Du côté de la Royal Navy, trois unités supplémentaires étaient prévues pour la Elizabeth Revenge, ainsi qu'une sixième unité de la Casse Queen. Leur construction fut annulée en 1914. À la suite de la bataille des Falklands, et du retour aux affaires de Lord Fisher, on relança la construction de deux unités, sur des bases nouvelles. Les HMS Repulse et Renown en résultèrent avec un armement de 16 pouces (381 mm) limité à trois tourelles doubles, et une ceinture blindée de 152 mm, mais une puissance installée de près de 120 000 chevaux, sur des coques de plus de 240 m pour filer plus de 31 nœuds. Dès leur mise en service, postérieure à la bataille du Jutland, on les considéra comme insuffisamment protégés, et on entreprit d'y remédier à plusieurs reprises, ce qui leur valut les surnoms de « Repair » et « Refit ». Fin 1916, début 1917, furent admis au service actif deux autres unités résultant des conceptions de Lord Fischer, les HMS Courageous et Glorious. Toujours armés de canons de 16 pouces (381 mm), mais seulement en deux tourelles doubles, avec une cuirasse latérale de 76 mm, ils pouvaient filer 32 nœuds. La troisième unité de cette classe, le HMS Furious, qui aurait dû porter deux tourelles simples de 18 pouces (en) (457 mm), fut modifiée dès avant son entrée en service actif, fin juin 1917, et dotée d'un hangar et d'un pont d'envol sur le gaillard d'avant.

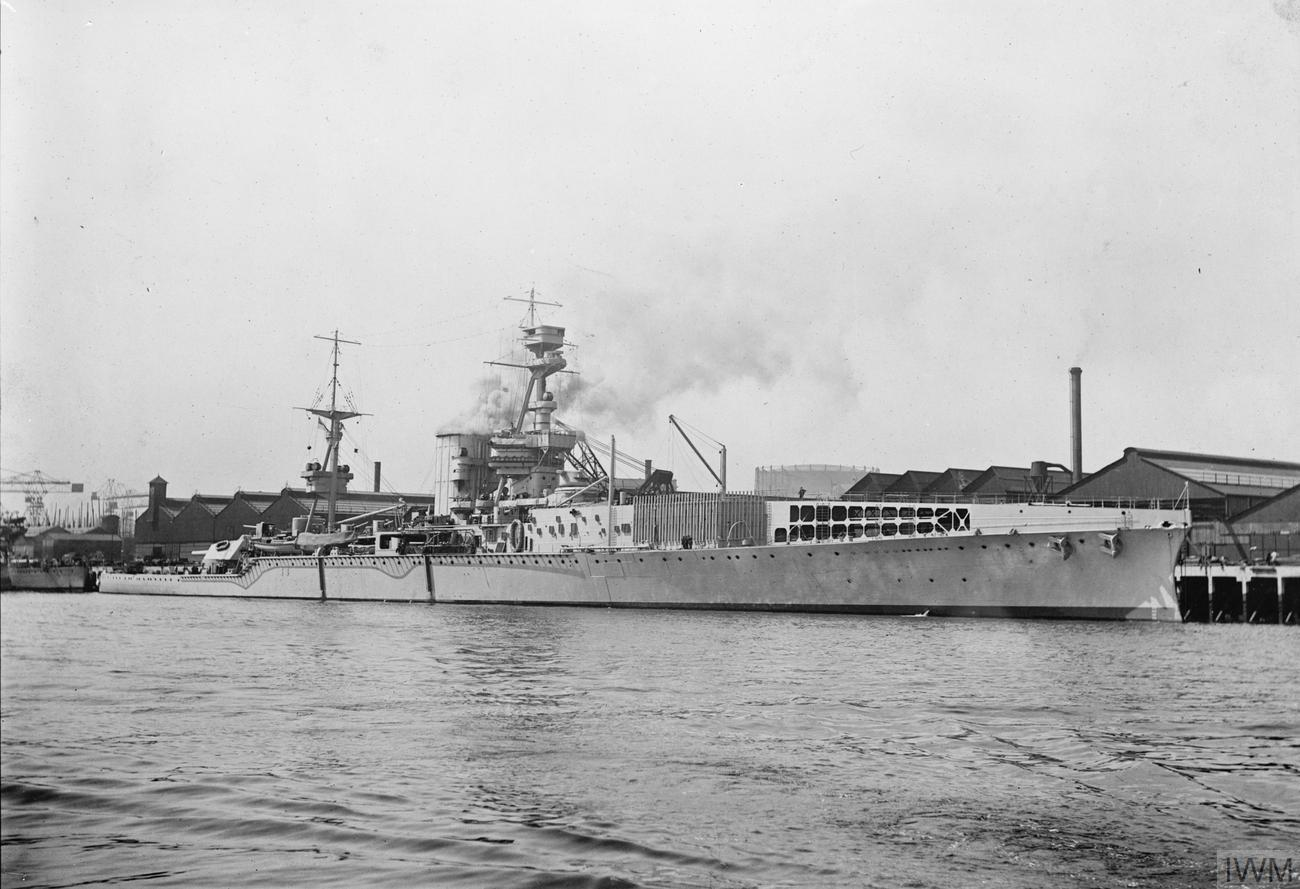
le HMS Furious à sa mise en service, en 1917.

En Allemagne, en 1915, avaient été mises sur cale les quatre coques de la classe Mackensen, croiseurs de bataille plus puissants que ceux de la classe Derfflinger, armés de huit canons de 350 mm, d'une ceinture blindée atteignant 300 mm, et filant près de 28 nœuds, leurs turbines étant alimentées par des chaudières, pour les trois quarts chauffées au charbon, et pour un quart au mazout. Trois de ces navires seront lancés, mais aucun ne sera achevé, la priorité étant donnée à la construction des sous-marins.

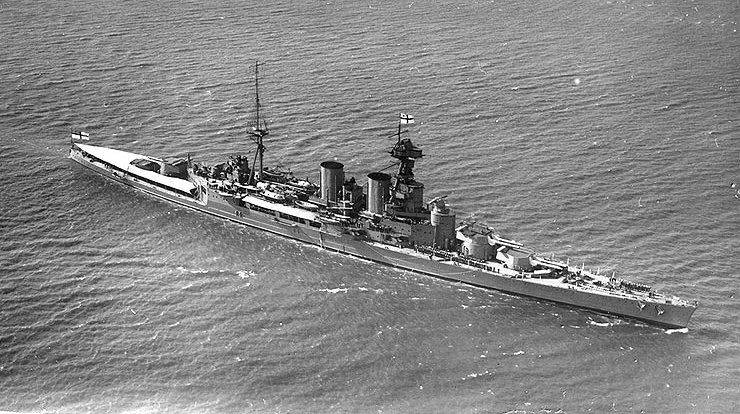
Le HMS Hood, ici en 1924, aura pendant près de 20 ans le plus important déplacement de cuirassé du monde.

Pour autant, le Royaume-Uni décida, pour les contrer, la construction de quatre croiseurs de bataille, la classe Admiral. Après de multiples changements dans les projets, destinés à tirer les leçons de la bataille du Jutland, et après l'arrêt de la construction de trois des quatre unités, le HMS Hood émergera, en 1920, armé de huit canons de 16 pouces (381 mm), doté d'une ceinture blindée de 300 mm, inclinée à 12⁰, ce qui en améliore l'efficacité. Mais avec des machines développant 144 000 chevaux, une longueur de 262 m, qui en fit le cuirassé le plus long du monde jusqu'à sa disparition, et un ratio Longueur/largeur de 8, il file 31 nœuds. Il apparait comme le prototype du cuirassé rapide.

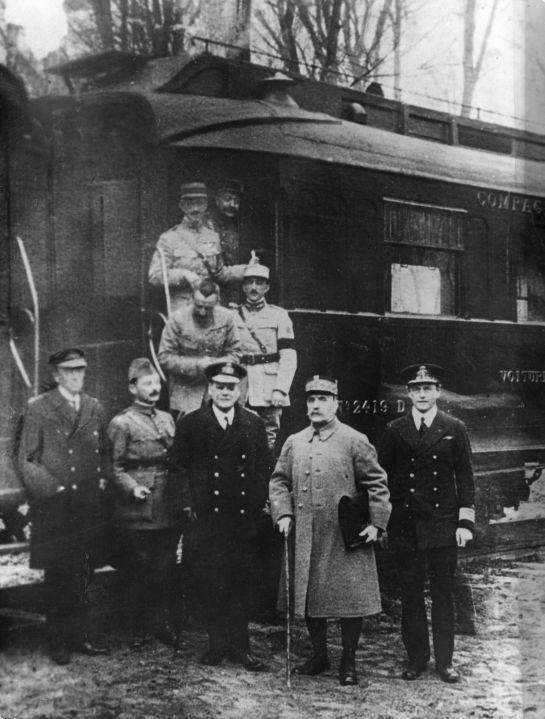
L'amiral Weymiss, à la droite du Maréchal Foch, après la signature de l'armistice, le 11 novembre 1918.

Du côté russe, quatre croiseurs de bataille de la classe Borodino devaient être armés de douze canons de 356 mm, en quatre tourelles triples. Mis sur cale en 1912, lancés en 1915-1916, ils ne seront jamais achevés en raison de la révolution d'Octobre.
En novembre 1918, les marins de la Flotte de Haute Mer allemande se mutinent à Kiel, refusant une dernière sortie désespérée vers la baie de la Tamise, et entrainant les troubles qui provoqueront la chute de l'Empereur allemand, et la demande d'un armistice. Lorsque celui-ci est signé, le 11 novembre 1918, le Royaume-Uni est représenté par l'amiral Wemyss, Premier Lord de la Mer, pour manifester la contribution de la Royal Navy à la victoire. Les principales unités cuirassées de la Flotte de Haute Mer sont internées à Scapa Flow, où leurs équipages de gardiennage allemands les saborderont aux ordres de l'amiral von Reuter, le 21 juin 1919, pour empêcher qu'elles soient saisies et dispersées dans les marines des puissances victorieuses.
En conclusion, on observera que la rareté des combats au canon, et leur caractère indécis, en raison du très faible pourcentage des coups au but par rapport aux coups tirés, font que nombre de pertes de cuirassés de 1914 à 1918 sont le fait des mines, des sous-marins, des torpilleurs voire d'une vedette lance-torpilles ou d'hommes-grenouilles comme les dreadnoughts austro-hongrois perdus en 1918, les SMS Szent István et Viribus Unitis après que ce dernier eut été pris en mains par le Conseil National Yougoslave, sans compter ceux qui ont été perdus au mouillage par une explosion interne de leurs poudres, comme le dreadnought italien Leonardo da Vinci, le russe Imperatritsa Marya ou le HMS Vanguard, pour ne parler que des dreadnoughts.
Au total, alors que du côté des Alliés, les flottes cuirassées française et italienne sont dans une composition à peu près inchangée par rapport à celle de 1915, en particulier pour ce qui concerne les dreadnoughts, les flottes cuirassées des États-Unis et du Japon ont connu, pendant la guerre, un remarquable développement qui est le prélude à une nouvelle course aux armements navals.

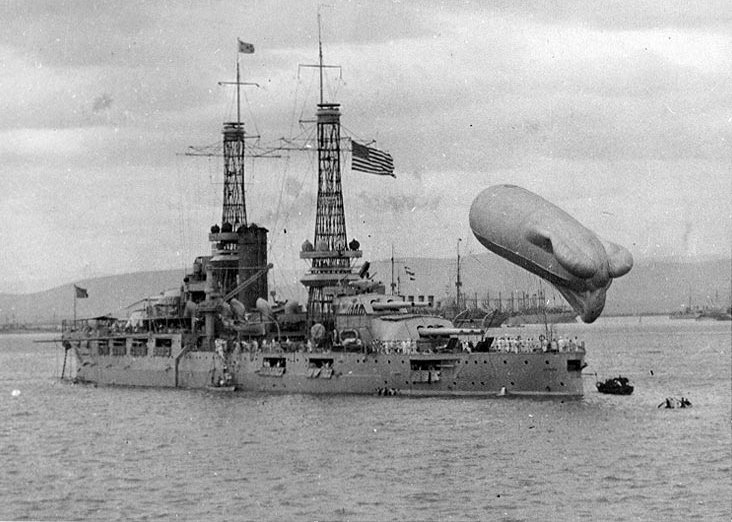
Le cuirassé USS Nevada, dans les années 1920, avec son empilement caractéristique de tourelles double et triple.

En 1916, la classe Nevada marque l'entrée en service des premiers « super-dreadnoughts » de l'US Navy. Pour économiser du poids, les dix canons de 356 mm (14 pouces) sont installés en deux groupes de deux tourelles superposées, une tourelle double au-dessus d'une tourelle triple, un à l'avant l'autre à l'arrière. Le blindage est disposé selon le principe du « tout au rien », c'est-à-dire avec la ceinture cuirassée de 13,5 pouces (343 mm) réduite à la partie de la coque abritant les soutes de l'artillerie principale et des machines. La propulsion est assurée par des turbines sur l'USS Nevada, et par des machines alternatives sur l'USS Oklahoma, avec, dans les deux cas, chauffe au mazout.

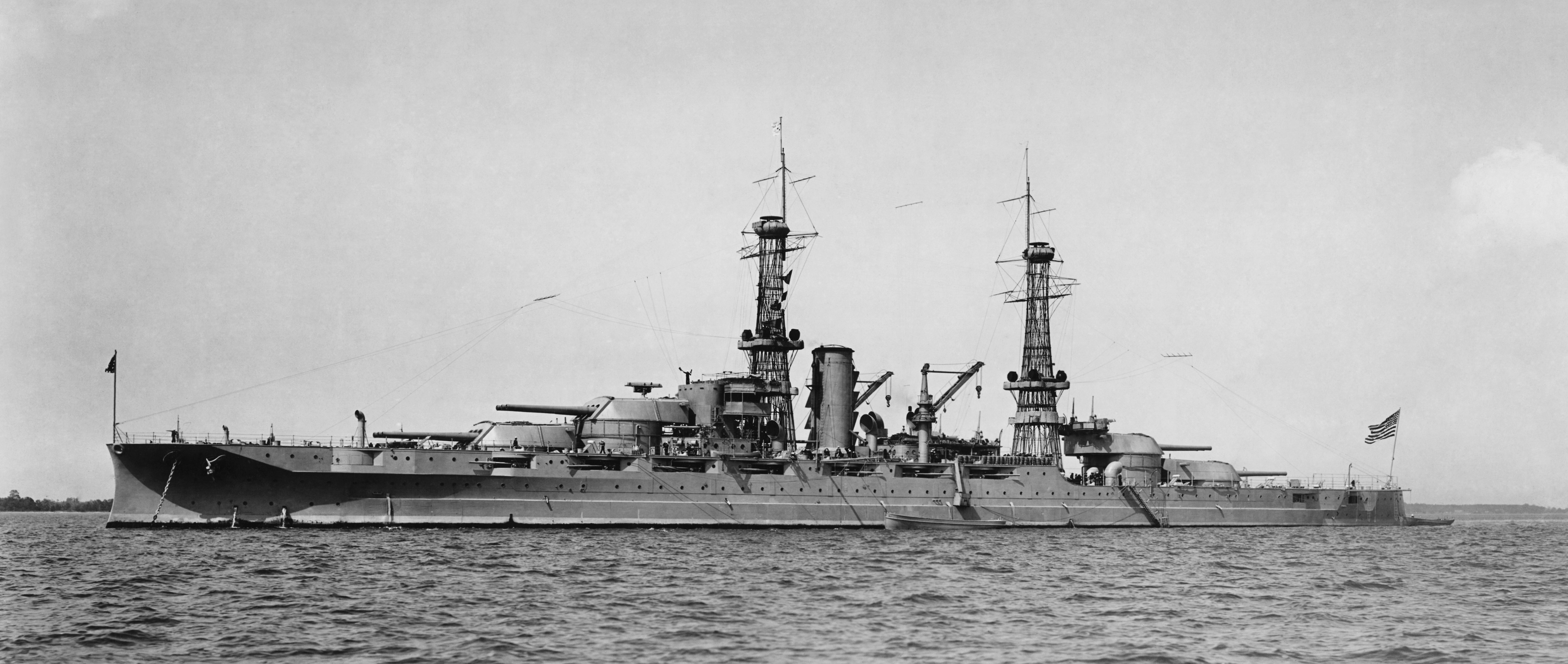
L'USS Arizona, seconde unité de la classe Pennsylvania. Sur sa coque coulée dans la rade de Pearl Harbor, a été construit le mémorial de l'attaque du 7 décembre 1941.

La classe suivante, Pennsylvania, porte douze pièces de 356 mm/45 calibres en quatre tourelles triples superposées deux à deux. La protection est du même type que sur la classe Nevada, mais son épaisseur est portée à 14 pouces (356 mm) pour la ceinture cuirassée et les tourelles d'artillerie principale, et la protection anti-torpilles est renforcée. La propulsion est assurée par des turbines entraînant quatre hélices, au lieu de deux précédemment.
Les classes New Mexico et Tennessee ont une silhouette modifiée, avec un avant à guibre, qu'on retrouvera sur les classes suivantes de cuirassés américains. L'artillerie a le même calibre et la même disposition que sur la classe Pennsylvania, mais la longueur des tubes est portée de 45 à 50 calibres, pour accroître la vitesse initiale. Sur l'USS New Mexico, et sur la classe Tennessee, est mis en œuvre un système de « propulsion turbo-électrique », c'est-à-dire où les turbines entrainent les hélices par l'intermédiaire de turbo-alternateurs et de moteurs électriques, système qui a été testé sur le charbonnier Jupiter, lors de sa transformation en premier porte-avions de l'US Navy (USS Langley). Leur mise en service s'échelonnera jusqu'en 1921.

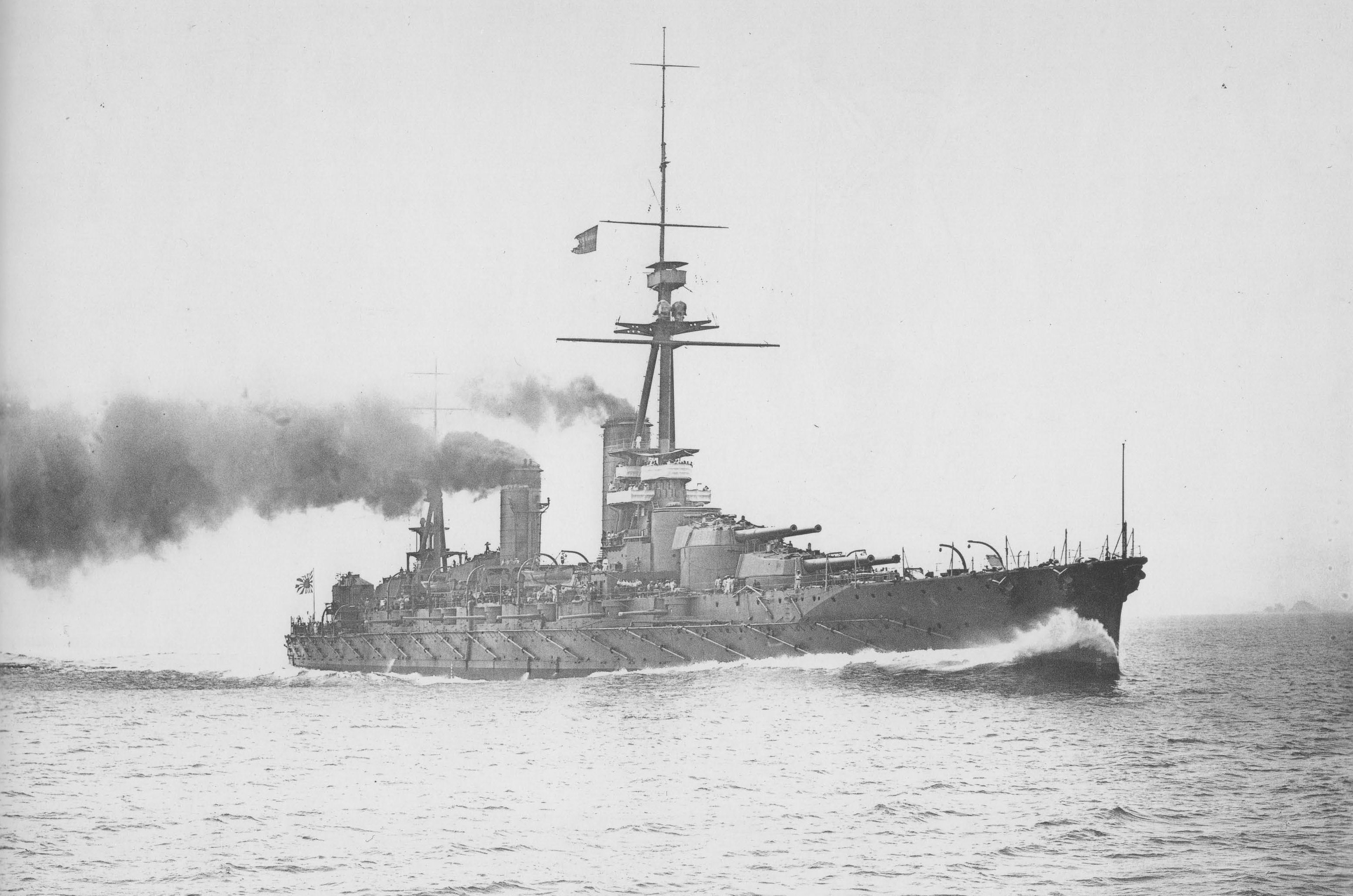
Le cuirassé Fusō au cours de ses essais, en août 1915.

Pour suivre la classe Kongō, la Marine impériale japonaise mit sur cale en 1912-1913 deux cuirassés de la classe Fusō et en 1916-1917 deux cuirassés de la classe Ise qui ne seront mis en service qu'en 1917-1918. Il s'agit de cuirassés armés de douze canons de 356 mm (en), du type retenu précédemment pour les croiseurs de bataille de la classe Kongō, avec un blindage de ceinture de 305 mm. Les deux classes ne diffèrent que par leur disposition de l'artillerie, pour les tourelles centrales. Le choix d'une disposition d'artillerie en six tourelles doubles axiales, qu'on n'a connu que sur la classe Wyoming de l'US Navy, fragilise quelque peu la coque, mais entraine un ratio longueur/largeur de 7, contre 6,2 pour la classe Pennsylvania, ce qui avec une puissance de 40 000 chevaux permet une vitesse de 23 nœuds au lieu de 21.
Le poids de la bordée des Fusō et Ise (8 100 kg, pour 12 obus de 675 kg) dépasse aussi bien celle des cuirassés américains, dont les obus ne pèsent que 635 kg, que celle des cuirassés britanniques (8 obus de 875 kg, soit 7 000 kg). Aussi, pour les cuirassés suivants, Mutsu et Nagato, la Marine impériale adopte une disposition de quatre tourelles doubles au calibre de 406 mm, sur lequel les études et essais ont commencé dès avant le début de la guerre. Le poids de la bordée est équivalent (7 944 kg pour 8 obus de 993 kg), mais le poids de l'artillerie principale est inférieur, avec quatre tourelles de 1 205 tonnes, au lieu de six tourelles de 864 tonnes (4 820 tonnes au lieu de 5 184). Avec une puissance installée presque double, de 80 000 chevaux, ils peuvent filer 26 nœuds. Ils ont une silhouette très particulière avec un mat à 6 piliers à l'avant au lieu de l'habituel tripode.

### Entre-deux-guerres
Dans l'immédiat après-guerre, les marines des puissances vaincues ont pratiquement cessé d'exister, en tout cas, après le traité de Versailles, leurs flottes cuirassées ont disparu et la construction de nouveaux cuirassés leur est interdite. La Russie est en guerre civile, dans laquelle la marine n'est en aucune façon une priorité pour l'Armée rouge. La France et l'Italie sont financièrement exsangues et la reprise de la construction des classes Normandie et Francesco Caracciolo n'est pas même envisagée. En revanche, la compétition a repris, cette fois centrée sur le Pacifique. Depuis 1916, les États-Unis ont construit neuf cuirassés alignant 104 canons de 14 pouces (356 mm). Le Japon a mis en service quatre cuirassés alignant au total 48 pièces de 356 mm, et construit les deux premiers cuirassés armés de huit pièces de 406 mm.

#### La nouvelle course aux armements et le Traité de Washington

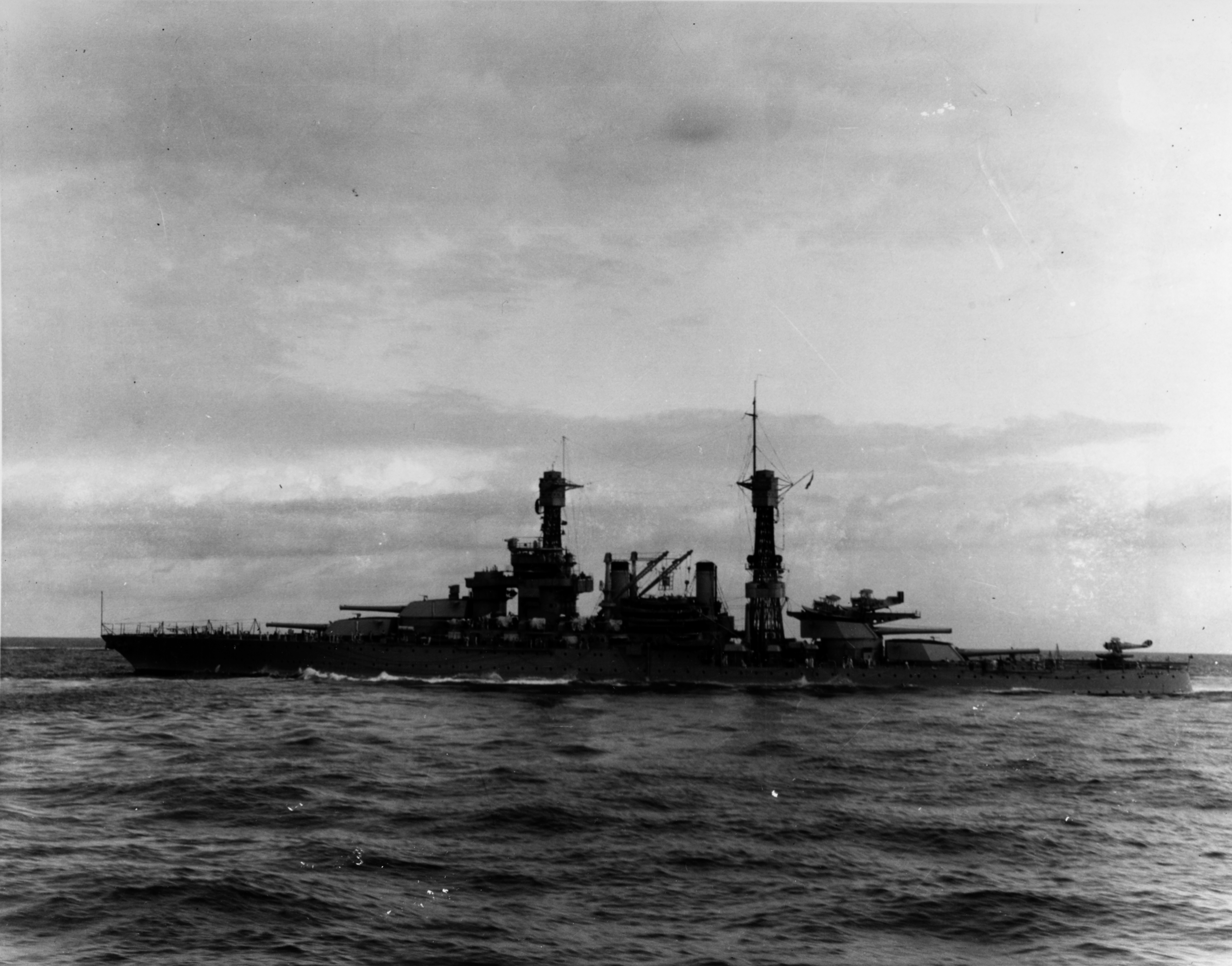
Le cuirassé USS Colorado, durant les années 1920, avec des installations d'aviation sur la tourelle C et sur la poupe.

En 1919, dans le cadre de la Loi Navale de 1916 (en) (the Big Naval Act), votée à l'instigation du président Wilson à l'été 1916, l'US Navy met sur cale quatre cuirassés, également armés de quatre tourelles doubles de 16 pouces (406 mm), la classe Colorado, les études sur un canon de marine de ce calibre ayant, du côté américain aussi, débuté plusieurs années auparavant. Mais pour le reste, ces navires sont très proches de la classe California, avec un blindage de 13½ pouces (343 mm) d'épaisseur, en ceinture et sur les tourelles d'artillerie principale, et une propulsion du type turbo-électrique de 30 000 chevaux leur permettant de filer 21 nœuds.

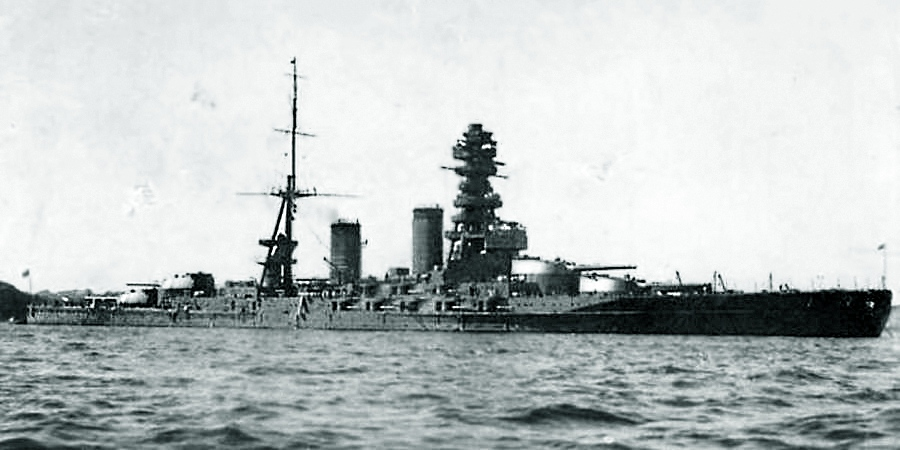
Les négociateurs japonais obtiendront que le cuirassé Mutsu en achèvement soit épargné par les destructions résultant du traité de Washington.

Mais du côté japonais, cela conduit à formaliser en réponse un programme de constructions navales portant sur huit cuirassés et huit croiseurs de bataille, dont le Nagato et le Mutsu sont les deux premières unités, le Programme Huit-Huit. Pour le réaliser, un premier groupe de deux cuirassés, la classe Tosa, doit être armé de dix pièces de 406 mm, avoir un blindage de 280 mm, et filer 26,5 nœuds, pour un déplacement de 40 000 tonnes, les huit croiseurs de bataille, rebaptisés cuirassés rapides, les classes Amagi et Kii doivent porter la même artillerie de dix pièces de 406 mm, le blindage est prévu avec 254 mm et 292 mm d'épaisseur en ceinture, et ils peuvent filer 30 nœuds, avec un déplacement de 42 000 tonnes et 43 000 tonnes. La classe des cuirassés les plus puissants, désignée seulement par des numéros, 13 à 16, est prévue pour recevoir huit pièces de 457 mm, un blindage de 330 mm, et filer 30 nœuds, avec un déplacement de 47 000 tonnes.
L'US Navy décide alors de mettre sur cale, toujours dans le cadre du Big Naval Act, six cuirassés de 43 000 tonnes, la classe South Dakota, armés de douze canons de 16 pouces (en) (406 mm), en quatre tourelles triples, avec un blindage de ceinture de 13½ pouces (343 mm), 18 pouces (457 mm) sur les tourelles principales une propulsion turbo-électrique leur permettant de filer 23 nœuds et six croiseurs de bataille, la classe Lexington, finalement prévue avec huit pièces de 16 pouces (en) (406 mm), un blindage réduit, 7 pouces (178 mm) en ceinture et 11 pouces (280 mm) sur les tourelles, et une vitesse de 33 nœuds. La mise au point des plans, qui doivent prendre en compte les enseignements de la bataille du Jutland, surtout en ce qui concerne les croiseurs de batailles, qui ne sont pas dans la tradition de l'US Navy, fait que les premières mises sur cale n'interviendront qu'en 1920-1921.
Ces programmes de construction mettent complètement hors de course la Royal Navy dont les unités les plus récentes sont dix cuirassés et trois croiseurs de bataille, armés au maximum de huit pièces de 15 pouces (381 mm). Après avoir étudié nombre de solutions, est passée la commande de quatre cuirassés rapides de 48 000 tonnes, armés de trois tourelles triples de 16 pouces (406 mm), une cuirasse latérale de 14 pouces (356 mm) et 17 pouces (432 mm) sur les tourelles et une vitesse de 32 nœuds. Couramment désignés comme des croiseurs de bataille du type G3, leur silhouette est nouvelle avec la troisième tourelle entre un château massif et deux cheminées rejetées à l'arrière. Aurait dû suivre une classe de quatre cuirassés du même déplacement, encore mieux protégés, avec 16 pouces (406 mm) en ceinture, plus puissamment armés, de neuf canons de 457 mm, mais une vitesse de 23 nœuds.
Devant cette course aux armements navals ruineuse entre les États-Unis, le Japon et le Royaume-Uni, le nouveau président des États-Unis Harding convoque une conférence à Washington entre ces trois puissances auxquelles s'adjoindront, entre autres, la France et l'Italie, conférence qui s'ouvre le 21 novembre 1921, pour s'achever le 6 février 1922.

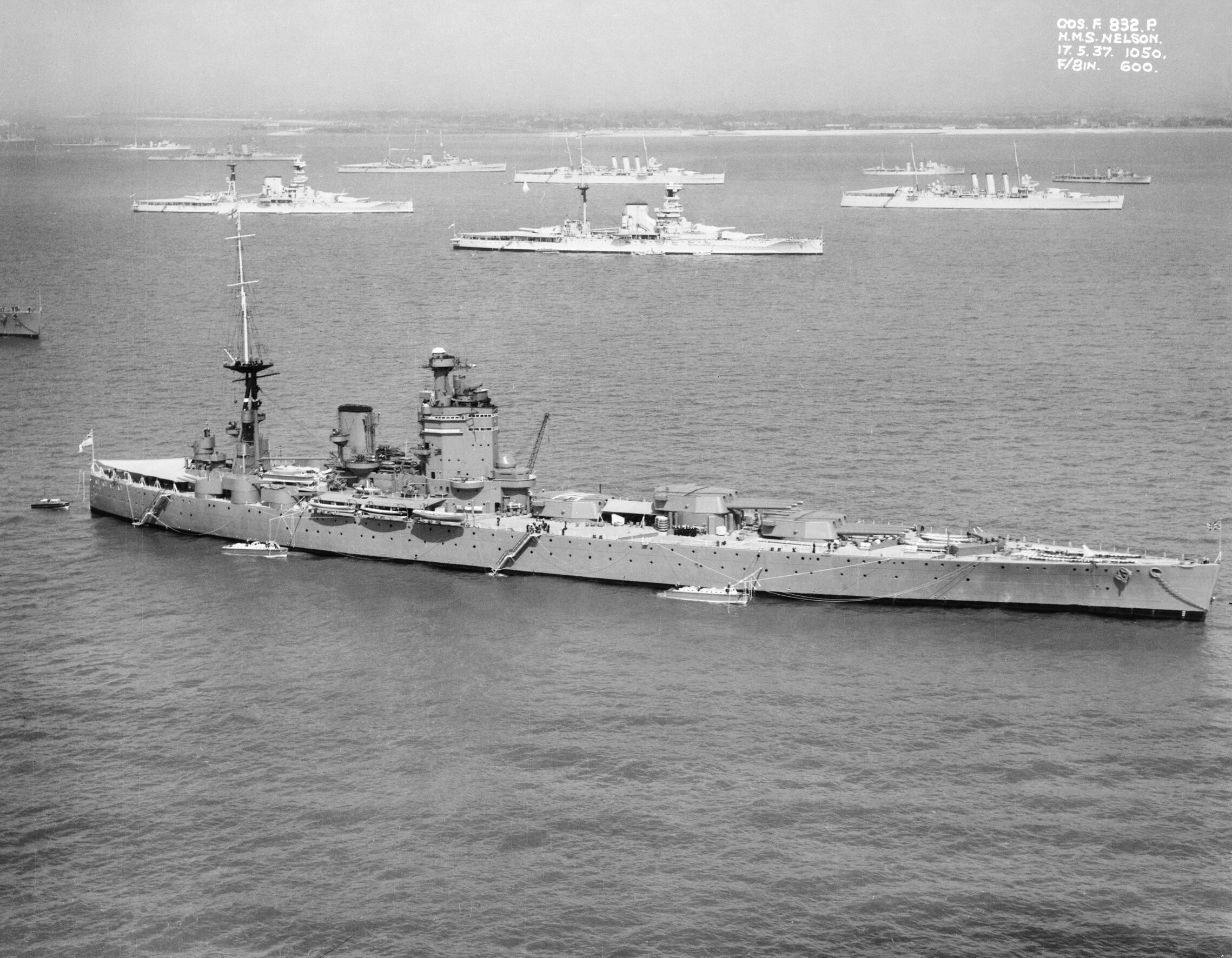
Le cuirassé HMS Nelson reprend plusieurs caractéristiques des cuirassés rapides du type G3, notamment la disposition sur l'avant de sa puissante artillerie.

Un traité de désarmement naval est signé, entre les cinq puissances énumérées. Pour les cuirassés, il en fixe le nombre pour chacune des nations signataires, soit 20 pour les États-Unis, et autant pour le Royaume-Uni, 10 pour le Japon, 7 pour la France et 7 pour l'Italie. Tous les programmes de construction de cuirassés et croiseurs de bataille en cours doivent être abandonnés, et les navires non encore achevés détruits. Cela touche en particulier les classes South Dakota et Lexington américaines (les coques ont été mises sur cale mais ne sont pas finies), les cuirassés rapides britanniques du type G3, tout le programme Huit-Huit japonais, sauf la classe Nagato. Toutefois, les deux puissances qui ont des croiseurs de bataille en construction sont autorisées à en conserver deux coques, afin de les transformer en porte-avions.
Mais comme cela laisse trois cuirassés de la classe Colorado aux États-Unis, et les deux cuirassés de la classe Nagato au Japon, tous armés de canons de 406 mm, le Royaume-Uni est autorisé à construire deux cuirassés armés de canons de ce calibre et ne dépassant pas 35 000 tonnes anglaises de 1 016 kg, ce calibre et ce déplacement étant le maximum fixé pour les constructions nouvelles, qui ne sont autorisées qu'au terme d'un moratoire de dix ans. Comme la France et l'Italie n'ont pas procédé pendant la guerre, à des constructions de cuirassés, ces deux puissances sont autorisées à en construire, dès 1927, quelque 70 000 tonnes, qui s'imputeront sur le déplacement total de 175 000 tonnes qu'elles sont autorisées à construire au terme de la période de « vacances navales ».

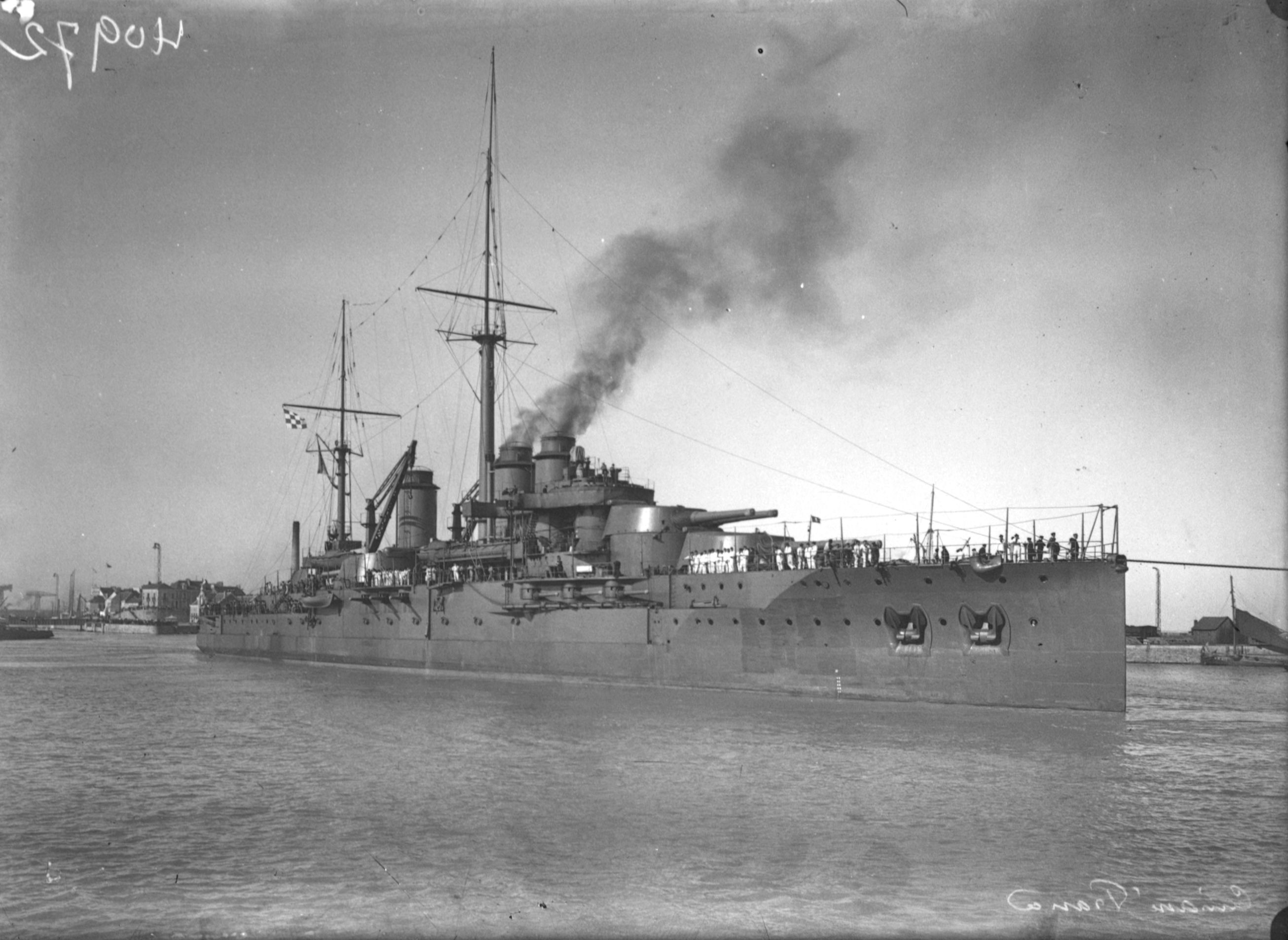
Le cuirassé France, de la classe Courbet, la première des dreadnoughts français, est perdu, pendant une manœuvre, le 26 août 1922.

Le Royaume-Uni va donc entreprendre la construction de deux cuirassés, la classe Nelson, qui sont une réduction des croiseurs de bataille du type G3, en en conservant l'armement principal et la protection, mais avec ces contraintes, dans une coque de cuirassé ne déplaçant pas plus de 35 000 tonnes, et les technologies de l'époque en matière de propulsion, il n'a pas été possible de les doter d'une vitesse supérieure à 23 nœuds. Ils entreront en service en 1927, et seront alors les cuirassés les plus puissamment armés du monde.
À l'issue de la conférence de Washington, la hiérarchie des puissances en matière de flottes cuirassées est bouleversée, la Grande-Bretagne se retrouve à égalité avec les États-Unis, et doit abandonner son alliance avec le Japon qui est limité dans ses ambitions navales. Mais le monde échappe à une compétition autour du type des cuirassés rapides armés de canons d'un calibre au moins égal à 406 mm. Le traité de Washington est le début d'une période de limitation des armements navals, qui va se poursuivre avec un succès mitigé, sous l'égide de la Société des Nations, avec des conférences navales à Genève en 1927 et le traité naval de Londres de 1930 qui va prolonger de cinq ans les vacances navales en matière de construction de cuirassés.

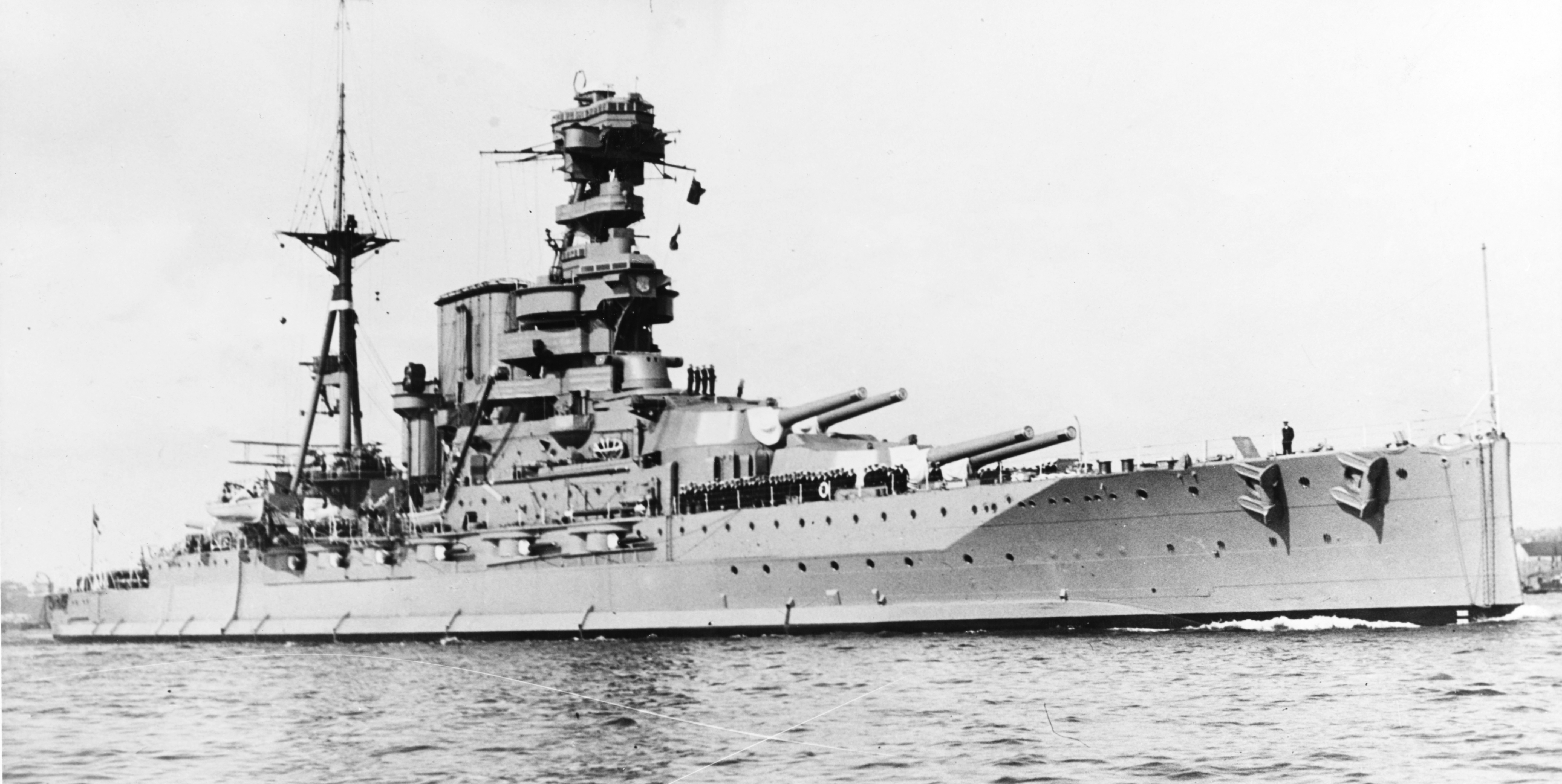
Le HMS Barham tel qu'il apparait après les modifications reçues en 1930-1933, ne fut plus modifié jusqu'à son torpillage en novembre 1941.

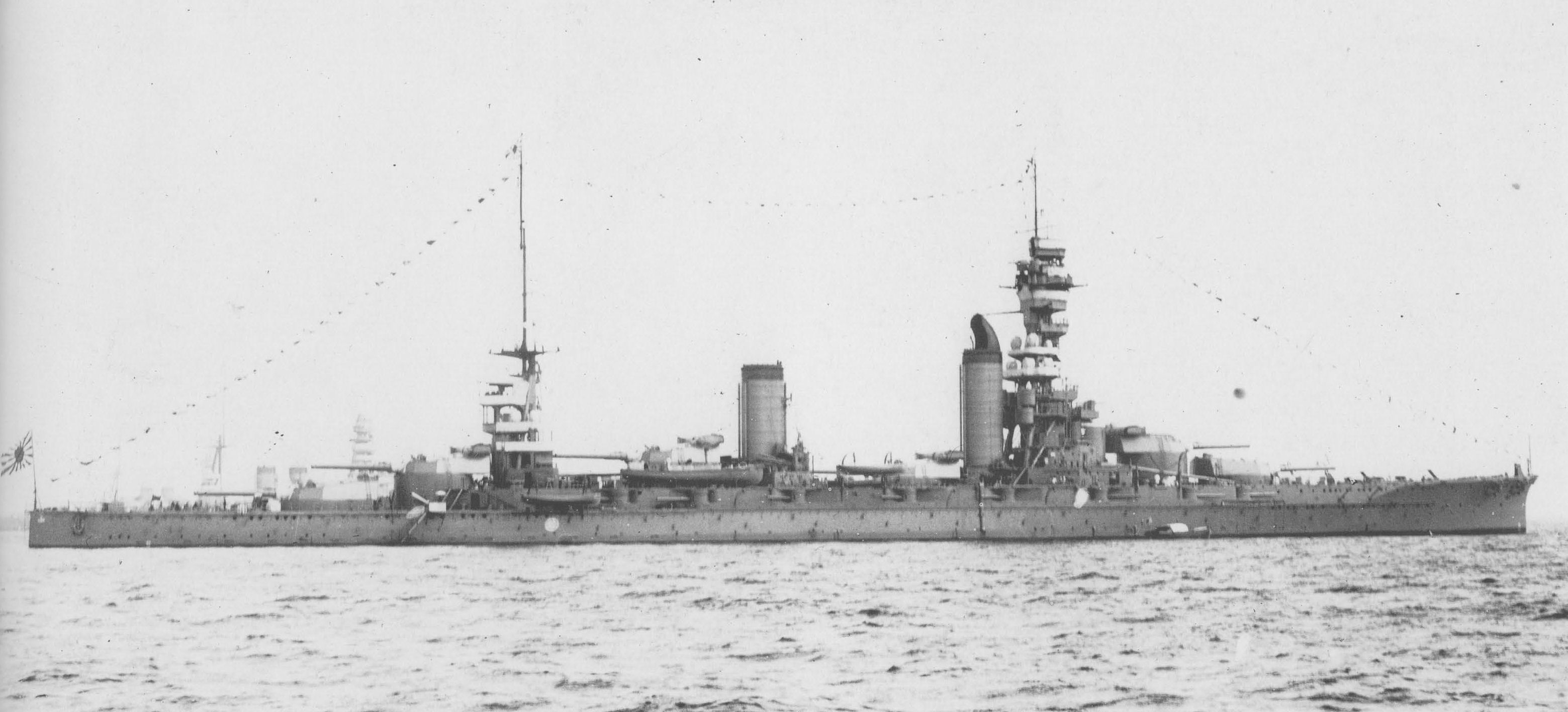
Le cuirassé Fusō, après sa première refonte, en 1928.

Dans les années qui suivent le traité de Washington, les marines des puissances signataires vont procéder à quelques améliorations sur les cuirassés les plus anciens qu'elles sont autorisées à conserver, principalement en améliorant la portée des canons, et les dispositifs de conduite de tir, et en modernisant les machines, passant à la chauffe au mazout, ou en améliorant les performances des chaudières. C'est ce que font notamment les marines française et italienne, qui ne procèdent à aucune construction pour remplacer le Leonardo da Vinci qui est toujours compté dans la liste de la flotte italienne, dont il n'aura été rayé qu'après la signature du traité de Washington, ou le cuirassé France perdu sur une roche non signalée de la baie de Quiberon en 1922.
La Royal Navy, quant à elle, va moderniser les cuirassés de la classe Queen Elizabeth, améliorant leur protection anti sous-marine, et rapprochant les deux cheminées. L'US Navy va remplacer à la fin des années 1930, les mats « en treillis », caractéristiques de ses cuirassés, par des mats tripodes. Le Japon, va procéder à des modernisations de ses croiseurs de bataille (la classe Kongō) et de ses cuirassés (les classes Fusō et Ise), en supprimant la première des trois cheminées des croiseurs de bataille, en ajoutant des plates-formes autour du mat avant ainsi qu'une structure supportant des projecteurs sur l'arrière des cheminées des cuirassés.

#### Apparition de l'avion comme arme
Dans les années 1920, la limitation de la construction des cuirassés va de pair avec la mise en question de la prépondérance du gros canon et de la cuirasse dans le combat naval. On a vu la vulnérabilité des cuirassés aux mines et aux torpilles, mais une nouvelle menace est maintenant annoncée, l'avion.

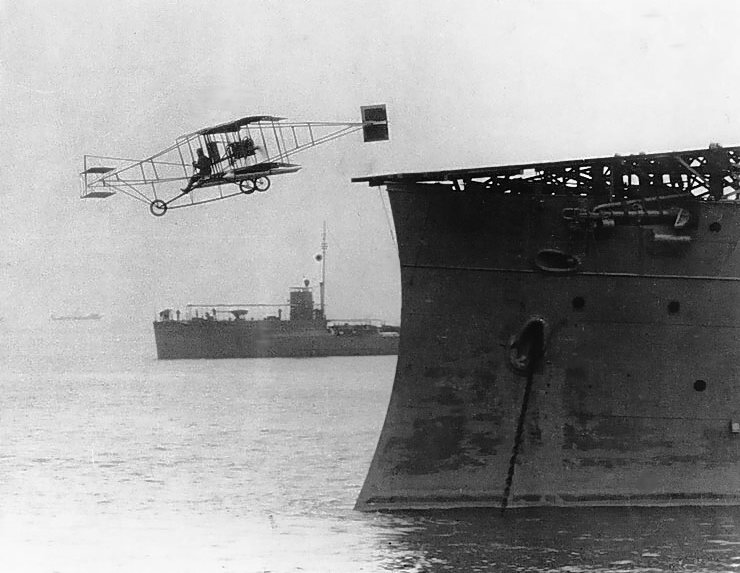
Premier décollage d'Eugene Ely, depuis l' le 14 novembre 1910.

En 1910-1911, ont lieu les premiers essais de décollage et d'atterrissage d'aéroplanes à partir de navires de guerre, auxquels est attaché le nom d'Eugene Ely.

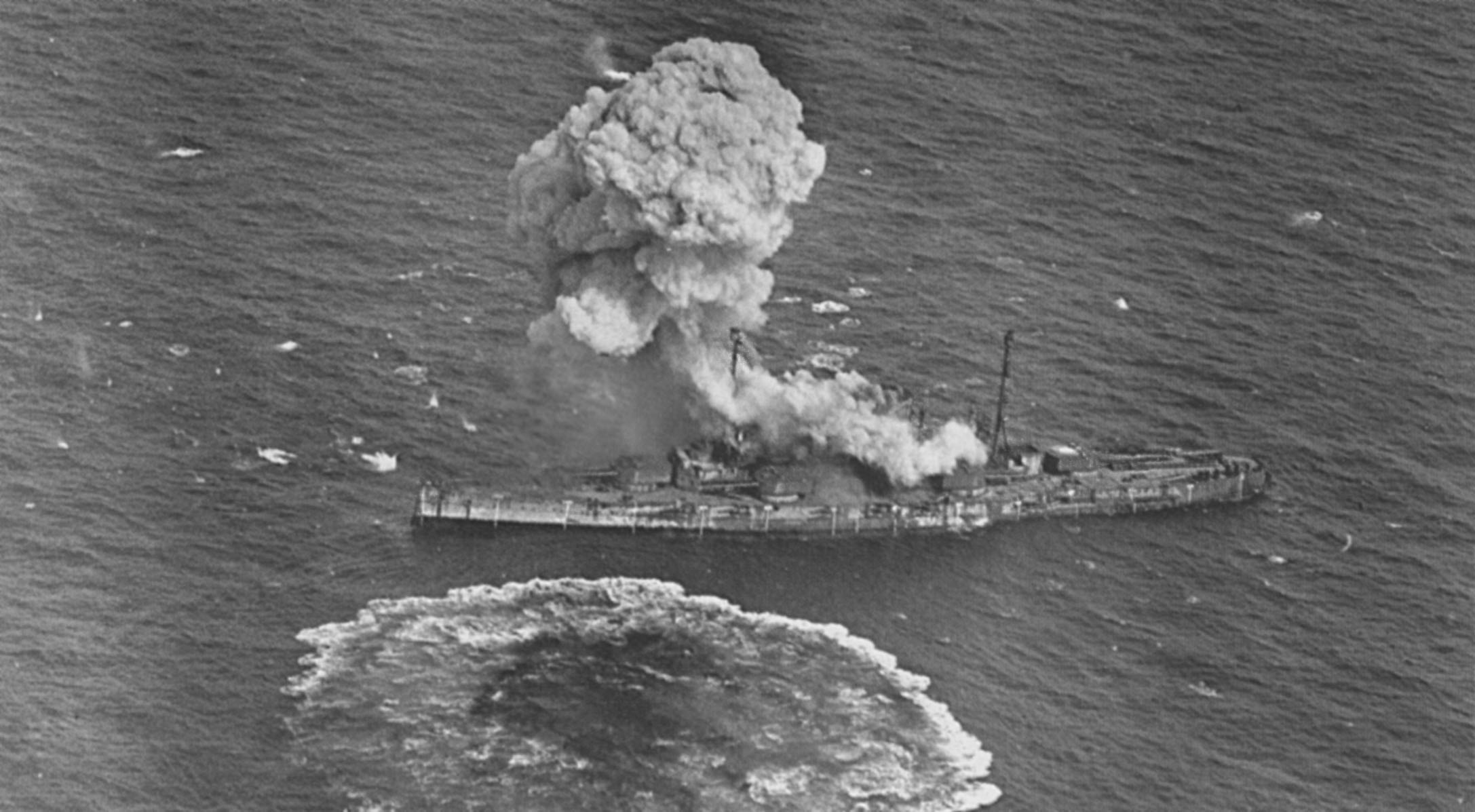
Tests de bombardements sur le dreadnought ex-allemand Ostfriesland, en septembre 1921.

Dès 1914, l'amiral britannique Percy Scott (en), spécialiste du réglage du tir d'artillerie sur les cuirassés, prévoit que les cuirassés seront supplantés par les avions. À la fin de la Première Guerre mondiale, les avions ont commencé à être équipés de torpilles. Les Britanniques envisagent même une attaque sur la flotte allemande en 1918 avec un avion torpilleur Sopwith Cuckoo. La première opération menée par un porte-avions est le raid d'avions ayant décollé du HMS Furious contre les installations de la base de l'aéronautique navale allemande de Tondern, le 19 juillet 1918.
La principale menace aérienne contre les cuirassés est alors plutôt perçue comme venant de l'aviation basée à terre. Ainsi, dans les années 1920, le général Billy Mitchell de l'United States Army Air Corps pense que les forces aériennes ont rendu les marines obsolètes, et affirme devant le Congrès que « mille bombardiers peuvent être construits et mis en service pour le prix d'un seul cuirassé » et qu'un escadron de ces bombardiers peut couler un cuirassé, ce qui permet une meilleure utilisation du budget de la défense. Malgré les oppositions de l'US Navy, il obtient l'autorisation de conduire une série d'essais de bombardements : en 1921, il bombarde et coule de nombreux navires dont le dreadnought ex-allemand SMS Ostfriesland considéré comme « insubmersible » et le pré-Dreadnought américain USS Alabama.
Bien que Mitchell ait voulu recréer des « conditions de guerre », les navires sont obsolètes, ne possèdent pas de système de contrôle des dommages et ne représentent que des cibles immobiles et sans défense. Lors du bombardement de l'Ostfriesland, les ingénieurs de la Navy devaient pouvoir examiner les effets des différentes armes; mais les aviateurs de Mitchell n'en tiennent pas compte et coulent le navire en quelques minutes dans une attaque coordonnée. Michell en conclut que « aucun navire de surface ne peut naviguer là où les forces aériennes basées à terre peuvent intervenir ». Les essais de Mitchell ne sont pas aussi concluants qu'il veut le faire croire, mais ils affaiblissent cependant la position des partisans du cuirassé.
Indirectement, la plus grande contribution des cuirassés au développement de l'aéronautique navale est la possibilité offerte par le traité de Washington, de transformer quelques croiseurs de bataille en porte-avions, ce que mettra à profit l'US Navy, avec les USS Lexington et Saratoga, la Marine impériale japonaise, avec l'Akagi et le Kaga, et la Royal Navy, avec les HMS Glorious et Courageous. Ce seront les premiers grands porte-avions rapides, nettement supérieurs aux porte-avions lents issus de la transformation de navires marchands (USS Langley, HMS Argus), ou construits sur des coques de cuirassés lents (HMS Eagle (1918) ou Béarn, voire aux premiers porte-avions construits en tant que tels comme le Hōshō japonais).

#### Rivalité de la France avec l'Italie et l'Allemagne
Mise à part la classe Nelson, aucune construction de cuirassé n'intervint pendant sept ans après le traité de Washington. Les plus grosses unités construites seront des porte-avions qu'on a déjà partiellement évoqués, et des croiseurs, dans les limites d'un déplacement de 10 000 tonnes Washington (tW), c'est-à-dire respectant les termes du traité de Washington, et d'un calibre de 8 pouces (203 mm). Avec la seconde flotte européenne derrière le Royaume-Uni, la France, à cette époque, a eu une politique navale qui devait lui permettre de faire face à la fois à l'Allemagne et à l'Italie.
La Reichsmarine était soumise aux stipulations du traité de Versailles qui lui interdisait de construire des sous-marins, des croiseurs de plus de 6 000 tonnes, et tout navire de plus de 10 000 tonnes. À cela, les croiseurs de 10 000 tW permettaient de faire face. Mais, à partir de 1923, puis sous l'impulsion de l'amiral Zenker nommé en 1924 à la tête de la Reichsmarine, des études sont entreprises secrètement, pour définir les caractéristiques d'un bâtiment plus rapide que les cuirassés de l'époque qui filent au plus 23-24 nœuds, et plus puissamment armé que les croiseurs de 10 000 tW et leurs huit canons de 203 mm.
En ce qui concerne l'Italie, l'Amirauté française estimait que la menace la plus importante venait des croiseurs de 10 000 tW italiens, dont les premiers seront mis en service à partir de 1925. Il s'agissait de bâtiments très rapides, peu protégés, portant 8 pièces de 203 mm, dont on pensait qu'ils pouvaient menacer les liaisons maritimes en Méditerranée occidentale entre la France et ses colonies d'Afrique du Nord. Aussi des études furent lancées, en 1927-1928, sur des bâtiments de 17 500 tW, entrant donc dans la catégorie des cuirassés définie par le traité de Washington, et conçus comme des « tueurs de croiseurs ». Armés de 8 canons de 305 mm, en deux tourelles quadruples à l'avant, filant 34 à 35 nœuds, ils ressemblaient beaucoup aux premiers croiseurs de bataille anglais, dont la bataille du Jutland avait montré qu'ils ne pouvaient affronter des cuirassés fussent-ils anciens, armés de canons de 305 mm comme ceux de la Regia Marina italienne.
D'autres études, sur des croiseurs de bataille de 37 000 tonneaux, qui auraient respecté la limite de 35 000 tW, en raison de la manière de calculer le déplacement standard défini par le traité, se heurtaient aux capacités des chantiers français pour construire des navires de grande longueur, car 230 à 250 mètres sont nécessaires pour atteindre, avec ce déplacement, une vitesse de 34-35 nœuds, or le plus grand bassin de construction des arsenaux français, le bassin du Salou no 4, dans l'arsenal de Brest, ne mesurait que 200 mètres.

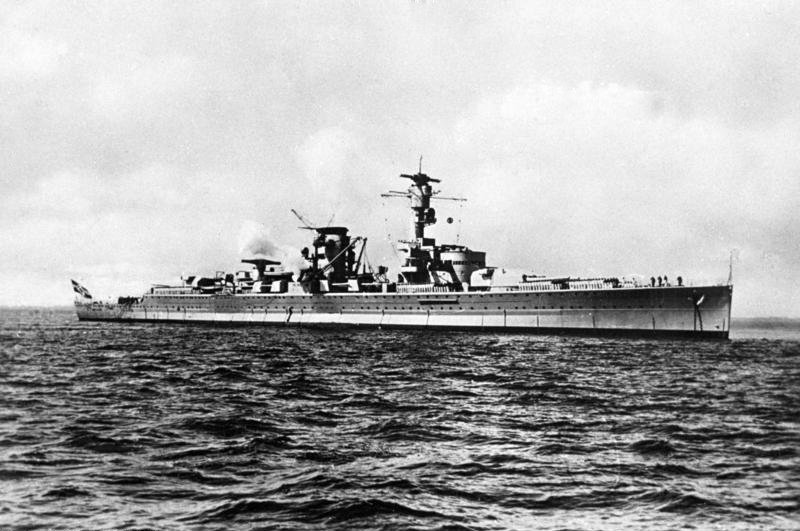
Le « cuirassé de poche » Deutschland en 1933.

En 1929, la Reichsmarine bouleversa la donne en mettant sur cale le Deutschland. Ce navire armé de deux tourelles triples de 280 mm, avec une propulsion diesel permettant de filer 26 nœuds et un grand rayon d'action, a été construit en substituant la soudure au rivetage, et il était censé respecter le déplacement de 10 000 tonnes métriques fixée par le Traité de Versailles. En fait, il déplaçait près de 13 000 tonnes. Il ne le cédait, à la fois en vitesse et en puissance d'artillerie, qu'au HMS Hood et aux deux croiseurs de bataille britanniques de la classe Renown. Qualifié officiellement de « navire blindé » (en allemand « Panzerschiff »), c'est une renaissance du croiseur cuirassé, mais la presse anglaise le qualifia de « cuirassé de poche ».

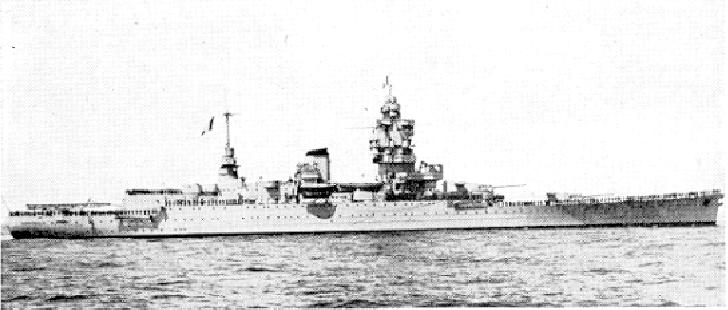
Le Dunkerque au moment de sa mise en service, avant de recevoir un capot de cheminée plus volumineux.

Dans la préparation de sa riposte, le gouvernement français n'entendait pas contrarier le gouvernement du Royaume-Uni qui s'efforçait, lors des travaux préparatoires à la conférence de Londres prévue en 1930, d'abaisser à 25 000 tW le déplacement maximum pour les nouvelles constructions de cuirassés. Il opta donc pour la construction d'un bâtiment de 23 333 tW, ce qui est le tiers arithmétique du déplacement total des cuirassés que la France était en droit de construire depuis 1927. Après que la conférence de Londres se fut achevée sans conclure sur ce point, et après qu'une négociation bilatérale avec l'Italie eut échoué en 1931 sur la construction par chacun des deux pays de deux cuirassés de ce tonnage avant 1936, l'Amirauté française proposa un bâtiment de 26 500 tW, armé de huit canons de 330 mm, ce qui surclassait le Deutschland mais aussi les cuirassés italiens anciens, ayant une cuirasse de ceinture de 229 mm (9 pouces), et une vitesse de 29,5 nœuds. Mis sur cale dans les derniers jours de 1932, le Dunkerque va ainsi être le prototype du « petit cuirassé » rapide. C'est incontestablement un cuirassé, en ce que le poids de sa protection représente un pourcentage de son déplacement (35,9 %) presque équivalent à celui du HMS Hood (36,3 %) et supérieur à celui du HMS Resolution (33,4 %), mais de par la faible épaisseur de son blindage de ceinture, celui-ci sera percé à Mers el-Kébir, par les obus de 381 mm de ses deux adversaires.

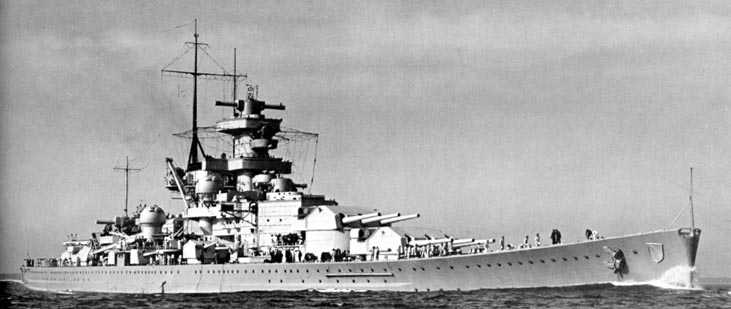
Le Scharnhorst, au moment de sa mise en service, avec sa proue droite et le grand mat accolé à la cheminée.

Après que deux unités identiques au Deutschland eurent été mises sur cale, deux unités plus puissantes furent envisagées pour riposter au Dunkerque. Ces unités plus lourdes, avec un déplacement de 31 800 tonnes, un blindage nettement plus épais atteignant 350 mm en ceinture, ne seront dotés que de neuf canons de 280 mm, plus performants, car l'Allemagne souhaitait alors négocier avec le Royaume-Uni un accord naval germano-britannique et le Royaume-Uni était très préoccupé de limiter le calibre maximum des cuirassés. Ce seront le Scharnhorst et le Gneisenau, commandés dès 1934, mis sur cale en mai-juin 1935, qui constituent la seconde et dernière classe de cuirassés construits après 1930, avec un déplacement et un calibre d'artillerie principale inférieurs aux limites fixées par le traité de Washington. Mais on n'oubliera pas que les cuirassés italiens des classes Giulio Cesare et Andrea Doria, et les croiseurs de bataille japonais de la classe Kongo, après leur modernisation dans la seconde partie des années 1930 que l'on évoquera plus loin, se situeront également dans cette catégorie intermédiaire des cuirassés ayant un déplacement « normal » autour de 30 000 tonnes, entre 8 et 10 canons d'un calibre compris entre 280 et 356 mm, une cuirasse d'un épaisseur comprise entre 230 et 300 mm, et pouvant filer au entre 27 et 30 nœuds.

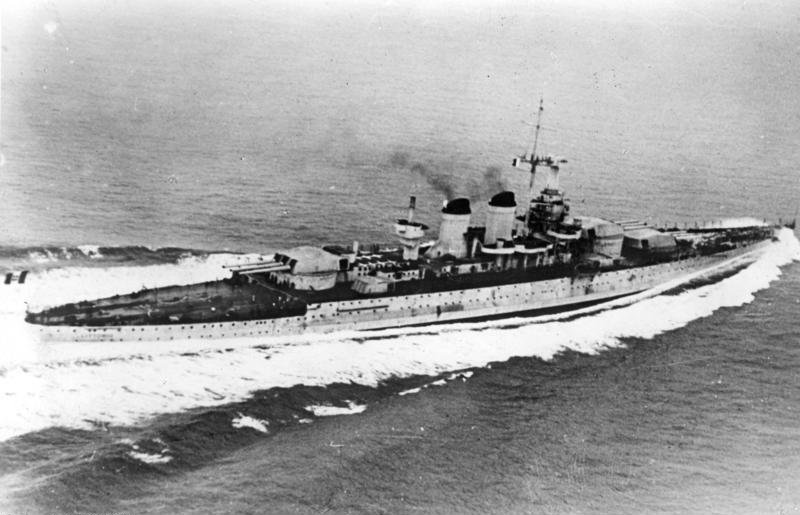
Le Littorio, pendant ses essais de vitesse en 1939, sans télépointeurs, sans artillerie secondaire ou anti-aérienne, ni installations d'aviation.

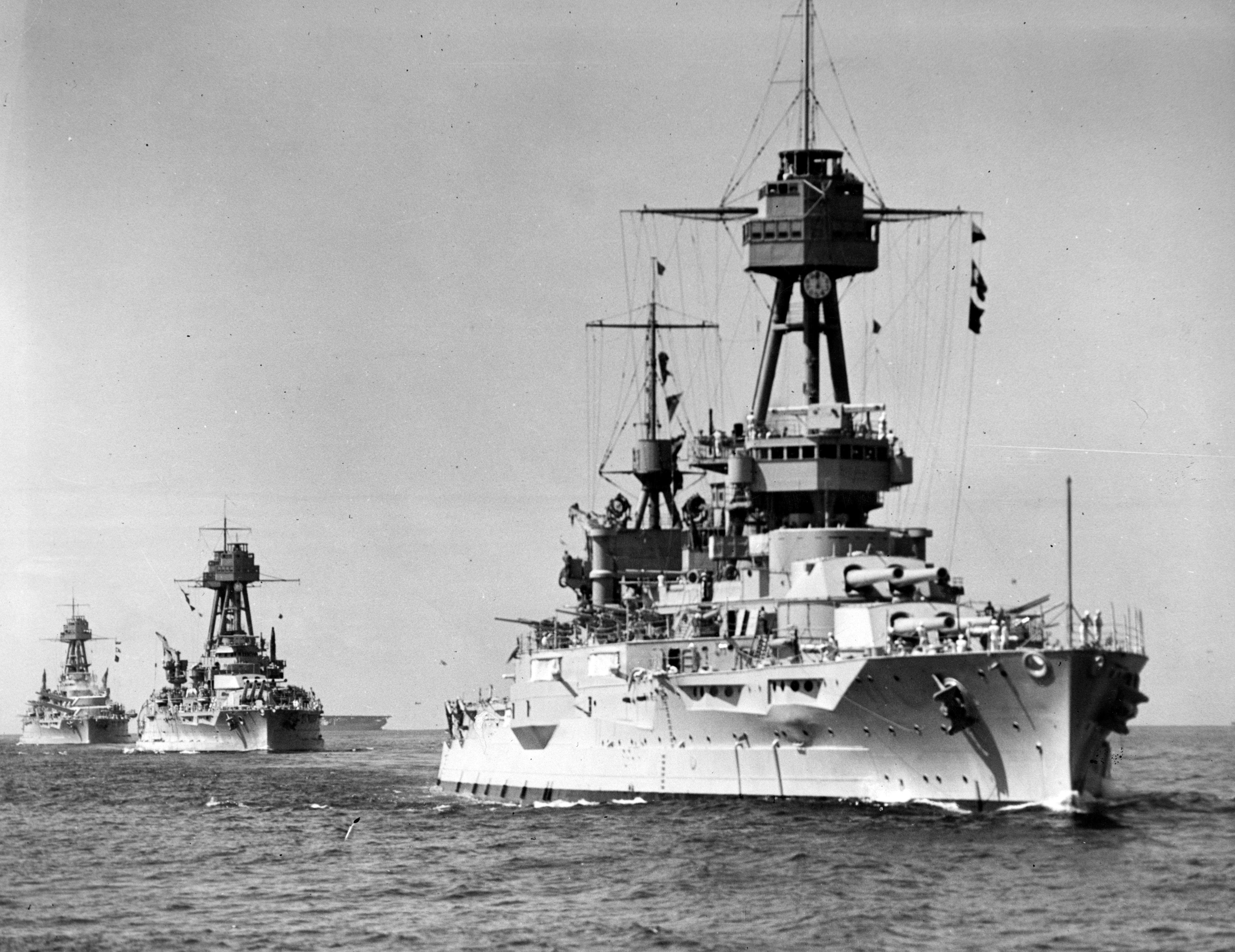
Sur cette photo de 1932, les cuirassés USS New York, Nevada et Oklahoma ont eu leurs mats « en treillis » remplacés par des tripodes.

Mais en juin 1934, considérant que la mise en service du Dunkerque romprait l'équilibre entre les flottes cuirassées française et italienne en Méditerranée occidentale, le Duce Benito Mussolini annonça l'intention de l'Italie de construire deux cuirassés de 35 000 tonnes. Armés de trois tourelles triples de 381 mm (en), ce qui accessoirement les met en situation d'affronter les cuirassés de la Mediterranean Fleet, avec une ceinture cuirassée de 350 mm, filant 30 nœuds, le Littorio et le Vittorio Veneto déplaçaient en réalité 41 000 tonnes. Ils vont constituer dans les années suivantes la référence pour la construction de cuirassés.
Pressés par le temps, les Français résolurent, en juillet 1934, de mettre sur cale sans tarder un second cuirassé de la classe Dunkerque, le Strasbourg, avec une ceinture blindée atteignant 280 mm, et de commencer à étudier un cuirassé de 35 000 tonnes, armé de huit ou neuf canons de 380, voire de 406 mm, et filant 30 nœuds.

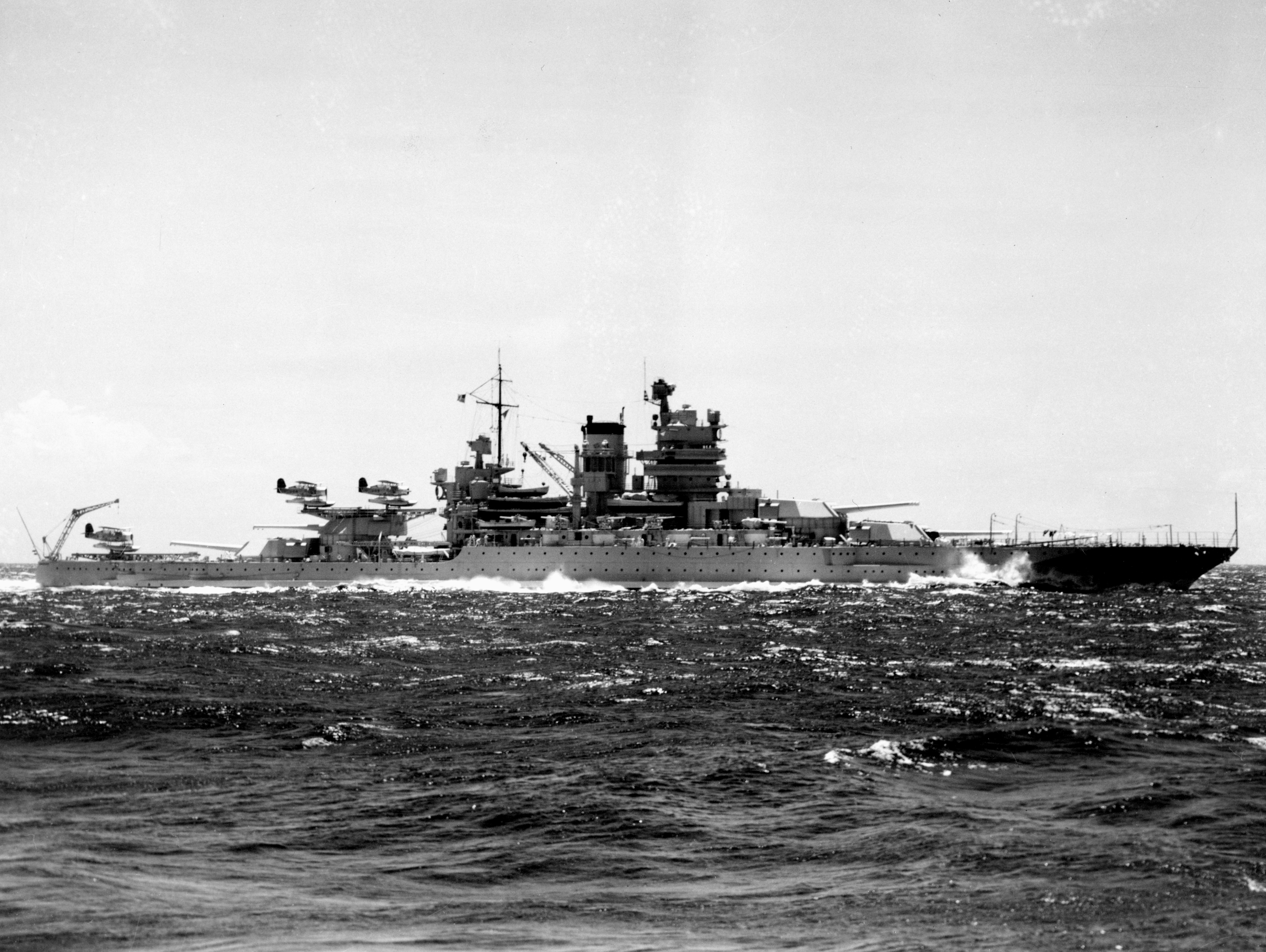
Ici l', de la classe New Mexico, a été doté d'une tour à l'avant, lors de sa modernisation de 1931-1932.

Peu de temps auparavant, fin mars 1934, le Congrès des États-Unis avait adopté le Vinson-Trammell Act qui autorisait la construction de cuirassés, à intervenir au moment où cesserait la période de « vacances navales », et dont le calibre serait aligné sur celui des navires japonais. Ainsi, commencèrent les études de ce qui allait devenir la classe North Carolina, avec à l'époque un armement de 356 mm, en tourelles quadruples.

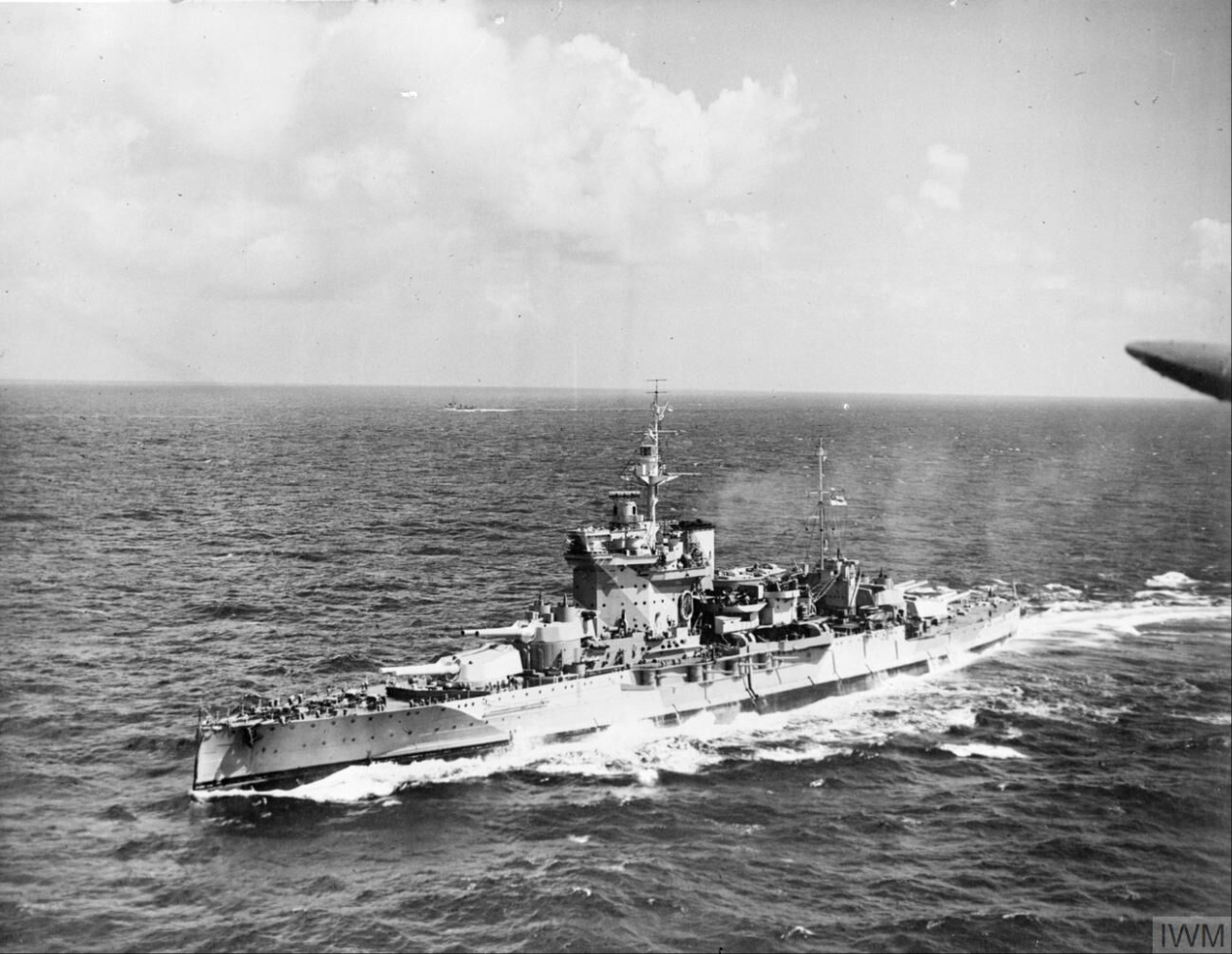
Le HMS Warspite fut le premier des cuirassés britanniques à être reconstruit et à être doté d'un bloc passerelle comme celui installé plus tard sur la classe King George V.

Mais hormis la France, l'Italie et l'Allemagne, les autres puissances sont tenues par le Traité Naval de Londres de 1930, qui a reporté jusqu'au 31 décembre 1936 la date de fin des « vacances navales ». La modernisation de cuirassés mis en service avant le Traité de Washington va donc être poursuivie. Dans la plupart des cas, il s'agit d'augmenter la protection horizontale pour se prémunir des effets des tirs plongeants, conséquence de l'augmentation de la portée maximale, ainsi que d'une amélioration de la protection anti-torpilles. Assez souvent, la silhouette est modifiée, les mats tripodes qui ont remplacé les mats « en treillis », ou « en cage » cèdent la place à des tours, comme sur les cuirassés de la classe New Mexico, dès le début des années 1930.
La Marine Impériale japonaise va procéder à de véritables reconstructions, qui ont porté sur toutes les unités, des croiseurs de bataille de la classe Kongō aux cuirassés des classes Fusō, Ise, et Nagato au cours des années 1933 à 1937. Les coques sont allongées, les machines changées, les chaudières réduites en nombre, d'où le plus souvent la suppression d'une cheminée, et la vitesse accrue. Les croiseurs de bataille ont ainsi transformés en véritables cuirassés rapides, d'un déplacement de l'ordre de 30 000 tonnes, filant 27 nœuds. La multiplication des plates-formes sur les mats des cuirassés leur donnent une silhouette caractéristique qui évoque les « pagodes ».

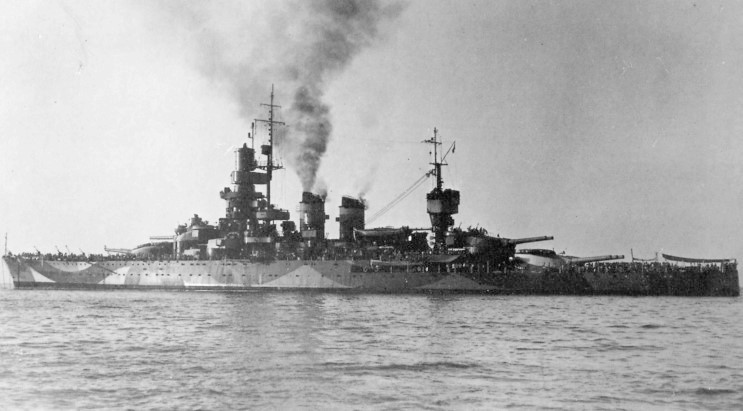
L'Andrea Doria dans sa dernière configuration ressemble au Littorio.

La Royal Navy va, elle aussi, effectuer une quasi reconstruction de trois des unités de la classe Queen Elizabeth et du Renown. Ces bâtiments sont ainsi immobilisés près de trois ans. L'artillerie de 381 mm, considérée comme une réussite, est inchangée, mais les superstructures sont rasées, les machines changées, les chaudières réduites en taille, le blindage horizontal accru, mais la vitesse n'est pas augmentée. Ils sont en revanche dotés de ce que l'on appelé des « châteaux de la Reine Anne », c'est-à-dire d'un bloc-passerelle parallélépipédique, inspiré de celui qui va équiper la classe King George V. Le HMS Hood pour laquelle cette transformation a été prévue ne l'aura pas reçue au début de la guerre, et il n'apparait plus possible alors à la Royal Navy, d'immobiliser aussi longtemps un bâtiment que l'on considère comme le cuirassé rapide le plus puissant du monde.
La Regia Marina italienne engage en 1933 la reconstruction des cuirassés des classes Conte di Cavour, puis Andrea Doria en 1937. C'est la reconstruction la plus complète, la tourelle triple centrale entre les deux cheminées est supprimée, les canons ont leur calibre porté de 305 à 320 mm (en), la coque est allongée, le nouveau système de protection anti-torpilles, conçu par l'Inspecteur général du Génie Naval Pugliese (it) est mis en place, les machines sont changées, et la vitesse passe de 23 à 27 nœuds. Enfin la silhouette est une préfiguration de celle des cuirassés de la classe Littorio.

#### Projets de cuirassés de35 000tonnes et plus
De 1935 à 1938, 20 cuirassés censés avoir ce déplacement de 35 000 tW vont être mis sur cale, 6 américains, 5 britanniques, 4 italiens, 3 français, et 2 allemands.

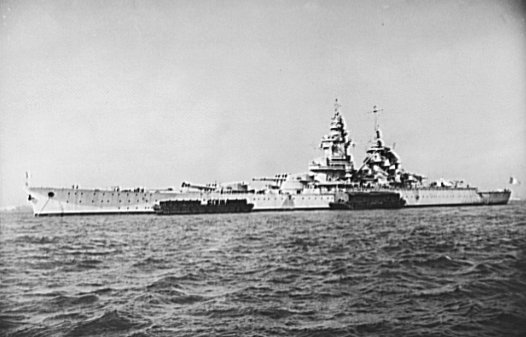
Le Richelieu, arrivant aux États-Unis en 1943 pour y être modernisé. Il porte encore trois télépointeurs sur la tour avant, mais les installations d'aviation, sur la poupe, ont été enlevées, avant le départ de Dakar.

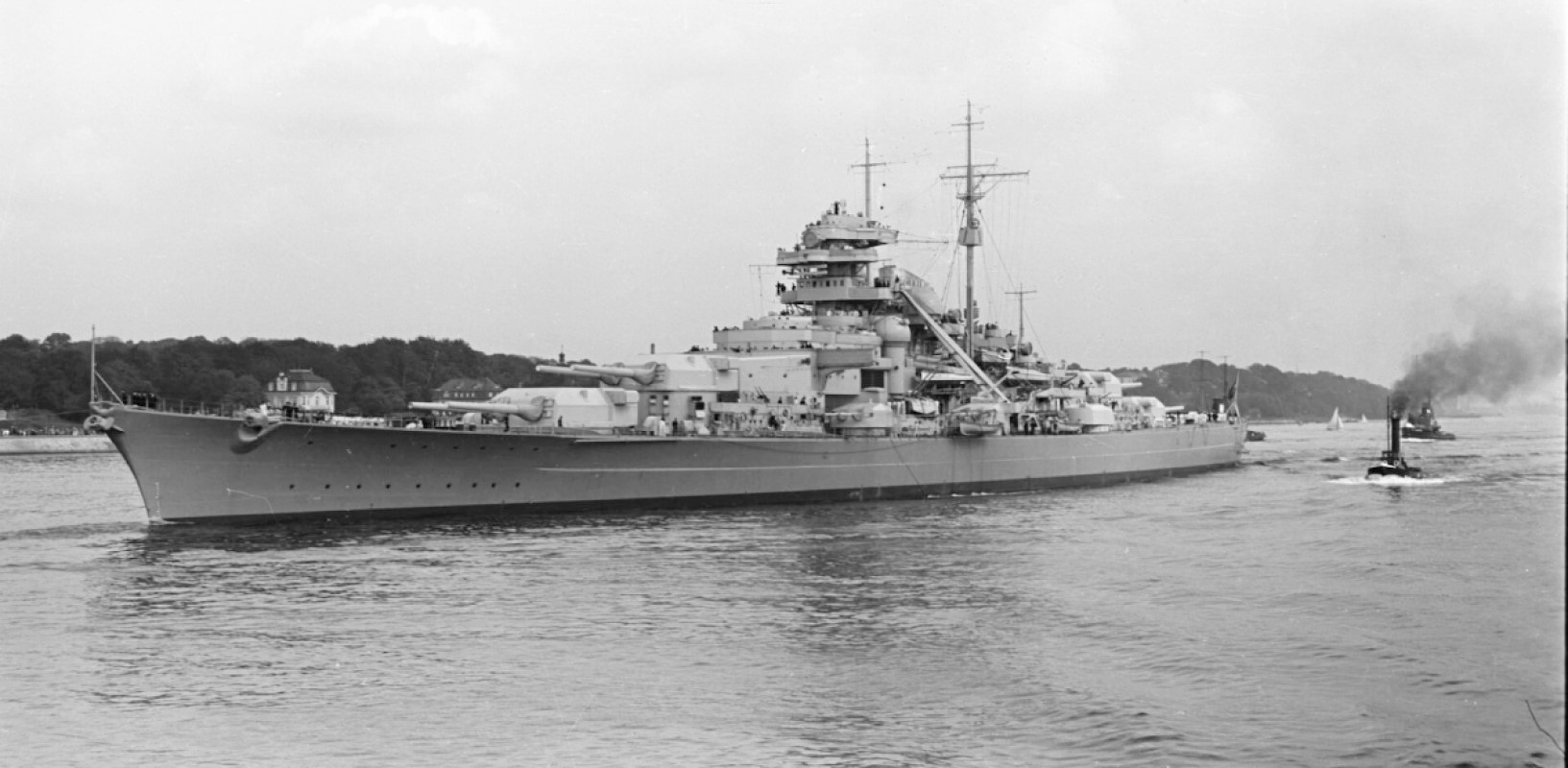
Le Bismarck, en 1940, avant sa mise en service. Il n'est pas encore doté de son poste de télépointage sur la tour avant.

Dès 1935, le Richelieu, version agrandie du Dunkerque, est commandé à l'arsenal de Brest, avec deux tourelles quadruples de 380 mm à l'avant, un blindage de ceinture de 327 mm, et 430 mm sur la face avant des tourelles, filant plus de 30 nœuds. Ceci porte à 88 000 tW la somme des déplacements des cuirassés mis sur cale par la France entre 1932 et 1935, donc sans respecter les stipulations du traité de Washington et du premier traité naval de Londres, qui n'autorisaient qu'un déplacement total de 70 000 tW, avant fin 1936. Mais la France réagit ainsi à ce que le Royaume-Uni a signé le 18 juin 1935 le traité naval germano-britannique, sans avoir l'aval de la France, ce qui annule de fait les clauses navales du traité de Versailles. L'Allemagne se trouve ainsi autorisée à construire une marine de surface, qui ne dépasse pas 35 % du déplacement de la Royal Navy, pourcentage porté à 45 % pour les sous-marins, ce qui n'est pas loin d'équivaloir à la flotte française de l'époque. Dès le mois de novembre 1935, la commande d'un cuirassé de 35 000 tW, est passée pour la Kriegsmarine, ce sera le Bismarck.
La « Deuxième conférence de désarmement naval de Londres » va alors se tenir du 9 décembre 1935 au 25 mars 1936, mais le Japon s'en retire le 15 janvier 1936, et l'Italie fait de même, pour protester contre les sanctions qui lui ont été infligées à la suite de l'agression contre l'Abyssinie. Ni l'Allemagne, ni la Russie n'ont été invitées. Le traité naval de Londres de 1936, signé par les États-Unis, le Royaume-Uni et la France, conserve la limite maximum du déplacement des cuirassés à 35 000 tW, mais abaisse le calibre maximum à 14 pouces (356 mm). Toutefois, en raison de l'absence du Japon et de l'Italie, les négociateurs américains obtiennent une clause dite « ascenseur » aux termes de laquelle les deux limites seront respectivement portées à 45 000 tW et 406 mm, si le Japon et l'Italie n'ont pas ratifié le traité le 1er mars 1937.
En 1936, une seconde unité est commandée en Allemagne et en France, dans les classes Bismarck et Richelieu, ce seront le Tirpitz et le Jean-Bart, mis sur cale respectivement en mai et en décembre.

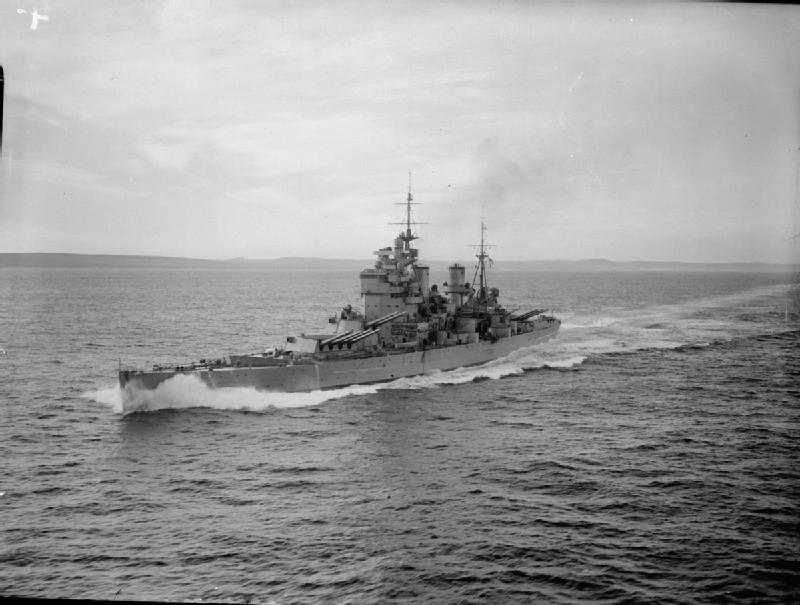
Le HMS King George V, au large de Scapa Flow.

Au Royaume-Uni, on décide, pour des raisons politiques, car cette diminution du calibre maximum avait été très appuyée par le gouvernement britannique, d'en rester à une artillerie de 356 mm pour les cinq cuirassés de ce qui sera la classe King George V, ce qui provoque une polémique avec les milieux conservateurs, et notamment Winston Churchill, qui ne peut admettre qu'on choisisse pour la Royal Navy, un calibre inférieur à celui adopté dans les autres marines européennes, et invoque le vieux Fisher qui avait coutume de dire : «La Marine britannique voyage toujours en première classe», d'autant que pour améliorer la protection on a dû remplacer la deuxième tourelle quadruple par une tourelle double. Aux États-Unis en revanche, on opte pour les deux cuirassés de la classe North Carolina pour un calibre de 406 mm (en) en trois tourelles triples, au lieu de 356 mm, en trois tourelles quadruples. Les premières unités de ces deux classes seront mises sur cale respectivement le 1er janvier 1937 et le 27 octobre 1937.

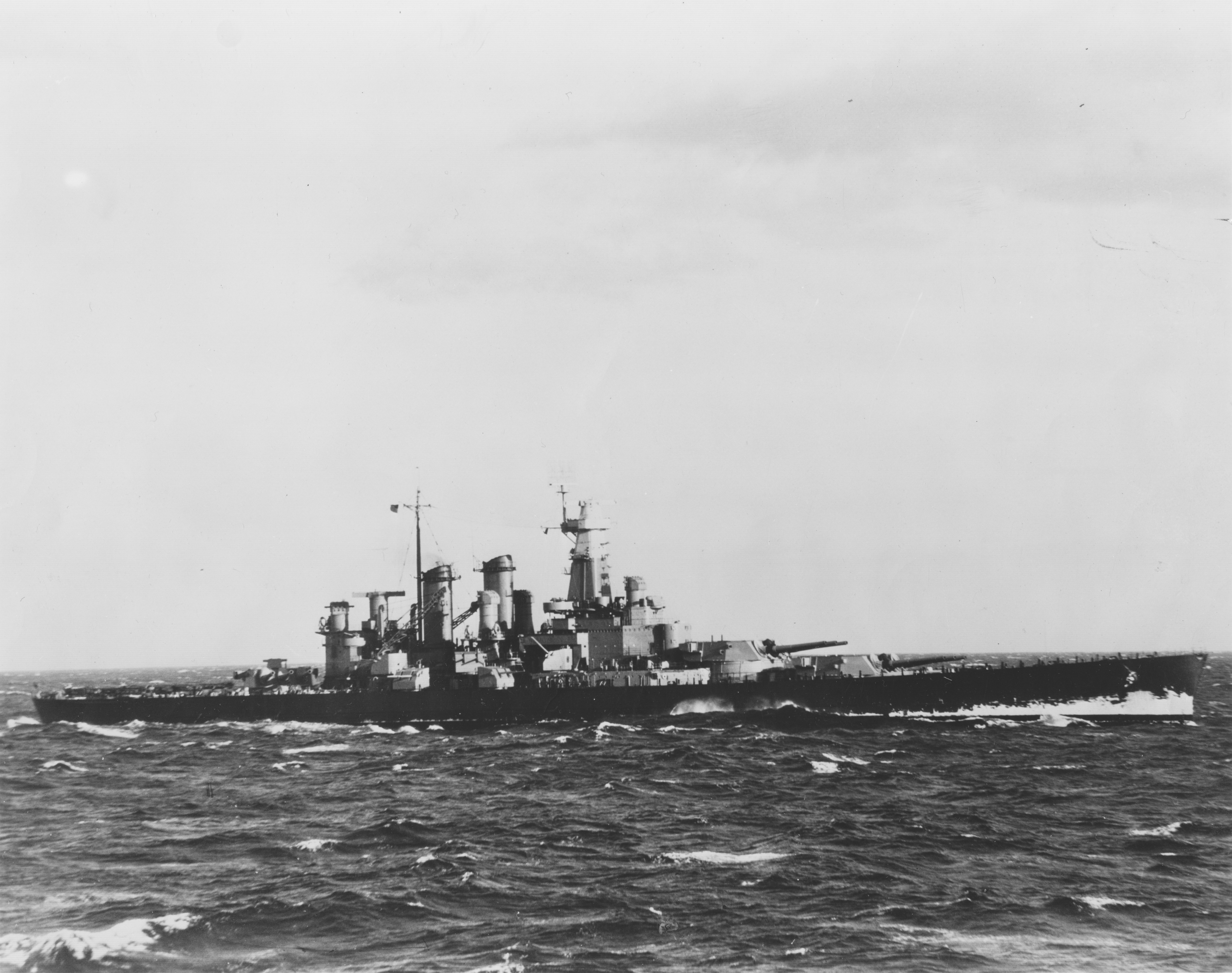
L'USS North Carolina en 1941.

Comme l'Italie décide, en 1937, de lancer en 1938 la construction de deux nouvelles unités de la classe Littorio, l'Amirauté française lance les études pour deux nouveaux cuirassés de la classe Richelieu, dont les plans, un peu différents des deux unités déjà en construction, en ce qui concerne la disposition de l'artillerie, seront approuvés en mars 1938, et le Clemenceau sera mis sur cale, dans le bassin du Salou, le jour même où le Richelieu y aura été mis en eau, le 17 janvier 1939.
Alors que le Japon refuse de donner la moindre indication sur ses intentions, en ce qui concerne ses constructions de cuirassés, les puissances signataires du traité naval de Londres de 1936, États-Unis, Royaume-Uni et France, s'accordent, le 30 juin 1938, sur la signature, d'un protocole portant à 45 000 tonnes et 406 mm les limites applicables au déplacement et au calibre des cuirassés. Toutefois, le Royaume-Uni indique qu'il n'a pas l'intention d'aller au-delà de 40 000 tonnes, et le ministre de la Marine français indique que la France respectera les limites de 35 000 tonnes et 380 mm, tant qu'une puissance européenne ne les aura pas dépassées.
Entre décembre 1938 et janvier 1939, les commandes sont passées aux États-Unis pour quatre nouveaux cuirassés, la classe South Dakota, très proches de la classe North Carolina, avec le même armement, la même vitesse, une protection améliorée, une silhouette plus ramassée, et une puissance un peu accrue pour atteindre la même vitesse, en raison d'un ratio longueur/largeur un peu plus faible. Leur mise sur cale interviendra entre le 5 juillet 1939 et le 1er février 1940, et leur construction durera entre 30 et 34 mois, grâce à la coopération entre les chantiers. Ce seront les derniers cuirassés de 35 000 tonnes construits.
La dernière classe qui sera mise en service par les puissances alliées pendant la guerre sera la classe Iowa, mise sur cale alors que la limite de déplacement des cuirassés aura été portée à 45 000 tonnes maximum, ce qui permettra de concilier une artillerie de neuf pièces de 406 mm et une vitesse de 33 nœuds, qui en fera les seuls cuirassés capables de naviguer de conserve avec les porte-avions d'attaque de la classe Essex. Quatre unités seulement, pour six prévues, seront construites.

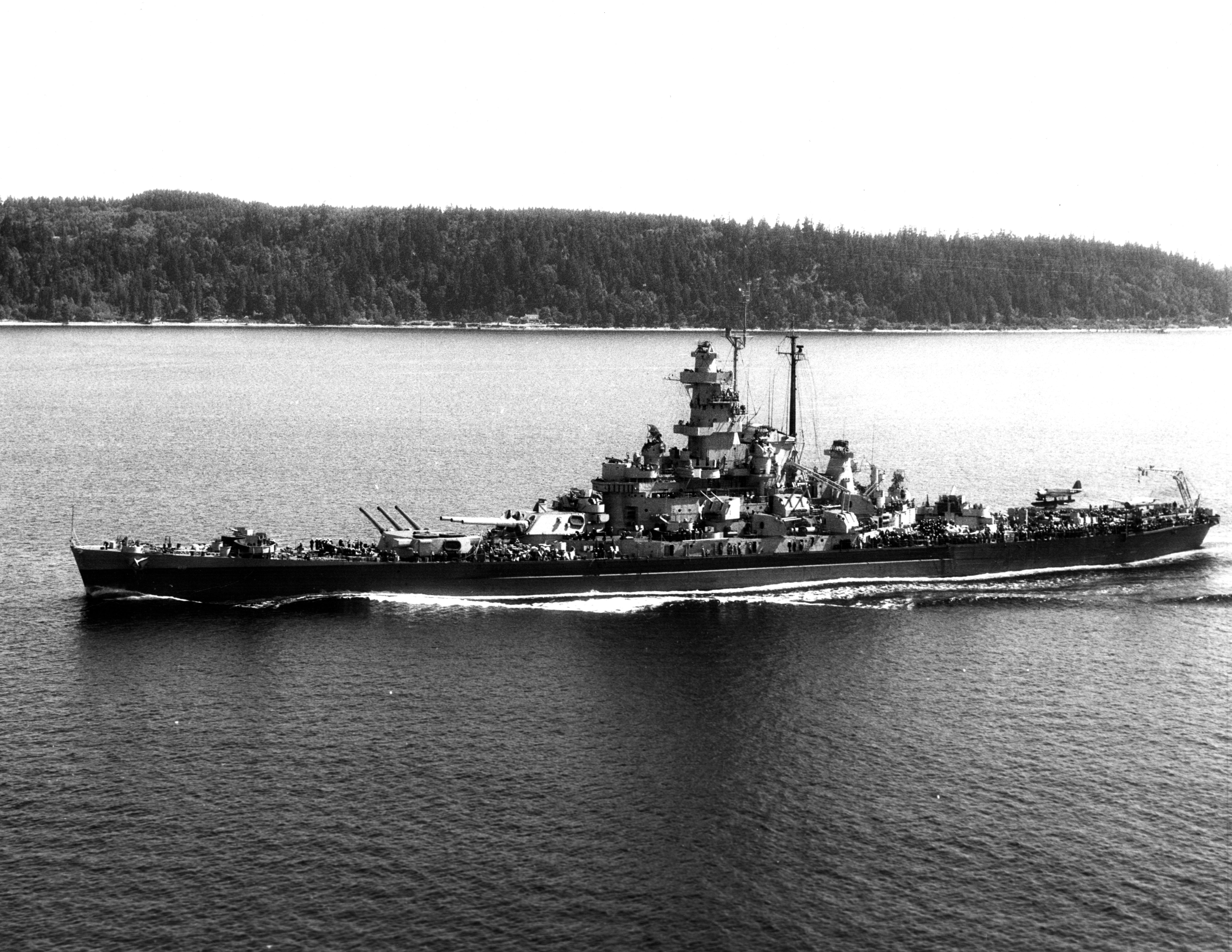
Vu ici en 1944, l', de la classe South Dakota a, pour sa première mission, couvert le débarquement du 8 novembre 1942, à Casablanca, où il a, à cette occasion, engagé le combat avec le Jean Bart, alors inachevé.

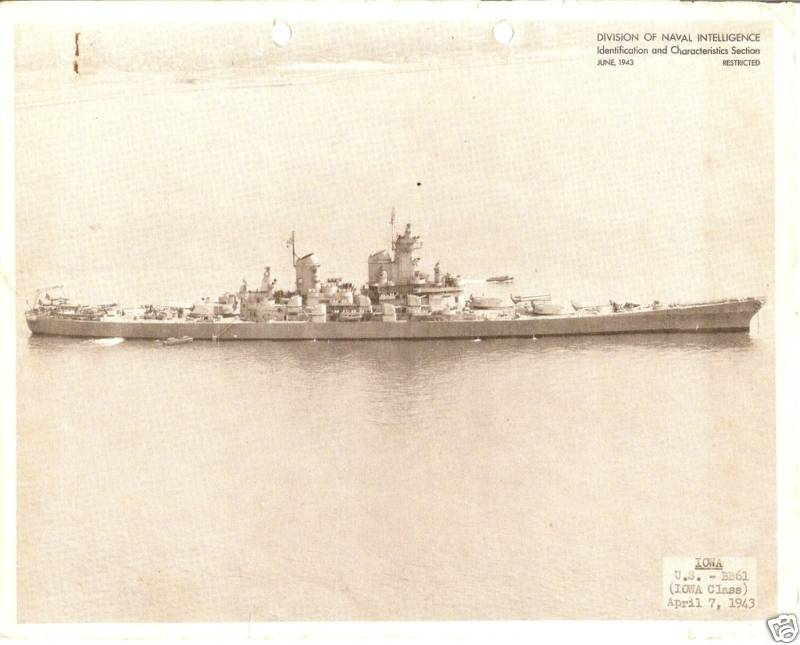
Les cuirassés de la classe Iowa connaitront près de cinquante ans de service, jusqu'au début des années 1990.

Avec un déplacement de 35 000 tonnes, il fallait choisir entre la puissance de l'artillerie, (neuf pièces de 406 mm, sur les cuirassés américains, ou 8 pièces de 380 mm en tourelles quadruples qui ne sont pas exemptes d'inconvénients, sur les cuirassés français), l'épaisseur du blindage de ceinture (de 325 mm à 356 mm), une vitesse de 29 à 32 nœuds. La Kriegsmarine a voulu avoir, sur la classe Bismarck, à la fois des tourelles de 380 mm doubles, des batteries anti-navires de douze pièces de 150 mm, et contre-avions de seize pièces de 105 mm, une cuirasse de 325 mm en aciers spéciaux et filer 30 nœuds, mais il est admis que le déplacement a dépassé 35 000 tonnes, au moment, il est vrai, où la limite était portée à 45 000 tonnes.
À titre indicatif, on trouvera ci-dessous, le devis de poids des classes des principaux cuirassés construits entre 1930 et 1943, hormis le Yamato.
| Parties constitutives du navire | Dunkerque | Richelieu | King George V | North Carolina | Iowa     | Scharnhorst | Bismarck | Littorio |
| ------------------------------- | --------- | --------- | ------------- | -------------- | -------- | ----------- | -------- | -------- |
| Coque                           | 9 778 t   | 12 982 t  | 14 965 t      | 11 023 t       | 13 500 t | 10 697 t    | 14 319 t | 15 219 t |
| Artillerie                      | 4 858 t   | 6 130 t   | 6 765 t       | 8 120 t        | 10 800 t | 5 121 t     | 7 453 t  | 6 569 t  |
| Blindage                        | 11 040 t  | 16 045 t  | 12 500 t      | 13 976 t       | 18 700 t | 14 006 t    | 17 256 t | 13 545 t |
| Machines                        | 2 214 t   | 2 865 t   | 2 700 t       | 1 881 t        | 2 500 t  | 2 578 t     | 2 756 t  | 2 405 t  |
| Déplacement « lège »            | 27 910 t  | 38 022 t  | 36 930 t      | 35 000 t       | 45 500 t | 32 402 t    | 41 784 t | 37 738 t |
| Combustible                     | 3 840 t   | 5 810 t   | 3 760 t       | 6 592 t        | 7 251 t  | 2 439 t     | 3 388 t  | 4 100 t  |
| Déplacement « normal »          | 31 730 t  | 43 832 t  | 40 990 t      | 41 592 t       | 52 751 t | 34 841 t    | 45 172 t | 41 838 t |

Dès juin-juillet 1939, la Royal Navy a mis sur cale les deux premiers cuirassés de la classe Lion, conçus comme des agrandissements de la classe King George V. Leur artillerie était prévue avec neuf canons de 16 pouces (406 mm) en trois tourelles triples, un blindage de ceinture de 16 pouces, une vitesse de 29 nœuds. Leur déplacement aurait atteint 43 000 tonnes. Leur construction fut suspendue dès octobre 1939 et arrêtée en novembre 1940. En juillet 1939, la Kriegsmarine mit sur cale deux cuirassés, la classe dite H 39 du Plan Z, armés de huit canons de 406 mm (en), en quatre tourelles doubles, qui auraient déplacé 55 000 tonnes. Leur construction fut arrêtée dès le début de la guerre. Le projet français de deux cuirassés (la classe Alsace) qui auraient constitué une amélioration de la classe Richelieu, avec neuf canons de 380 mm en trois tourelles triples, un déplacement de 40 000 tonnes et une vitesse de 31 nœuds, prévoyait des mises sur cale en 1941-42. Il n'y eut aucun commencement d'exécution.

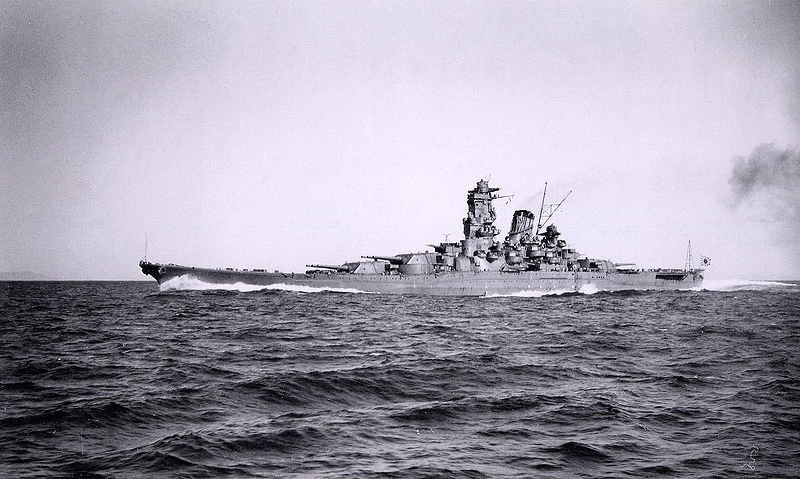
Le Yamato ici en essais, à l'automne 1941, aura été, avec son sister ship, le Musashi, le cuirassé ayant le plus lourd déplacement de l'histoire (72000 tonnes).

L'US Navy a prévu, pour succéder à la classe Iowa six cuirassés (la classe Montana) armés de douze canons de 406 mm, en quatre tourelles triples, filant 29 nœuds, avec un déplacement de 66 000 tonnes. Ils auraient été les premiers navires de guerre américains qui n'auraient pas pu emprunter le canal de Panama. Leur construction fut arrêtée en 1943, avant la mise sur cale, les capacités des chantiers navals devant être prioritairement consacrées aux porte-avions.
Ce déplacement était du même ordre de grandeur que celui des cuirassés japonais de la classe Yamato, conçus à partir de 1934 et construits dans le plus grand secret à partir de 1937, dans le but de surclasser tout cuirassé américain, avec l'idée que l'US Navy ne construirait pas de navires qui ne pourraient pas emprunter le canal de Panama. Ils étaient armés de neuf canons de 460 mm, la face avant des tourelles blindée à 650 mm, une ceinture cuirassée de 410 mm, un blindage horizontal atteignant 230 mm, pour les rendre insubmersibles au canon, avec une vitesse de 28 nœuds. Les deux premières unités furent mises en service en décembre 1941 et août 1942. Leurs caractéristiques et en particulier le calibre de leur artillerie principale et leur déplacement ne furent connus qu'après la guerre. Une troisième unité fut transformée en porte-avions et mise en service en novembre 1944. La quatrième unité ne fut pas achevée, et la cinquième ne fut pas mise sur cale.

Lignes du cuirassé España en 1923.

Au début de la guerre civile espagnole, la marine espagnole comprend deux petits Dreadnoughts, España et Jaime I. À ce moment, España est en réserve à la base de El Ferrol (nord-ouest) et tombe aux mains des nationalistes en juillet 1936. L'équipage du Jaime I tue ses officiers dans une mutinerie et rejoint la marine républicaine, équilibrant les forces navales. Cependant, la marine républicaine manque d'officiers expérimentés, et les cuirassés restent confinés à des rôles secondaires : blocus, escorte de convois, bombardement côtiers, mais peu de combats de surface. En avril 1937, España touche une mine et coule sans grandes pertes humaines ; en mai 1937, Jaime I est endommagé par une attaque aérienne nationaliste et un échouement. Au port pour réparations, le navire est à nouveau touché par plusieurs bombes lors d'attaques aériennes ; il est remorqué dans un port plus sûr, mais subit une explosion pendant le remorquage et coule, causant 300 morts. Plusieurs navires importants italiens et allemands participent au blocus. Le 29 mai 1937, deux avions républicains arrivent à bombarder le cuirassé de poche allemand Deutschland près d'Ibiza, causant de grands dommages et de nombreuses pertes humaines. L’Admiral Scheer réplique deux jours plus tard en bombardant Almería ; la destruction ainsi causée et l'« incident Deutschland » qui en résulte provoque la fin du soutien allemand et italien à la non-intervention.

### Seconde Guerre mondiale
Ce sont de vieux pré-Dreadnoughts allemands qui ont tiré les premiers obus de la Seconde Guerre mondiale, avec le bombardement de la garnison polonaise à Westerplatte ; la reddition japonaise a lieu à bord d'un cuirassé américain, le Missouri. Mais entre ces deux événements, il apparaît clairement que la Seconde Guerre mondiale ne fut pas, en matière de guerre navale, le temps des cuirassés avec des combats au canon, mais celui des avions et des sous marins avec des bombes et des torpilles.

#### Combats au canon entre cuirassés
Il n'y eut pratiquement pas de combats d'escadre, dont le but aurait été d'anéantir la flotte de l'ennemi. Il n'y en eut même qu'un, celui de Mers el-Kébir, le 3 juillet 1940, où la Force H britannique canonna quatre cuirassés français, dont un fut coulé et deux avariés. Encore ce combat n'opposa-t-il pas deux flottes en haute mer, l'un des adversaires étant surpris au mouillage. On a fait référence pour cette attaque au combat de Copenhague, en 1801, entre la flotte de l'amiral Hyde Parker et de Nelson contre les Danois. Mais Mers-el Kébir comporta deux autres enseignements, d'abord, le cuirassé Strasbourg, qui parvint à gagner la haute mer, ne fut ni rattrapé par le HMS Hood, ni ralenti par les avions torpilleurs du HMS Ark Royal, ensuite ceux-ci réussirent trois jours plus tard à mettre hors de combat pour le reste de sa carrière le cuirassé Dunkerque, déjà échoué.
Parmi les raisons de cette rareté des combats au canon, dans l'Atlantique, on doit citer les ordres stricts de l'Oberkommando der Marine pour qui l'objectif des commandants des forces de surface allemandes n'est pas la destruction des navires de guerre ennemis, mais l'attaque du trafic commercial et des convois de troupes alliés. L'amiral Lütjens, commandant de la Flotte et ayant sa marque sur le Bismarck, le 24 mai 1941, à qui certains reprochent de ne pas avoir poursuivi le combat contre le HMS Prince of Wales, après avoir coulé le HMS Hood, connaissait parfaitement les ordres du grand-amiral Raeder. Il avait été nommé au commandement de la Flotte, à la mi-juin 1940, après que son prédécesseur, l'amiral Marschall eut été désapprouvé, pour avoir, au cours de l'Opération Juno (début juin 1940), attaqué (et coulé au canon !) le porte-avions HMS Glorious, plutôt que d'aller attaquer Harstad et les convois d'évacuation des troupes franco-britanniques de Norvège. L'amiral Lütjens a ensuite suivi strictement ces instructions au cours de l'Opération Berlin (janvier-mars 1941), où il se refusa, par trois fois, à engager, avec le Gneisenau et le Scharnhorst, des cuirassés anglais (HMS Ramillies, HMS Malaya, et HMS Rodney) qui escortaient les convois qu'il avait repérés.
En Méditerranée, l'attitude des amiraux italiens commandant des cuirassés, qu'il s'agisse de l'amiral Campioni, à la bataille de Punta Stilo ou de l'amiral Iachino au début de la bataille de Matapan, a parfois semblé plus inspirée par le souci de pas prendre trop de mauvais coups, plutôt que de s'engager à la manière de l'amiral Beatty, ou de l'amiral Hipper, au Jutland.
Plusieurs combats au canon ont donc résulté du hasard, ou d'une erreur d'éclairage, voire d'une absence d'éclairage. La bataille du Rio de la Plata commença le 13 décembre 1939 parce que le commandant de l'Admiral Graf Spee ne s'était pas rendu compte qu'il avait affaire à un croiseur lourd et deux croiseurs légers. De même, au début de la campagne de Norvège, un bref engagement a eu lieu, le 9 avril 1940, entre le HMS Renown, et les cuirassés assurant la couverture éloignée du débarquement allemand, en pleine tempête. Après qu'un coup eut été mis au but sur le Gneisenau, le vice-amiral Lütjens, alors commandant de la Flotte par intérim, a profité du mauvais temps pour faire échapper son escadre. Si le porte-avions HMS Glorious a, le 8 juin 1940, été coulé au canon par des cuirassés allemands, c'est parce qu'il n'avait pas déployé de patrouille de couverture aérienne, et que la présence de navires ennemis ne lui avait pas été signalée, car ils avaient brouillé les émissions radio de leurs précédentes victimes.
Dans le Pacifique, l'U.S. Navy s'est vue privée de sa flotte cuirassée pendant près d'un an après Pearl Harbor, et a dû faire sans. Et quand elle a récupéré les premiers de ses dix cuirassés modernes, la distance à laquelle se livraient les combats l'a conduite naturellement à n'utiliser les cuirassés que dans des tâches d'escorte anti-aérienne, de couverture de convois de nuit et d'action contre la terre. Quant aux Japonais, ils n'ont tiré aucun bénéfice de ne pas avoir de cuirassés en face d'eux pendant un an,, et paradoxalement, il a fallu que leur force aviation embarquée n'ait à peu de chose près plus d'efficacité pour que soit exécutée, fin 1944, une opération, le plan Sho-Go, où leurs porte-avions ont eu un rôle de leurre, tandis que les cuirassés redevenaient leur principale force de frappe, opération qui a été près de réussir, s'il n'y avait eu le manque de pugnacité du commandant de la principale force de cuirassés.

#### Les combats de cuirassés autour des convois
Le rôle des navires de ligne n'a, de tout temps, pas été limité à destruction de la flotte de l'adversaire. Plusieurs combats ont été liés à la protection ou à l'attaque de convois, comme celui du Texel, livré par Jean Bart à la tête d'une escadre de cinq frégates, pour assurer le passage d'un convoi de navires chargés de grains venant de Norvège, ou un siècle plus tard, celui du 13 prairial an II, connu par les Britanniques comme le « Glorious First of June » livré et perdu par la flotte française, mais qui aura permis le passage du convoi de l'amiral Van Stabel, chargé de blé d'Amérique. Certes au XVIIIe siècle puis au début du XIXe siècle, la « guerre de course » a été souvent menée par des corsaires détenteurs de lettres de marque, mais après le traité de Paris de 1856, c'est aux croiseurs des flottes nationales qu'il a été réservé de la mener. La Kriegsmarine résolut d'y affecter des cuirassés.
Aussi, bon nombre d'engagements entre cuirassés ont eu, entre 1939 et 1944, pour enjeu l'attaque et la défense des convois, non seulement dans l'Atlantique, mais aussi en Méditerranée autour de Malte, dans l'Arctique, vers la Russie, dans le Pacifique autour de Guadalcanal.

##### Dans l'Atlantique et en Méditerranée (1939-1943)
Pendant « la drôle de guerre », les cuirassés rapides britanniques et français ont vainement cherché à intercepter les « cuirassés de poche » allemands (Admiral Graf Spee et Admiral Scheer) ou l'escadre Scharnhorst-Gneisenau, à l'automne 1939, après qu'elle eut coulé le croiseur auxiliaire HMS Rawalpindi. Ce fut finalement une escadre de croiseurs qui poussa l'Admiral Graf Spee à se réfugier à Montevideo, mais c'est l'intoxication du commandant Langsdorff par l'annonce de l'arrivée imminente d'une escadre comportant le Modèle:HMS Renown et le porte-avions HMS Ark Royal qui aboutit au sabordage du corsaire allemand.
On ne reviendra pas sur la sortie de l'escadre Scharnhorst-Gneisenau, en début juin 1940, pour attaquer les convois de troupes évacuées de Norvège, et qui se conclut par la perte du HMS Glorious et de son escorte coulés au canon. On observera seulement que, dans le Pas-de-Calais, au même moment, l'évacuation des troupes encerclées à Dunkerque, bien plus nombreuses qu'en Norvège, se faisait sans menace navale autre que celle des vedettes lance-torpilles (les Schnellboote), mais sous les bombes d'une Luftwaffe disposant d'une supériorité aérienne incontestable, car dans les eaux du Pas-de-Calais si proches des Îles britanniques, le Haut Commandement allemand n'envisageait pas d'aventurer de grandes unités.

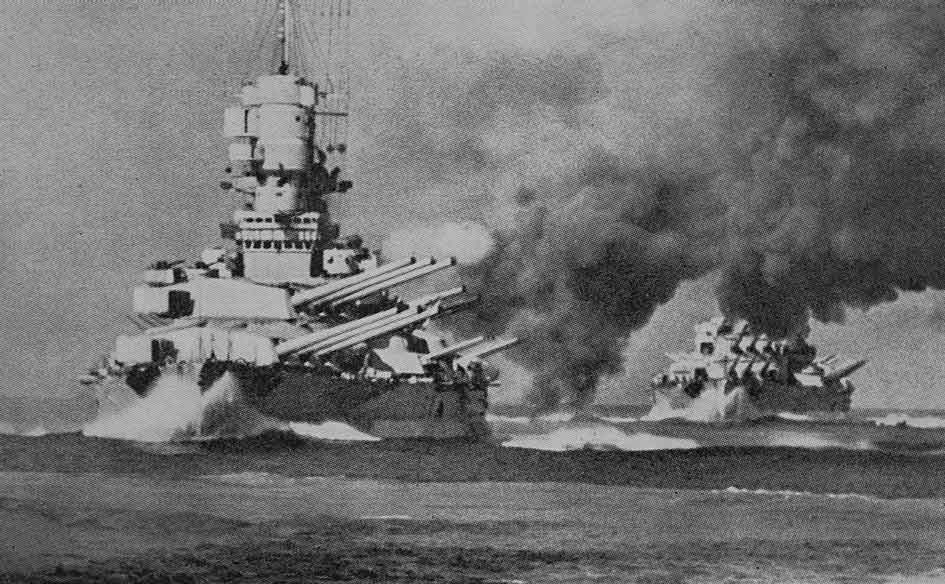
Le Vittorio Veneto à la bataille du cap Teulada, appelée bataille du cap Spartivento par les Britanniques.

Dès l'été 1940, la guerre en Méditerranée s'étend à la Libye et les Italiens doivent y renforcer leurs troupes en difficulté, tandis les Britanniques entendent installer une base solide à Malte. Les cuirassés vont donc sortir en appui de ces opérations. Mais début juillet, à la bataille de Punta Stilo, les deux flottes ne comptent que des cuirassés relativement légers pour les Italiens, ou anciens et lents pour les Britanniques, et les deux amiraux rompent le combat assez vite, après que le HMS Warspite a touché le Guilio Cesare. L'entrée en service en août des deux cuirassés modernes de la classe Littorio et du cuirassé modernisé Andrea Doria convainc l'amiral Andrew Cunningham de préparer une attaque aérienne surprise sur les cuirassés italiens au port, qui a lieu, le 11 novembre 1940, à Tarente. Fin novembre, à la bataille du cap Teulada, auquel participe le Vittorio Veneto, le résultat est à nouveau incertain, et Winston Churchill en conçoit une acrimonie certaine à l'égard de l'amiral Sommerville. Dans ces deux rencontres, ce sont les croiseurs qui ont été à la peine.
Fin janvier, l'amiral Lütjens réussit à faire passer ses deux cuirassés dans l'Atlantique, pour une campagne, l'Opération Berlin qui durera deux mois. Tout en évitant par trois fois d'engager les cuirassés escortant les convois anglais, il réussit à couler 22 navires, totalisant 116 000 tonneaux, mais ce sont principalement des navires revenant vides d'Europe, après que leurs convois se sont disloqués à l'approche des côtes américaines. Pour autant, une telle croisière n'est pas sans intérêt, pour les Allemands, en obligeant la Royal Navy à distraire ses cuirassés pour des escortes dans l'Atlantique, au moment précis où l'Afrika Korps doit franchir la Méditerranée.
Quelques jours après l'arrivée des navires de l'amiral Lütjens à Brest, Supermarina, le commandement supérieur de la Regia Marina, fit appareiller, à la demande pressante du Haut Commandement allemand, trois escadres comprenant le cuirassé Vittorio Veneto, huit croiseurs et leurs escortes, pour intercepter des convois de troupes britanniques évacuant la Grèce, sous la pression de la Wehrmacht. Averti, l'amiral Andrew Cunningham fit rappeler les convois et appareilla d'Alexandrie avec trois cuirassés anciens, dont deux modernisés, et le porte-avions HMS Formidable. Le Vittorio Veneto ayant pris sous son feu une escadre de croiseurs anglais au sud de la Crète (engagement de Gavdo), des attaques aériennes furent lancées depuis le HMS Formidable, qui permirent aux croiseurs de se dégager, endommagèrent le cuirassé italien en le ralentissant, et immobilisèrent un croiseur lourd. Les cuirassés anglais, qui se trouvaient alors à une centaine de kilomètres, ne parvinrent pas à portée de canon du Vittorio Veneto, mais dans un combat de nuit, le 29 mars 1941, au large du cap Matapan, ils surprirent et coulèrent trois croiseurs lourds. Cette bataille est caractéristique de la tactique britannique d'emploi du porte-avions contre le cuirassé à l'époque : il s'agit de l'atteindre lorsqu'il est hors de portée de canons, pour le ralentir et permettre le combat décisif, au canon.
Début avril, à Brest, le Gneisenau, malgré une flak intense, fut avarié pour six mois par une torpille lancée par un Bristol Beaufort, dont le pilote Kenneth Campbell reçut la Victoria Cross à titre posthume.

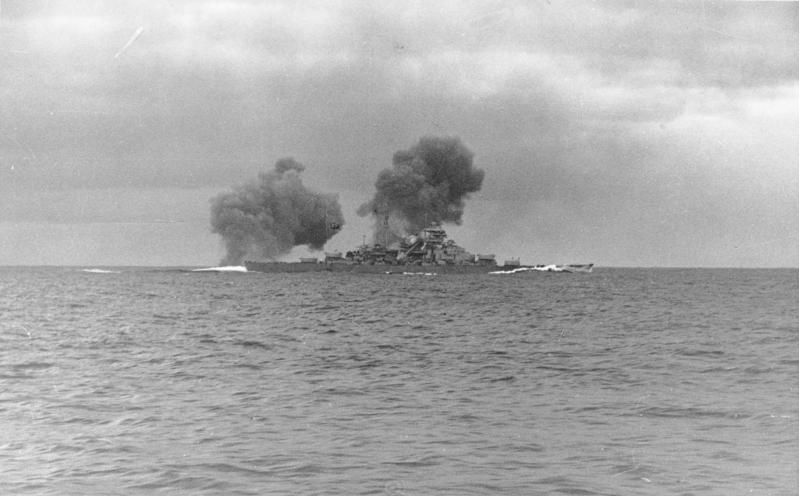
Le Bismarck vu du Prinz Eugen, dans le détroit de Danemark.

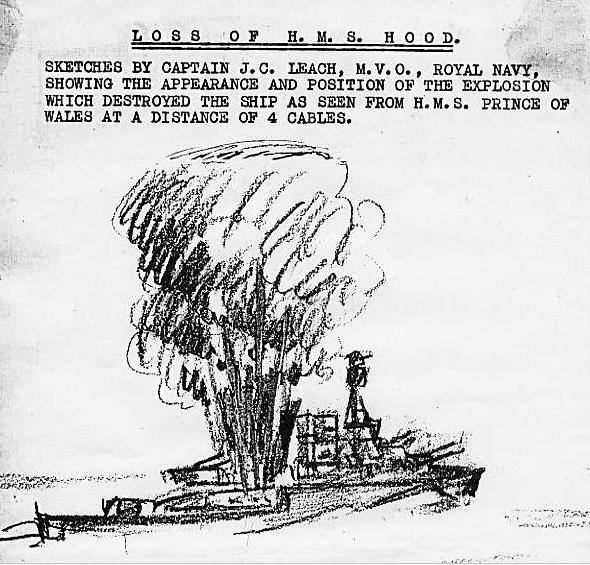
Dessin de l'explosion du, vue par le commandant du.

Fin mai, le Bismarck appareille de Gotenhafen, aujourd'hui Gdynia, portant la marque de l'amiral Lütjens, accompagné du croiseur lourd Prinz Eugen. Pour l'attaque des convois dans l'Atlantique, la menace est redoutable : le Bismarck est capable d'affronter les cuirassés d'escorte britanniques, tandis que le Prinz Eugen attaquera les transports. Prévenu que l'escadre allemande est à la mer, l'amiral Tovey, commandant la Home Fleet, envoie le grand cuirassé rapide HMS Hood et le cuirassé récent HMS Prince of Wales pour l'empêcher de passer dans l'Atlantique. Au cours de la rencontre qui a eu lieu, au matin du 24 mai 1941, dans le détroit de Danemark, entre le Groenland et l'Islande, le HMS Hood est coulé, par explosion de ses soutes, comme les croiseurs de bataille de l'amiral Beatty, au Jutland. Le HMS Prince of Wales, est endommagé et rompt le combat. Le Bismarck ne le poursuit pas et met le cap sur l'Atlantique. Une attaque d'avions torpilleurs du porte-avions HMS Victorious ne lui cause pas de dégâts, et sa trace est perdue. Repéré à nouveau par un avion de patrouille aérienne à longue distance, il est attaqué par les avions torpilleurs du HMS Ark Royal qui le rendent ingouvernable. Son artillerie et ses superstructures sont écrasées, le 27 mai 1941 au matin, par les cuirassés HMS King George V et HMS Rodney, mais on considère aujourd'hui qu'il n'a coulé que sabordé par son équipage. La tactique d'emploi des porte-avions a cependant, cette fois, été couronnée de succès.
En Méditerranée, les cuirassés italiens ne sont impliqués, dans la deuxième moitié de 1941, que dans la 1re bataille du golfe de Syrte, le 17 décembre 1941, où, participant à la couverture d'un convoi pour Tripoli, ils ouvrent le feu sur l'escorte d'un convoi d'Alexandrie vers Malte.

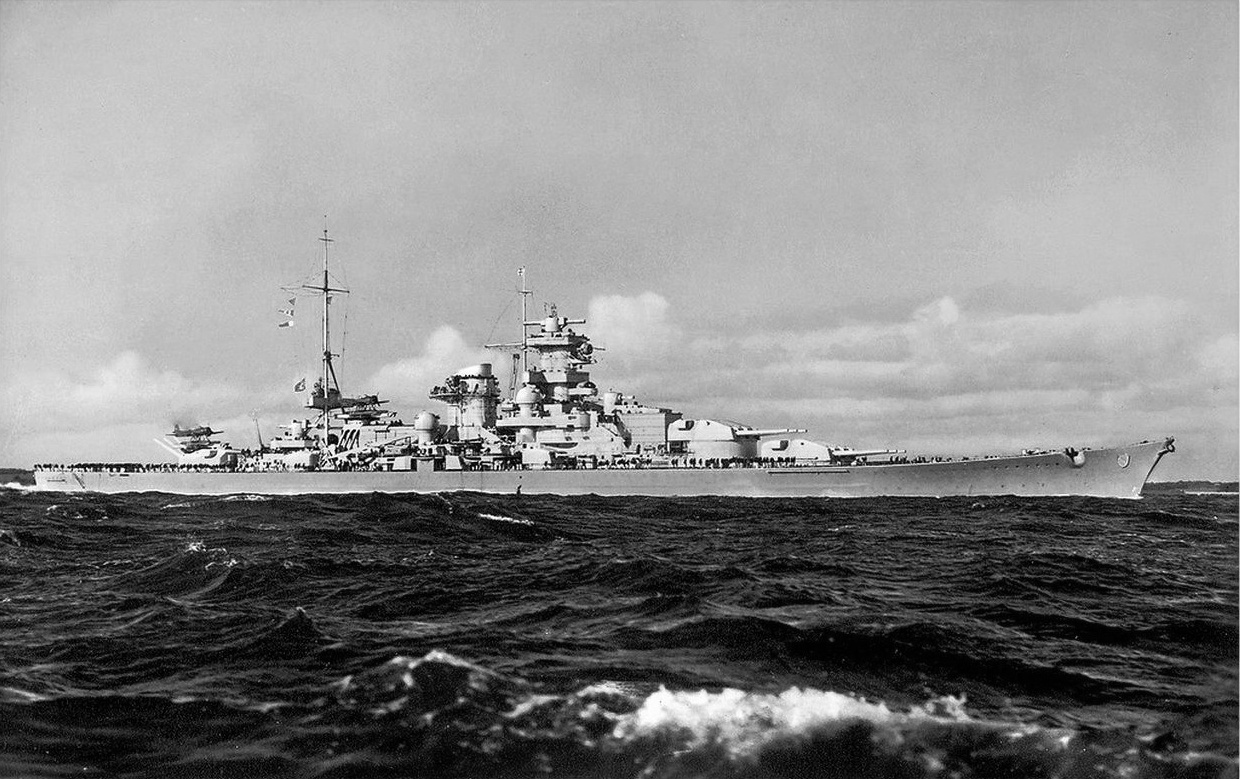
Pendant la guerre, le Scharnhorst a eu une étrave dite « atlantique » et le grand mat déplacé vers l'arrière pour avoir des installations d'aviation agrandies.

À Brest, pendant presque un an, le Scharnhorst et le Gneisenau sont constamment attaqués et avariés par la Royal Air Force. La décision est prise de les ramener en Allemagne par le Pas-de-Calais. Aux ordres de l'amiral Ciliax, l'opération Cerberus a lieu, le 12 février 1942, en plein jour, avec une importante couverture aérienne de la Luftwaffe, prenant par surprise les Britanniques. Les attaques aériennes, tant de la RAF que de la Royal Navy, sont infructueuses, et les cuirassés, ainsi que le Prinz Eugen, rallient Wilhelmshaven, sans autres dégâts que ceux provoqués par des mines. Mais ce raid au travers du Pas-de-Calais marque la fin de la présence de cuirassés allemands dans l'Atlantique. Toutefois, dans la crainte d'une sortie du Tirpitz, une attaque de commandos britanniques, fin mars 1942, a rendu inutilisable la Forme Joubert, à Saint-Nazaire, seul bassin de radoub capable d'accueillir un cuirassé de cette taille sur la côte atlantique, alors que le Tirpitz était déjà basé en Norvège.
La bataille de l'Atlantique va se poursuivre, mais contre les sous-marins, et sans cuirassés.
Au cours de l'année 1942, les engagements autour de Malte se multiplient, auxquels participent des cuirassés. La 2e bataille du golfe de Syrte a vu, le 22 mars 1942, l'amiral Vian réussir à faire passer un convoi d'Alexandrie à Malte malgré l'intervention du cuirassé Littorio. À la mi-juin, au cours de l'opération Vigorous, le même amiral Vian échoua à faire passer un autre convoi vers Malte, en raison de la menace du Littorio et du Vittorio Veneto, sans même qu'ils n'arrivent à portée de canon. En août, lors de l'opération Pedestal, cinq transports sur quatorze d'un convoi venant de Gibraltar parvinrent à Malte, escortés par deux cuirassés, HMS Nelson et HMS Rodney, trois porte-avions et sept croiseurs, et au prix de la perte du porte-avions HMS Eagle et du croiseur HMS Manchester, sans intervention cette fois des cuirassés italiens, retenus au port par la pénurie de combustible.

##### Dans l'Arctique et dans le Pacifique (1942-1945)
Mais depuis le 22 juin 1941, la guerre fait rage en URSS, et après l'attaque de Pearl Harbor, l'Allemagne a déclaré la guerre aux États-Unis. Ceux-ci ont dès lors contribué à renforcer l'armement de l'URSS, principalement par des convois de l'Arctique, d'abord à partir de l'Islande, ensuite à partir de l'Écosse, vers Arkhangelsk et Mourmansk.
Du côté allemand, le Tirpitz, mouillé dans des fjords de Norvège septentrionale dès le début de 1942, va jouer un rôle de « flotte de dissuasion » (“fleet in being”), immobilisant, par sa seule présence un dispositif important. Du côté des Alliés, la défense des convois s'organise. Au-delà de la défense immédiate assurée par des destroyers, voire des chalutiers armés, on trouve une défense rapprochée, assurée par des croiseurs, et une couverture éloignée, hors de portée de l'aviation allemande basée en Norvège, qui est le fait de cuirassés, américains pour certains dès 1942.

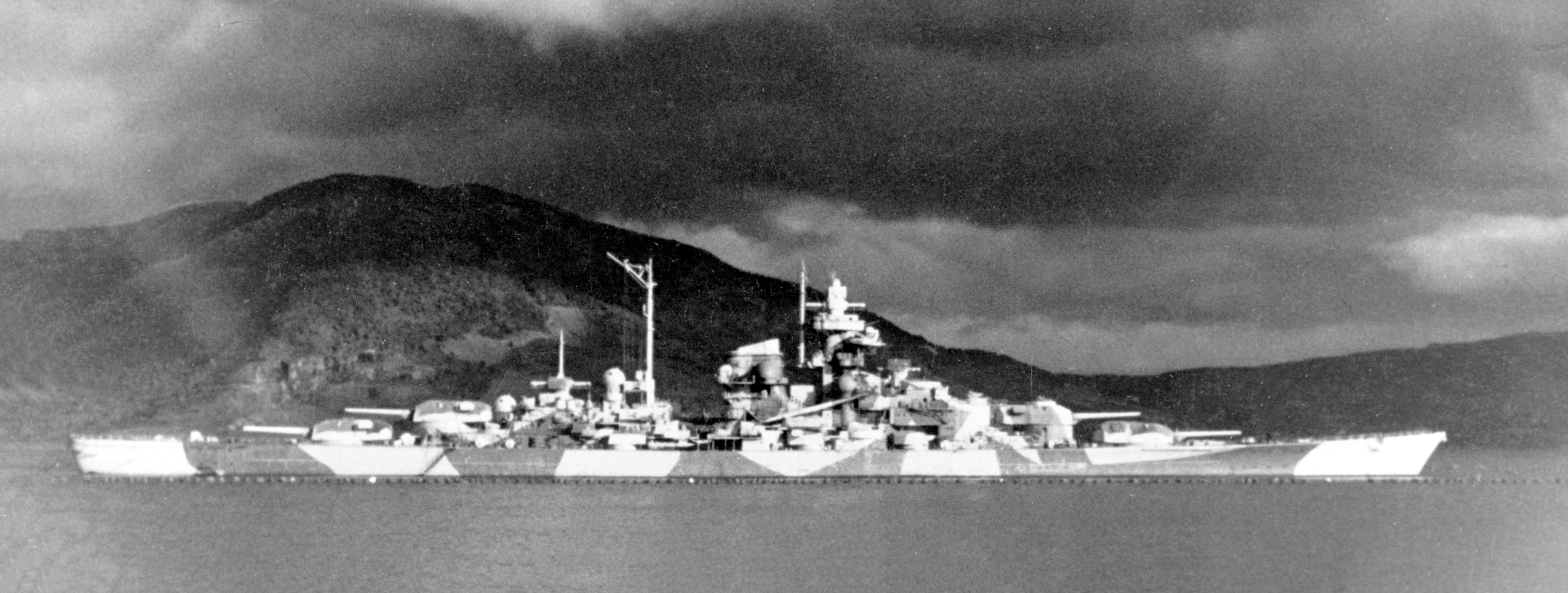
Le Tirpitz, à l'ancre dans l'Altafjord, derrière des filets pare-torpilles, en 1943-44.

En juillet 1942, une information selon laquelle les mouillages habituels du Tirpitz sont vides conduit à ordonner la dispersion du convoi PQ 17, entrainant la perte quasi totale des navires de transport du convoi, du fait de l'aviation et des sous-marins. C'est le plus grand succès allemand contre les convois de Russie, obtenu sans tirer un coup de canon de leur cuirassé le plus puissant.
Mais, le 31 décembre 1942, dans la mer de Barents, le « cuirassé de poche » Lützow, ex-Deutschland, et le croiseur lourd Hipper ne parviennent pas à arrêter le convoi JW 51B, dont l'escorte rapprochée est aux ordres du commandant St Vincent Sherbrooke, et les croiseurs d'escorte de l'amiral Burnett infligent des pertes aux destroyers allemands. La rage d'Hitler est terrible, il décide de ne plus utiliser ses grands navires de surface. Le grand-amiral Raeder est limogé et remplacé par l'amiral Dönitz, spécialiste des sous-marins, qui parviendra à faire revenir Hitler sur sa décision concernant les cuirassés et les croiseurs.
En juillet 1943, au cours de sa seule sortie notable, le Tirpitz participe à un raid contre le Spitzberg, détruisant une station météorologique.
Le 26 décembre 1943, au cours de l'attaque du convoi JW 55B, au large du Cap Nord, le Scharnhorst, ayant perdu l'usage de son radar et ralenti par les attaques de quatre destroyers, est coulé par le cuirassé HMS Duke of York, qui porte la marque du commandant de la Home Fleet, le vice-amiral Fraser.
Le Tirpitz, cuirassé solitaire, restera ensuite à l'ancre dans les fjords du grand Nord, en proie aux attaques britanniques, jusqu'à sa perte, mais la guerre des convois s'est développée dans un nouveau secteur, le Pacifique, vers lequel le cuirassé USS Washington est parti dès septembre 1942.
Les sept cuirassés qui étaient à Pearl Harbor ayant été coulés ou gravement avariés, l'US Navy a dû faire de six porte-avions d'attaque (les deux de la classe Lexington, les trois de la classe Yorktown et le porte-avions Wasp), son fer de lance pendant les grandes batailles du printemps 1942 (la bataille de la mer de Corail, et la bataille de Midway), et confier aux croiseurs la protection des opérations de renforcements à Guadalcanal. Trois cuirassés américains nouvellement construits ont été incorporés, à partir de l'été 1942, à la flotte du Pacifique, ce qui a renforcé considérablement sa puissance antiaérienne lors des batailles des Salomon orientales, et des îles Santa Cruz). Au terme de ces quatre batailles, où ont été perdus, des deux côtés, quatre porte-avions lourds sur six engagés, les Japonais ont été contraints à des opérations de nuit, pour amener leurs convois de troupes en renfort à Guadalcanal, ce que les Américains ont appelé le « Tokyo Express ». Pour assurer la couverture éloignée des attaques contre l'aérodrome d'Henderson Field la Marine Impériale japonaise a engagé parfois des cuirassés rapides de la classe Kongō, les cuirassés des classes Nagato et Yamato étant gardés en réserve par le commandant en chef de la flotte combinée, l'amiral Yamamoto, pour « la bataille décisive ».
Ainsi, à la bataille du Cap Espérance (12 octobre 1942), les croiseurs de l'amiral Scott réussirent à empêcher le bombardement par des croiseurs lourds de l'aérodrome construit pour soutenir les Marines à Guadalcanal. Un mois plus tard, la Marine Impériale monta une nouvelle opération, à laquelle participèrent les cuirassés Hiei et Kirishima. Le 12 novembre, a lieu autour de la petite île de Savo, une mêlée confuse, au cours de laquelle plusieurs croiseurs américains sont coulés ou très endommagés, les amiraux Callaghan et Scott sont tués, tandis que l'escadre japonaise se retire, ce qui coûtera son commandement à l'amiral Abe. Le Hiei, désemparé, dut finalement être achevé par ses destroyers d'escorte le 14 novembre.
Mais lorsque le lendemain, l'escadre japonaise revient à l'attaque, aux ordres de l'amiral Kondō, les cuirassés USS Washington et South Dakota, aux ordres de l'amiral Lee, ont été détachés en renfort. À nouveau s'engage, dans la nuit du 15 novembre 1942, une nouvelle mêlée confuse, où l'entrainement au combat de nuit donne l'avantage aux Japonais et le Kirishima, à la lumière des projecteurs, réussit presque à désemparer l'USS South Dakota. Mais la maîtrise du radar va donner à l'USS Washington un avantage décisif : en quelques minutes, le Kirishima est écrasé à coups de 406 mm. La première des deux batailles au canon entre cuirassés de la guerre du Pacifique est terminée.

#### Rôles des cuirassés lors de débarquements
Les opérations de débarquement ont aussi donné lieu à quelques combats de cuirassés notables.
Chronologiquement, la première couverture d'opération de débarquement ayant impliqué des cuirassés est le débarquement allemand en Norvège, avec l'accrochage qu'on a évoqué entre le HMS Renown et l'escadre de couverture éloignée allemande, le 9 avril 1940.

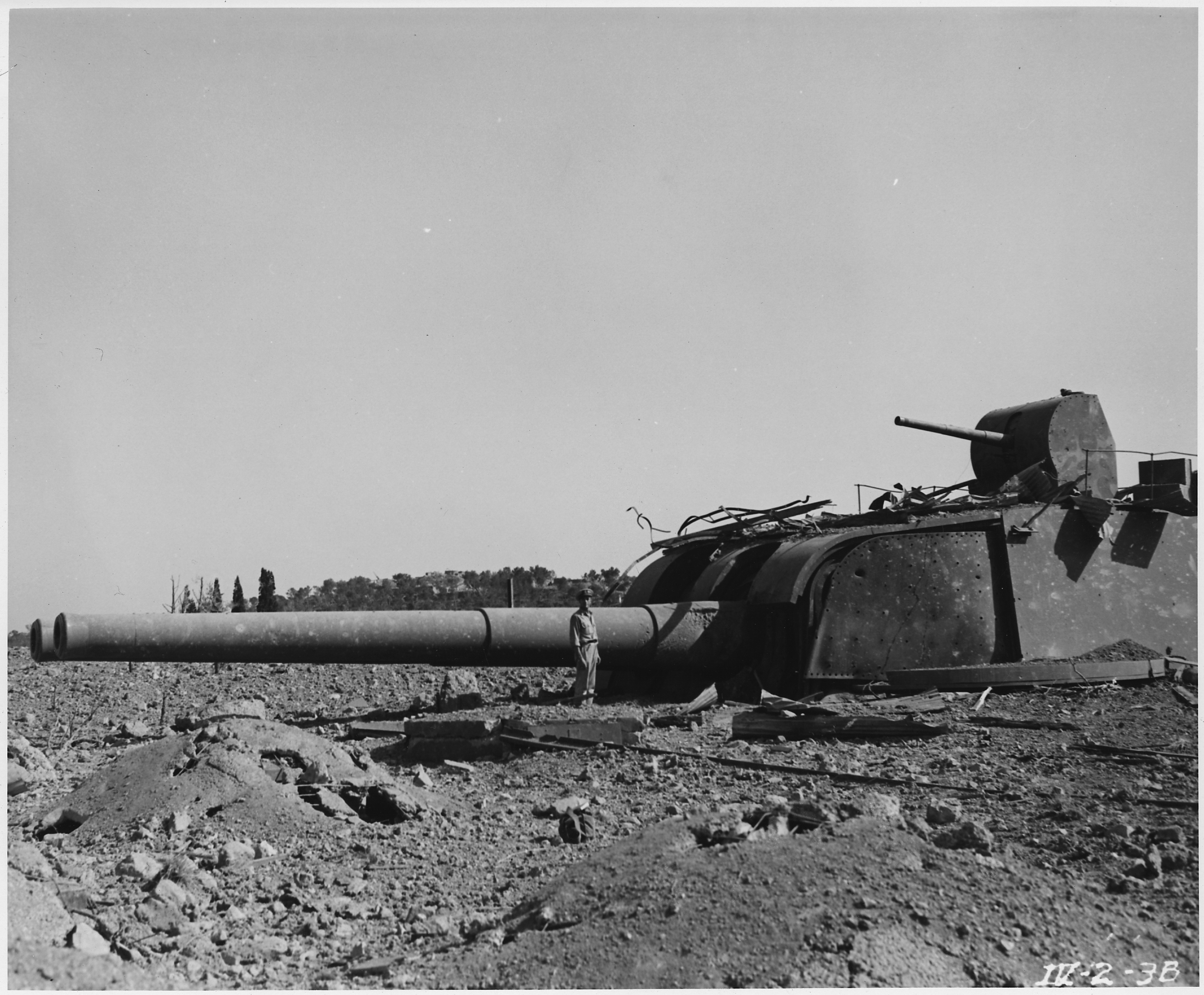
Tourelle C de 340 mm de la batterie de Cépet à Saint-Mandrier.

On peut ensuite évoquer le bombardement à Dakar, le 24 et 25 septembre 1940, du cuirassé français Richelieu par les cuirassés HMS Barham et HMS Resolution, bombardement qui se révéla assez décevant, sans résultat significatif, malgré 250 coups tirés. À Casablanca, le 8 novembre 1942, dans la brume, mais grâce à son radar, le cuirassé USS Massachusetts a mis sept coups au but sur le cuirassé français Jean Bart, inachevé et immobile à quai. Dans l'un et l'autre cas, les navires français étaient en situation de batteries flottantes.
Cas extrême, pendant la préparation de la libération de Toulon, après le débarquement de Provence du 15 août 1944, le cuirassé français Lorraine a bombardé la batterie côtière de Saint-Mandrier, commandant l'entrée de la rade de Toulon, batterie installée par les Allemands avec deux canons de 340 mm, relevés sur l'épave du cuirassé Provence, sister-ship de la Lorraine.
Mais le plus important combat de cuirassés à l'occasion d'un débarquement est celui du détroit de Surigao, dans la nuit du 24 au 25 octobre 1944, lorsque l'un des deux cuirassés de l'amiral Nishimura, le Yamashiro, a été coulé, par le Groupe d'Appui Feu de la VIIe Flotte, constitué de six cuirassés américains anciens, dont cinq avaient subi l'attaque de Pearl Harbour (West Virginia, Maryland, Tennessee, California, Pennsylvania et Mississippi), aux ordres de l'amiral Oldendorf. Ils lui ont « barré le T » et l'ont écrasé sous des tirs réglés au radar. L'autre cuirassé, le Fusō, avait été coulé auparavant par des attaques à la torpille de destroyers. Ce second combat de cuirassés de la guerre du Pacifique, mais a été aussi le dernier combat entre cuirassés de l'histoire.
Au cours de cette même bataille du Golfe de Leyte, la principale force de cuirassés japonais, comprenant le Yamato, le Nagato, le Kongō, et le Haruna, aux ordres de l'amiral Kurita avait pour mission d'attaquer les forces amphibies américaines qui avaient débarqué sur l'île de Leyte. Débouchant du détroit de San-Bernardino, au large de l'île de Samar, elle est parvenue à portée de canon des porte-avions d'escorte de la VIIe Flotte, chargés de la couverture aérienne du débarquements. Mais son attaque a été peu efficace, les obus de perforation des cuirassés japonais étant conçus pour exploser après avoir percé des cuirasses épaisses, mais pas les tôles comparativement légères des coques des porte-avions d'escorte. Son escadre assaillie par les bâtiments légers de l'escorte des porte-avions, et par les pilotes déchainés de leur aviation embarquée, l'amiral Kurita fit demi-tour sans être rattrapé par les cuirassés rapides USS Iowa et New Jersey, lancés à sa poursuite par l'amiral Halsey, qui s'était lancé avec sa IIIe Flotte à l'attaque des porte-avions japonais alors qu'ils n'avaient pratiquement plus d'avions ni de pilotes, depuis les pertes subies à la Bataille de la mer des Philippines. Ainsi le combat sur lequel on a beaucoup conjecturé, entre les plus puissants cuirassés américains et japonais, n'a pas eu lieu.

#### Actions des cuirassés contre des infrastructures à terre
La participation des cuirassés aux bombardements d'artillerie navale, contre des objectifs terrestres, ont été très fréquents. Mais il ne s'agit pas d'opérations du même type que celles qu'on a évoquées plus haut.
D'abord il s'agit de tirs contre des objectifs qui ont une position connue, sans qu'il soit nécessaire de procéder à des opérations de recherche ou d'éclairage, sans aucune nécessité de manœuvre préparatoire, et qui peuvent donc être menées par des navires soit incapables d'aller à la mer, comme le cuirassé russe Marat ex-Petropavlosk de la classe Gangut, échoué pendant le siège de Leningrad, soit hors d'âge comme le vieux cuirassé Courbet qui tira sur la Panzerdivision du général Rommel devant Cherbourg en juin 1940, avant de gagner Plymouth, soit avarié comme le HMS Warspite qui bombarda des positions allemandes à de nombreuses reprises, jusqu'à l'automne 1944, c'est-à-dire après qu'il eut été partiellement réparé après avoir sauté sur une mine magnétique au début de l'été 1944. C'est dire qu'employer des cuirassés rapides à du bombardement côtier pourrait sembler n'être qu'un pis-aller, dès lors que les cuirassés rapides n'avaient plus d'adversaires à leur mesure. Mais il faut reconnaitre que l'artillerie navale demeure jusqu'à 20 000 mètres d'une précision exceptionnelle, tout en expédiant des obus de près de 900 kilos, bien plus lourds que la plupart des bombes d'avions de l'époque.
Ensuite, les munitions utilisées pour ces actions contre la terre étaient des obus explosifs et non des obus de perforation. C'est parce qu'il n'avait pas reçu en dotation de munitions adéquates pour ce type de mission que le Richelieu ne fut pas intégré parmi les navires chargés des bombardements préparatoires au débarquement de Normandie, mais envoyé rejoindre l'Eastern Fleet dans l'Océan Indien. Encore s'est-on rendu compte après qu'il eut participé à des bombardements côtiers sur Surabaya, que ses obus, efficaces contre des objectifs en béton, avaient tendance à s'enterrer sans exploser lorsqu'ils touchaient le sol. Alors seulement, on passa commande d'obus explosifs de 380 mm à des entreprises britanniques, obus que le Richelieu et le Jean Bart reçurent en dotation, après-guerre. On a vu le problème posé aux cuirassés de l'amiral Kurita lorsqu'ils ont bombardé des porte-avions légers avec des obus de perforation dans le Golfe de Leyte. À la bataille de Guadalcanal, le Hiei a eu le problème en tirant sur des croiseurs lourds avec des obus explosifs destinés à bombarder l'aérodrome d'Henderson Field. Et c'est pourquoi les croiseurs sont généralement dotés d'obus dits « semi-perforants », plus polyvalents, en anglais « SAP ».

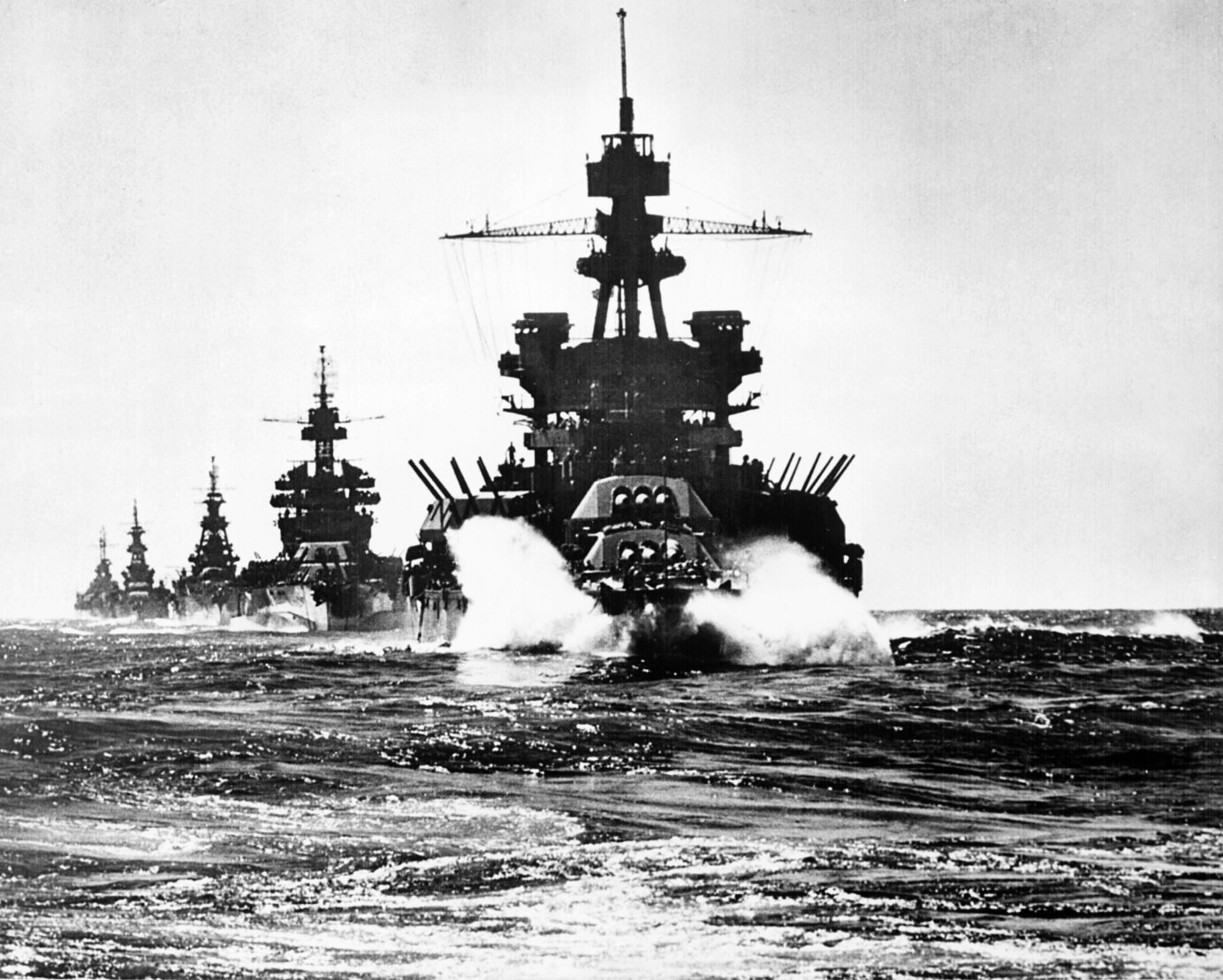
L' USS Pennsylvania suivi de l'USS Colorado et de croiseurs dans le golfe de Lingayen, aux Philippines, avant le débarquement de Luzon, en janvier 1945.

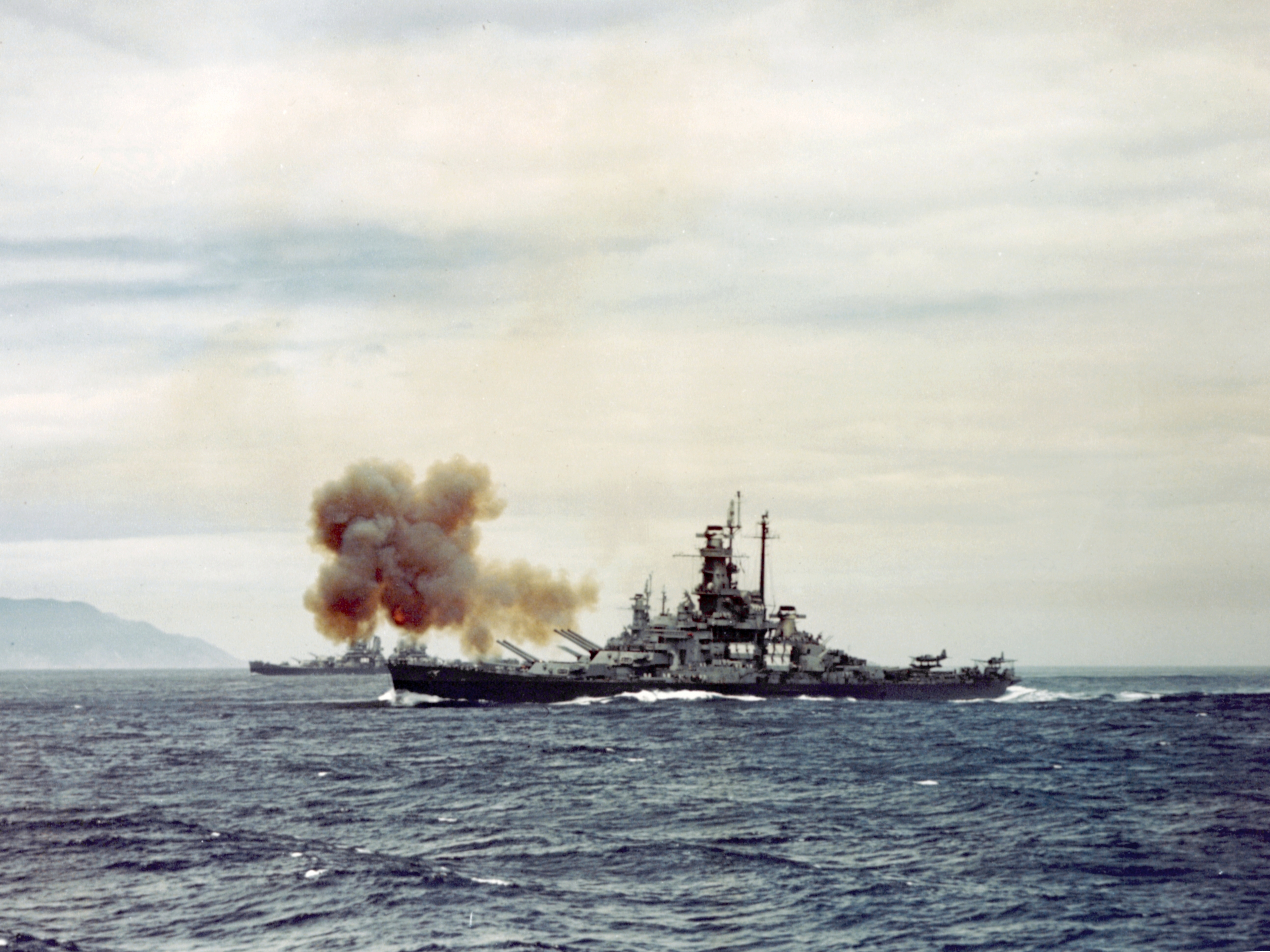
L'USS Indiana bombardant Kamaishi, dans le nord de l'île de Honsho, le 14 juillet 1945.

Cette utilisation des cuirassés commence avec les débarquements en Méditerranée de 1943, en Sicile, puis à Salerne. Leur action n'est pas seulement préparatoire aux débarquements, mais est aussi déterminante pour enrayer les contre-attaques lancées contre les premières vagues d'assaut, parfois avec des unités blindées. On trouve de nombreux cuirassés, pour la plupart anciens, qui ont soutenu les débarquements de France, en Normandie où pendant l'opération Neptune, le 6 juin 1944, six cuirassés appuient par leurs tirs les débarquements à terre, en Provence, en août 1944, et pour la libération des ports, Brest, Le Havre ou pour réduire les poches de résistance allemandes sur les côtes sur l'Atlantique.
Cette utilisation des cuirassés, dont on a vu aussi un exemple dans la bataille de Guadalcanal, avec les bombardements japonais sur Henderson Field, est aussi très fréquente de la part de l'US Navy, lors de l'avancée des Marines américains d'île en île dans le Pacifique Sud. On remarquera d'ailleurs que les cuirassés américains anciens qui ont effectué la plupart des bombardements préparatoires aux débarquements dans le Pacifique sur les îles Marshall, et les Mariannes, Palau et en particulier Peleliu, et après l'épisode du Golfe de Leyte, en 1945 aux débarquements de Lingayen, Iwo Jima et Okinawa ont été rattachés à un Groupe d'Appui Feu, qui faisaient partie des Forces Amphibies, alors que les cuirassés rapides, qui ont effectué des bombardements d'appui à des opérations à terre, sur la côte de Nouvelle-Guinée, ou des bombardements stratégiques contre le Japon en juillet-août 1945 sont restés attachés à la Task Force des Porte-avions rapides. Dans l'Océan Indien, l'Eastern Fleet de la Royal Navy, à laquelle a été rattaché le Richelieu, a procédé au début de l'été 1944 et au printemps 1945, à des bombardements au canon, contre Sabang, Surabaya, ou les îles Adaman, dont les aérodromes aux mains des Japonais menaçaient la progression des troupes britanniques de Malaisie vers Singapour.
Enfin fin juillet-début août 1945, les cuirassés américains les plus modernes vont bombarder des sites industriels travaillant pour l'armée, comme les aciéries de Kamaishi, sur les côtes des îles principales du Japon.

#### Les cuirassés face aux attaques sous-marines et aériennes
Les menaces principales auxquelles les cuirassés ont dû faire face pendant la Seconde Guerre mondiale ne sont pas venues de leurs similaires, mais des sous-marins et surtout de l'aviation.

##### La menace sous-marine
Le premier cuirassé coulé pendant la guerre, le HMS Royal Oak, a été torpillé, le 14 octobre 1939, par le sous marin U-47 (commandant Prien), dans la rade de Scapa Flow, dans les îles Orcades, au nord de l'Écosse. Le HMS Resolution a été avarié, le 25 septembre 1940, par le sous-marin français Béveziers, ce qui entraîna l'abandon de l'attaque contre Dakar. Le HMS Barham explosa, le 25 novembre 1941, après avoir reçu trois torpilles du sous-marin U-331, au large des côtes libyennes. Le 25 décembre 1943, le Yamato a été gravement endommagé par une torpille du sous-marin USS Skate. Le 29 mars 1944, le Musashi a été atteint par une torpille du sous-marin USS Tunny qui lui a infligé des dégâts suffisamment importants pour l'obliger à être réparé. Le cuirassé japonais Kongō a été coulé, le 21 novembre 1944, par le sous-marin USS Sealion, dans le détroit de Formose. Le Shinano, troisième unité de la classe Yamato, transformé en porte-avions, a été coulé, le 29 novembre 1944, dix jours après avoir été mis en service, par le sous-marin USS Archerfish.
Mais la menace sous-marine n'a pas toujours pris la forme des sous-marins classiques, comme ceux qui viennent d'être cités. Ont été aussi utilisés des sous-marins nains. Le HMS Ramillies fut sévèrement endommagé par un de ces sous-marins nains japonais, le 29 mai 1942, en baie de Diego-Suarez, à Madagascar. La Royal Navy utilisa six sous-marins nains, de la classe X, pour attaquer le Tirpitz, le 22 septembre 1943, dont deux réussirent à le mettre hors de combat jusqu'en avril 1944. Leurs commandants se virent attribuer la Victoria Cross.
Enfin la Regia Marina italienne, qui avait réussi à couler un cuirassé ex-austro-hongrois, fin octobre 1918, avec des nageurs de combat pilotant une torpille, constitua une flottille de Moyens d'ASaut, connue comme Decima MAS. Au cours des multiples opérations que la Decima MAS a menées pendant la guerre, elle a réussi, le 19 décembre 1941, en rade d'Alexandrie, à endommager les cuirassés HMS Queen Elizabeth et HMS Valiant, les mettant hors service pour plus d'un an.

#### La menace aérienne
Au début de la Seconde Guerre mondiale, la plupart des cuirassés embarquent de nombreux canons anti-aériens, souvent du même type que sur les plus petits navires (comme les canons légers Bofors 40 mm et les Oerlikon 20 mm sur les navires alliés) mais en plus grand nombre. Le développement du radar et du détonateur de proximité améliorent ces armes.
Durant l'entre-deux-guerres, les cuirassés, et notamment les Américains et les Britanniques, ont abandonné la casemate au profit des tourelles doubles de calibre 5 ou 6 pouces. L'artillerie secondaire est d'abord conçue pour repousser les destroyers et torpilleurs attaquant à grande vitesse, mais c'est la menace aérienne qui finit par préoccuper davantage les cuirassés, en particulier les bombardiers-torpilleurs. L'idée étant qu'un cuirassé ait peu de chances d'affronter en même temps des destroyers et des avions, et qu'avoir deux types de canons prendrait trop de place, des canons du même calibre sont employés face aux deux menaces. Cela permet aussi de simplifier l'approvisionnement de ces armes, la disposition du blindage, etc.
Le cuirassé de classe Nelson (qui incorpore plusieurs concepts du croiseur de bataille G3) est le premier navire à inclure une telle artillerie secondaire, utilisée à la fois contre des bâtiments de surface et les avions. Si ces canons ont une plus faible cadence de tir que les canons anti-aériens habituels, leur plus longue portée et leur plus grande puissance arrivent à toucher plus facilement les avions ennemis ; ils font leurs preuves face aux Kamikazes japonais à la fin de la Seconde Guerre mondiale. En tirant dans l'eau, ils créent aussi de grandes gerbes d'eau qui submergent les avions torpilleurs (qui volent au ras de la mer) sous des tonnes d'eau.
Les navires allemands en restent au format traditionnel : une artillerie secondaire anti-navires et une artillerie lourdes anti-aériennes. Le Bismarck possède par exemple une artillerie secondaire de douze canons de 150 mm et une autre de seize canons de 105 mm contre les menaces aériennes ; la première ne peut être tirée contre les avions faute de pouvoir atteindre une élévation suffisante. Cette disposition complique l'approvisionnement, prend plus de place et réduit la quantité de chacune des armes.
La marine impériale japonaise connait les mêmes problèmes que les Allemands : l'artillerie secondaires de ses cuirassés est trop lente pour suivre les avions. Les Japonais utilisent même les obus anti-aériens San Shiki (« obus type 3 »), sur leur croiseur lords et cuirassés tells que la classe Yamato (modèle 13 de 460 mm), pour les canons principaux : en théorie, ils auraient pu créer un tir de barrage contre les avions, bien qu'il semble que ça n'ait pas été un succès dans ce rôle, ayant tout de même eu un rôle lors d'opérations de bombardement côtier.
Les premières attaques aériennes subies par des cuirassés ont lieu dès la campagne de Norvège, où les Allemands se sont emparés très vite des aérodromes norvégiens. La Luftwaffe y a engagé des groupes de bombardement (Kampfgeschwader), spécialement entrainés à attaquer les navires, les KG 30 et 26, avec chacun une quarantaine d'appareils, Junkers 88 et Heinkel 111. La Home Fleet qui était à la mer, et qui allait intervenir pour empêcher le débarquement allemand dans tous les ports de la côte norvégienne d'Oslo à Narvik, a dû se rapprocher des côtes britanniques, pour se mettre à l'abri de l'aviation allemande, après que le HMS Rodney, navire amiral, a été touché par une bombe d'avion. Elle a opéré ensuite sous la protection des porte-avions, HMS Glorious, Furious et Ark Royal, dont à cette époque les avions étaient nettement moins performants que ceux de la Luftwaffe. Mais on l'a vu, les cuirassés allemands, d'avril à juin 1940, ne sont pas apparus en mer du Nord, donc la Home Fleet n'a pas eu besoin de leur opposer les siens. Ce sont les unités de rang inférieur, croiseurs, destroyers et transports de troupes qui ont été en première ligne. En tout cas, le cuirassé HMS Warspite a pu écraser le 13 avril 1940, les destroyers allemands se trouvant à Narvik, sans subir une attaque aérienne, et les cuirassés allemands, début juin, ont opéré sans que l'aviation terrestre ou l'aéronavale britannique interviennent.

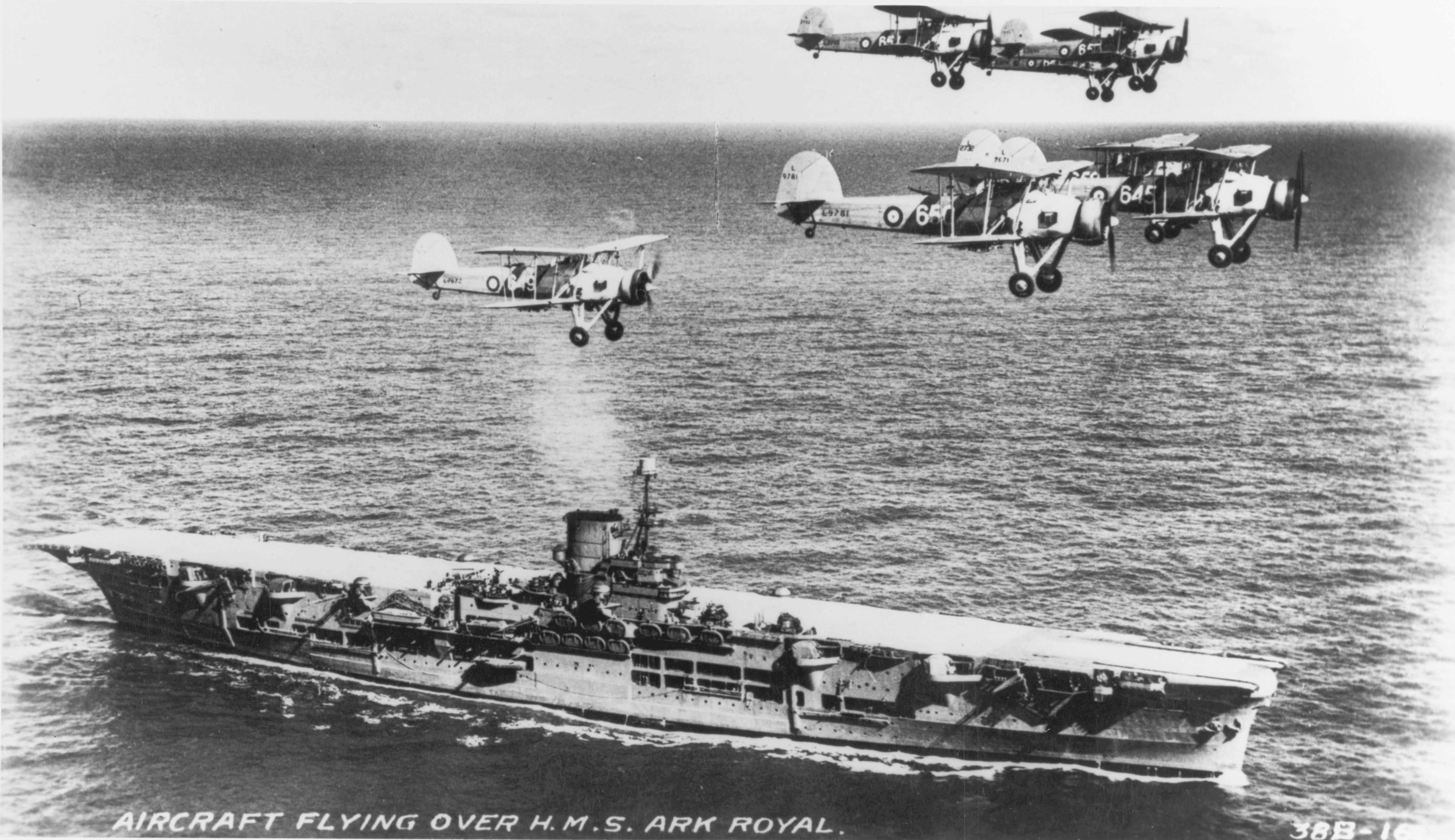
Le porte-avions HMS Ark Royal et ses Fairey Swordfish ont participé aux attaques de Mers-el Kébir et de Dakar, mais surtout ont réussi à rendre le Bismarck ingouvernable, le 26 mai 1941.

En fait, les premières attaques aériennes efficaces contre des cuirassés ont eu lieu, du fait des Britanniques, contre les Français, le 6 juillet 1940, à Mers-el Kébir, où les Fairey Swordfish du HMS Ark Royal ont achevé le travail commencé au canon, trois jours plus tôt sur le Dunkerque, et à Dakar, où, le 8 juillet, ceux du porte-avions HMS Hermes ont immobilisé le Richelieu pour deux ans et demi. Dans ces deux opérations, une cible était échouée et l'autre au mouillage.
C'est encore contre des navires à l'ancre, les cuirassés italiens, que les avions du HMS Illustrious ont mené l'attaque, le 11 novembre 1940, à Tarente, faute d'avoir pu le faire le 21 octobre, anniversaire de Trafalgar. Trois des six cuirassés italiens sont coulés ou très sérieusement avariés, et la Marine Impériale japonaise va demander au Haut Commandement allemand des renseignements sur cette opération pour s'en inspirer. On a aussi déjà évoqué le coup porté au Gneisenau, à l'ancre à Brest, en avril 1941.
Par trois fois, cependant, dans les premiers mois de 1941, la Royal Navy va lancer des attaques aériennes contre des cuirassés, on l'a déjà évoqué plus haut, à partir de porte-avions, mais cette fois en haute mer, pendant la bataille de Matapan, contre le Vittorio Veneto, et pendant la poursuite du Bismarck. Sauf la dernière attaque contre le Bismarck, où la chance a souri aux aviateurs de la Fleet Air Arm, les résultats n'avaient pas été décisifs. Il est vrai que toutes les attaques britanniques, y compris à Tarente, avaient été menées par des escadrilles d'avions obsolescents et en petit nombre. Ce sera encore le cas pour celle effectuée lorsque le Scharnhorst et le Gneisenau forcent le pas de Calais, en avril 1942. Le capitaine de corvette Eugene Esmonde (en) qui avait déjà mené la première attaque contre le Bismarck y perdra la vie. La Victoria Cross lui sera décernée à titre posthume.

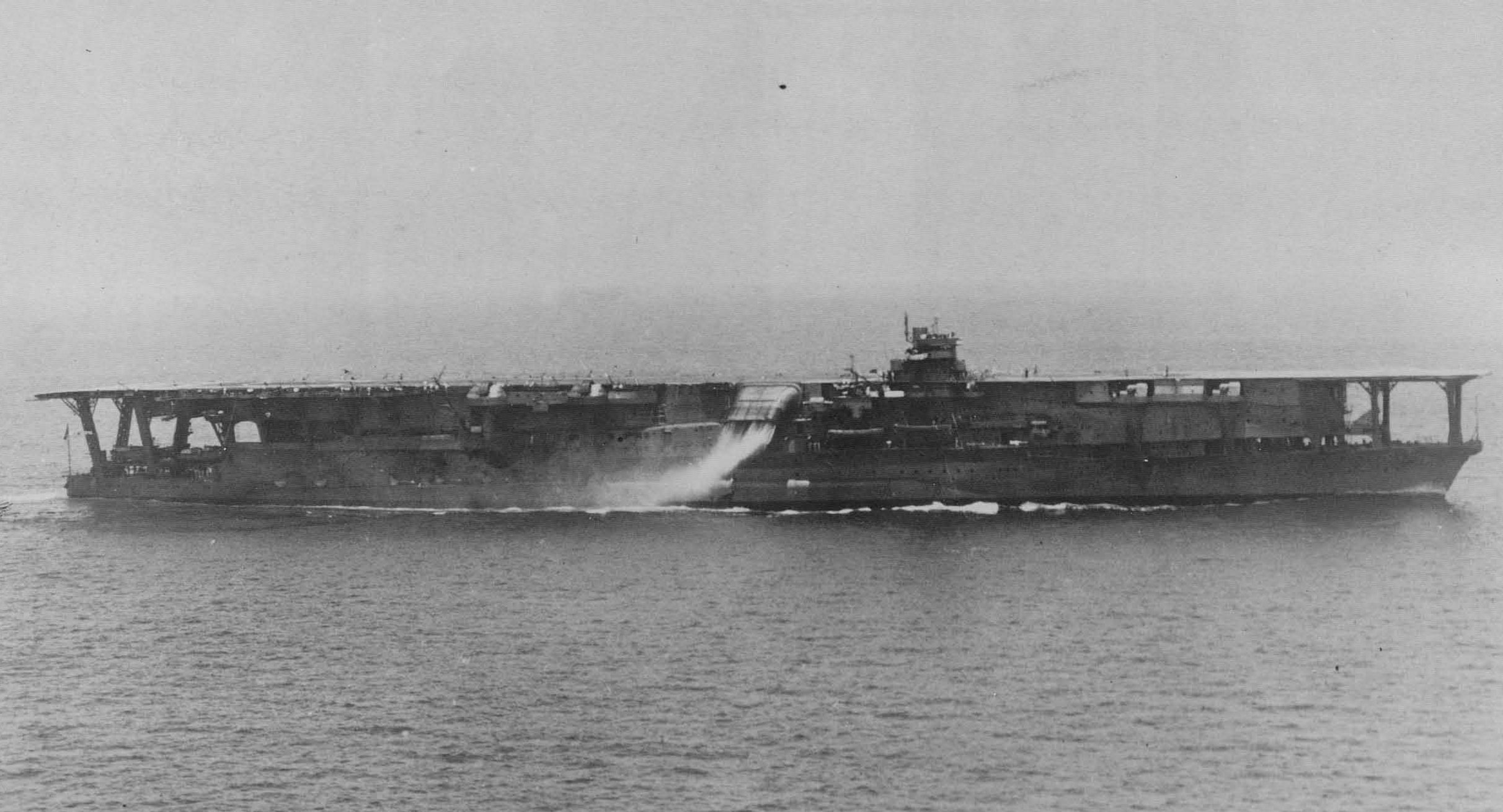
Le Kaga, porte-avions japonais construit sur une coque de cuirassé du Programme 8-8, a pris part à l'attaque de Pearl Harbour. Il a été coulé à Midway.

Mais les choses ont changé le 7 décembre 1941, quand plus de quatre cents avions décollant de six porte-avions d'escadre, aux ordres du vice-amiral Nagumo, ont attaqué les cuirassés de la flotte américaine du Pacifique, ancrés à Pearl Harbor. Ils en ont coulé deux et ont gravement avarié six autres, mais les pertes totales auraient été plus nombreuses, comme l'ont montré toutes les attaques précédentes contre des cuirassés au mouillage (de Mers-el Kébir à Tarante), si les navires avariés n'avaient pas coulé en eaux peu profondes.
Trois jours plus tard, le HMS Prince of Wales, qui a réchappé de la bataille du détroit de Danemark, et le HMS Repulse, croiseur de bataille peu modernisé, envoyés en Extrême-Orient pour impressionner les Japonais, sont coulés en haute mer, au large de Kuantan, en Malaisie, par une flotte d'avions partis des aérodromes d'Indochine française où les Japonais ont stationné des troupes après l'armistice franco-allemand de 1940. Certes les deux cuirassés auraient dû être accompagnés d'un porte-avions moderne, indisponible au dernier moment. Mais la supériorité japonaise est telle, à l'époque, que la présence du HMS Indomitable aurait pu ne pas suffire pour changer le cours des choses. En tout cas, après que le porte-avions HMS Hermes et deux croiseurs lourds ont été coulés, au sud de l'Inde, en mars 1942, par cinq des porte-avions japonais qui avaient opéré contre Pearl Harbor, l'amiral Somerville, commandant l'Eastern Fleet, a préféré retirer ses cuirassés anciens dans l'ouest de l'océan Indien.
L'attaque sur le HMS Prince of Wales en 1941 démontre plusieurs choses :
1. même les plus modernes des cuirassés sont vulnérables face aux avions ;
2. la puissance de l'aéronautique navale était la clé de la victoire ;
3. c'est la patrouille aérienne qui se révèle être la meilleure forme de protection dans ce cas.

Toutefois, les cuirassés rapides arrivent aussi à se défendre honorablement et à repousser les avions ennemis qui auraient traversé la couverture aérienne. Le North Carolina et le South Dakota le prouvent à la bataille des Salomon orientales ainsi qu'à celle des îles Santa Cruz : le North Carolina abat entre 7 et 14 avions tandis que le South Dakota en abat 26 à 32. Avec trop peu d'avions pour obtenir une couverture aérienne efficace, la présence de ces cuirassés reste indispensable.

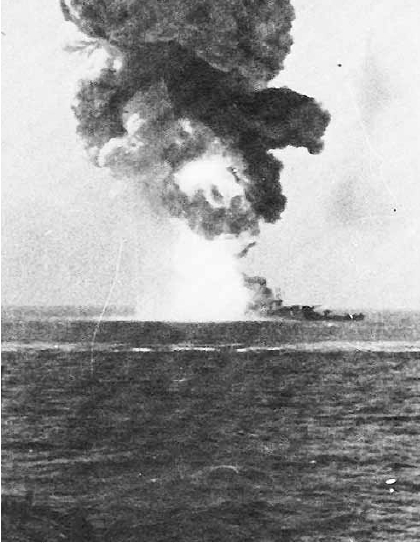
Sa seconde tourelle de 381 mm touchée par une bombe planante radioguidée, le Roma explose, le 9 septembre 1943.

Grâce à la force de l'industrie d'armement américaine, plus de quinze porte-avions d'escadre, déplaçant plus de 400 000 tonnes vont être lancés dans la bataille entre décembre 1942 et décembre 1944. Dans les combats navals se déroulant avec plusieurs centaines de kilomètres entre les flottes opposées, l'avion supplante le canon, comme le canon a supplanté l'éperon, soixante-dix ans plus tôt, et l'emploi des cuirassés se réduit à l'escorte anti-aérienne, à la couverture des opérations de débarquements et aux actions de bombardements contre la terre, comme on l'a vu plus haut.
La palme de l'efficacité revient alors aux avions torpilleurs et aux bombardiers en piqué embarqués au détriment des bombardiers de haute altitude. Le 9 septembre 1943, cependant, en Méditerranée, grâce à leurs nouvelles bombes planantes radioguidées Fritz X, les aviateurs de la Luftwaffe ont coulé, au nord-ouest de la Sardaigne, le plus récent des cuirassés italiens, le Roma, et avarié le Littorio, rebaptisé Italia, après la destitution de Mussolini. Quelques jours plus tard, c'est le HMS Warspite qui sera durement touché, devant Salerne. Mais le brouillage du radioguidage permettra de réduire la dangerosité de cette nouvelle arme.

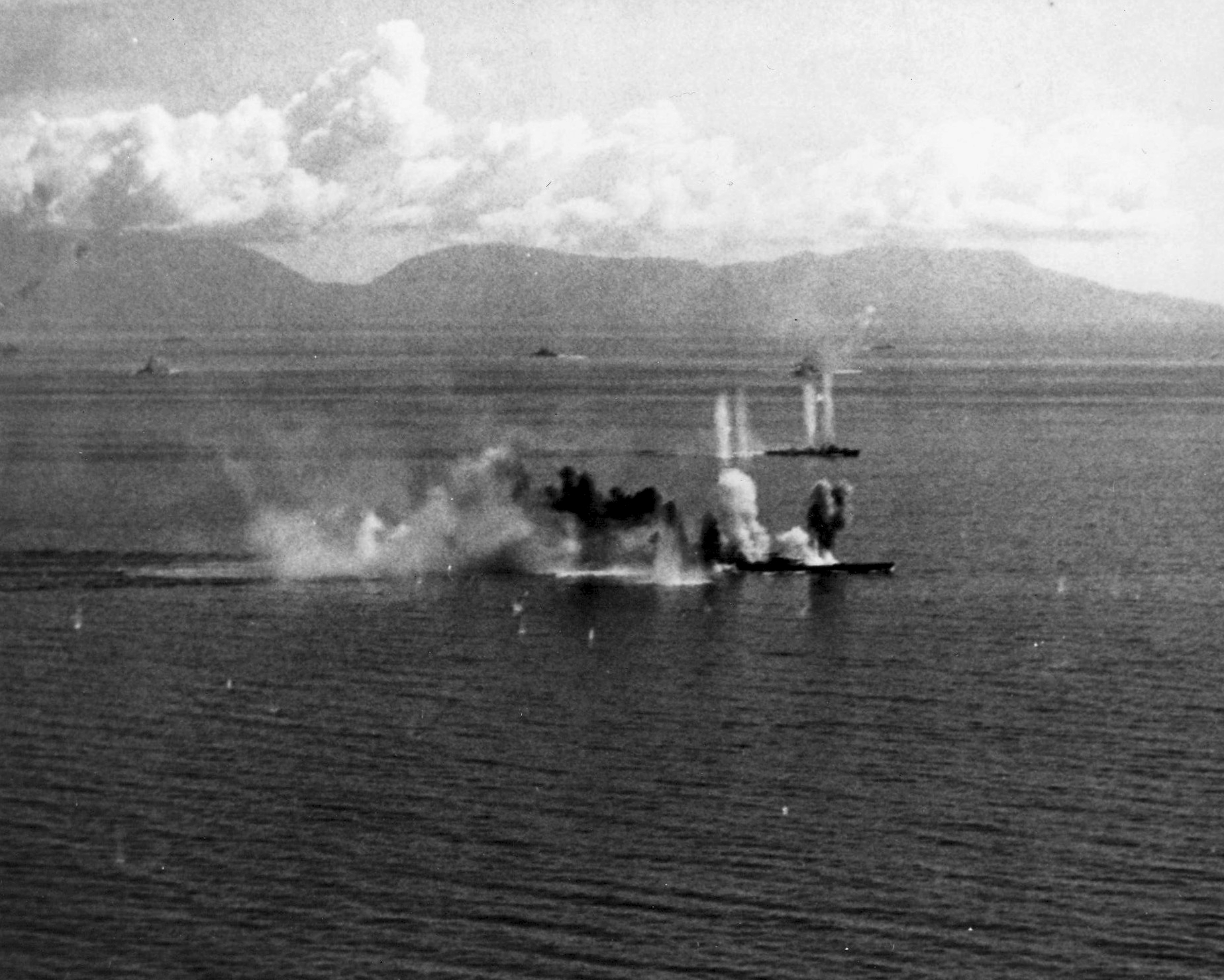
Le Musashi attaqué par les avions de la 3e Flotte US qui vont le couler dans la mer de Subuyan, le 24 octobre 1944.

La preuve sera faite cependant, le 24 octobre 1944, lorsque le cuirassé de 72 000 tonnes Musashi sera envoyé par le fond en mer de Subuyan, après avoir reçu 17 bombes et 19 torpilles des avions des porte-avions USS Essex, Franklin et Intrepid de la 3e Flotte américaine qu'il n'y a pas de cuirassé insubmersible face à l'aviation embarquée.
En Norvège, la Fleet Air Arm a lancé ses flottilles embarquées de Barracudas armés de bombes perforantes de plus de 700 kg, à l'assaut du Tirpitz, au cours de l'opération Tungsten en avril 1944, mais la relativement faible efficacité de ces attaques conduit à faire intervenir la Royal Air Force et ses bombardiers quadrimoteurs chargés de bombes Tallboy de cinq tonnes. Le cuirassé gravement endommagé, immobilisé, chavira finalement le 12 novembre 1944. Si son sister-ship, le Bismarck, n'a pas pu être coulé à coups de canon, le Tirpitz a été coulé par l'attaque de trente-deux bombardiers stratégiques, partis d'aérodromes soviétiques proches.
En 1944, l'amiral Raymond A. Spruance réarrange la disposition des forces : la première ligne de défense est une patrouille aérienne de combat, dirigée par radar ; si un attaquant la pénètre, il doit faire face à un tir anti-aérien depuis une ligne de croiseurs et de cuirassés. Durant la bataille de la mer des Philippines, les pertes japonaises sont si élevées que leurs avions n'arrivent à infliger aucun dommage à leur cible, les porte-avions. Le rapport de force a cependant considérablement changé depuis 1942, les pilotes américains étant plus expérimentés et les navires plus récents.
Fin 1944-début 1945, les attaques aériennes suicides des kamikaze, pour impressionnantes qu'elles aient été, ont montré la capacité de résistance des cuirassés, tant active avec leur puissante artillerie anti-aérienne, que passive avec leur blindage imposant : aucun cuirassé n'a été perdu de leur fait.
En avril 1945, le Yamato a connu au large d'Okinawa le sort du Musashi. Et en juillet 1945, l'amiral King, Commandant en Chef de la Flotte des États-Unis, a mis un point d'honneur à ce que les derniers cuirassés japonais à flot fussent écrasés au port par les avions de la Force Opérationnelle des Porte-avions rapides (Fast Carrier Task Force). Seul aura échappé au naufrage le Nagato, pour finir bateau-cible d'une explosion atomique à Bikini.

### Batailles soviétiques et finlandaises

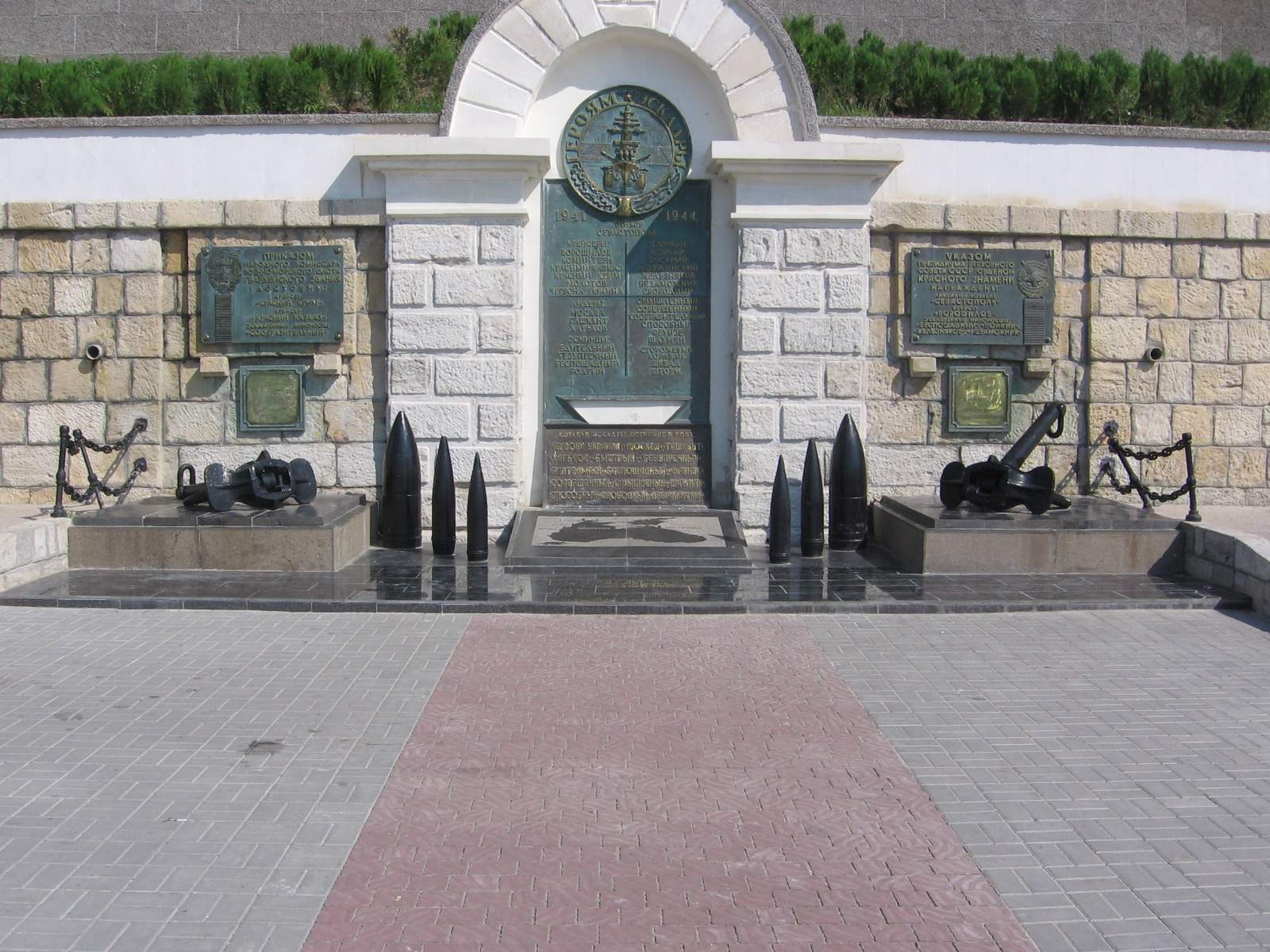
Monument aux héros de l'escadre russe de la mer Noire, 1941-1944, figurant le navire Sébastopol (en haut, au centre).

Durant la guerre d'Hiver, les cuirassés soviétiques Marat et Oktyabrskaya Revolutsiya essayent à plusieurs reprises de neutraliser les batteries côtières finlandaises afin de renforcer le blocus naval. Ils n'infligent toutefois que peu de dommages ; les Finlandais répliquent et touchent au moins une fois le Marat. Pendant l'assaut allemand en Union soviétique, les cuirassés soviétiques servent à escorter les convois pendant l'évacuation de Tallinn, et sont aussi utilisés comme batteries flottantes pendant le siège de Léningrad. Les champs de mines allemands et finlandais ainsi que les filets sous-marins restreignent le trafic soviétique dans le golfe de Finlande, obligeant les plus gros navires à rester au port,. Le Marat est finalement coulé au mouillage par un Stuka allemand piloté par Hans-Ulrich Rudel le 23 septembre 1944. L'épave continue à servir de batterie flottante pendant le reste du siège. Le Marat est renfloué plus tard, et les deux cuirassés restent au service jusque dans les années 1950.

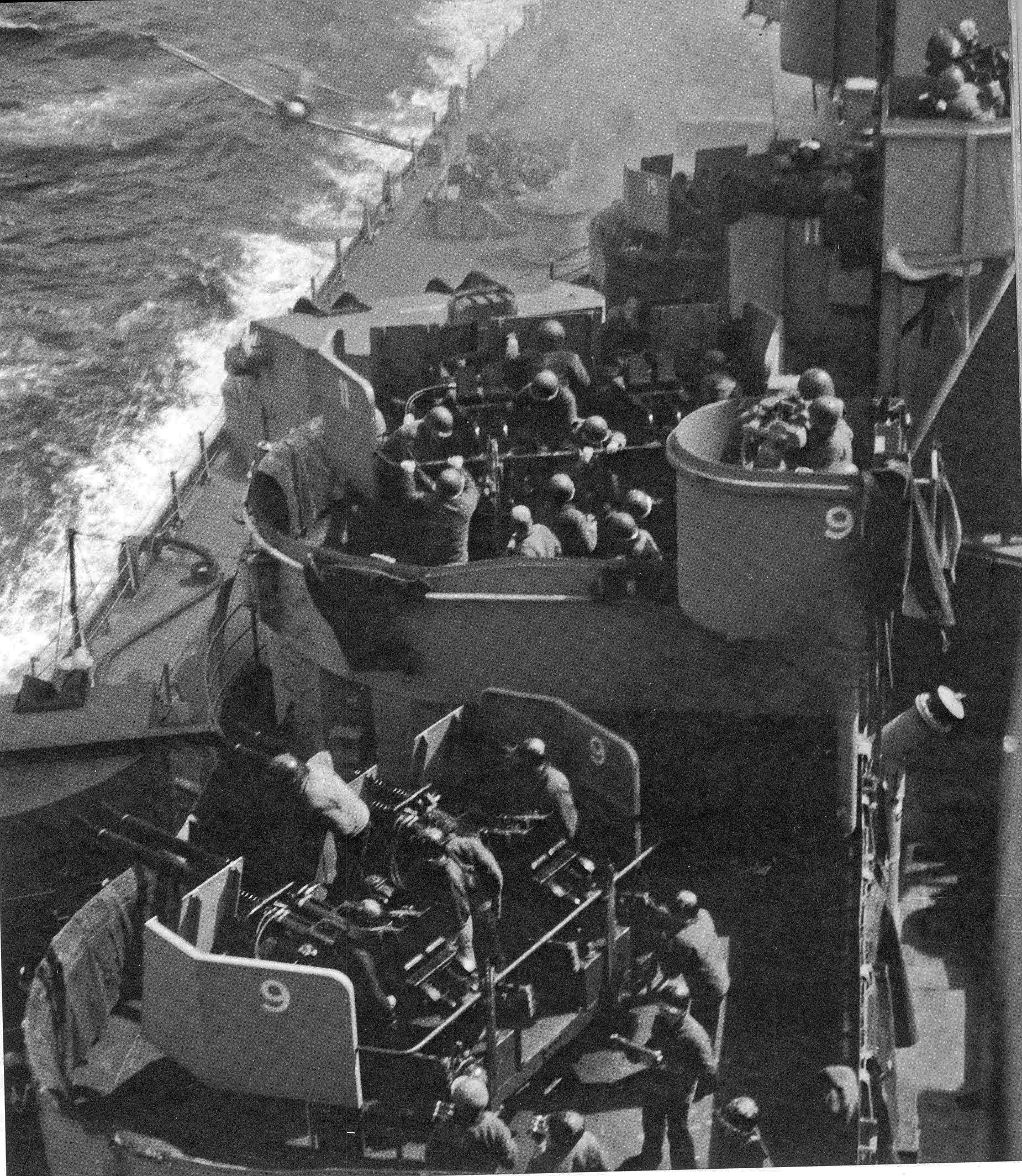
Un Kamikaze dans un Zero, juste avant qu'il ne touche le.

#### Évolutions du blindage
À la suite de la bataille du Jutland et de la Première Guerre mondiale en général, les architectes navals commencent à concevoir un blindage adapté également aux menaces aérienne et sous-marine. Les deux navires américains de la classe Tennessee, ont ainsi des œuvres vives bien mieux protégées par rapport aux cuirassés précédents. Le projet de croiseur de bataille G3 inclut un système de défense anti-torpilles, utilisé plus tard sur les navires de classe Nelson.
Les cuirassés comportaient déjà une ceinture blindée pour la protection sous-marine contre les torpilles ou les obus frappant sous la flottaison ; après le Jutland, ils possèdent aussi un système de défense anti-torpilles. Avec l'adoption de la propulsion turbo-électrique, les espaces intérieurs sont réarrangés, les salles des machines mieux subdivisées et réduites afin d'offrir plus d'espace dans les flancs du navire, où l'on trouve un ensemble de vides, de réservoirs et de cloisons faiblement blindées. À l'inverse, les croiseurs et les porte-avions plus faiblement blindés comptent principalement sur un grand nombre de compartiments étanches pour empêcher une brèche d'envahir le navire.
Durant l'attaque sur le Yamato, d'après un documentaire de PBS, les bombardiers américains reçoivent pour ordres de viser la proue ou la poupe, là où la ceinture blindée s'arrête. Les chasseurs saturent les canons anti-aériens, les bombardiers pilonnent le pont supérieur pour détruire ces canons et les systèmes de contrôle de tir, et les torpilleurs ont ainsi le champ libre. Les pilotes doivent aussi viser en priorité un seul côté du navire, causant de multiples brèches et un envahissement difficile à freiner, aboutissant au chavirage du navire. Un coup à la proue est potentiellement mortel, puisque l'entrée d'eau combinée à la grande vitesse du navire peut déchirer tout l'avant ainsi que les cloisons étanches : c'est la cause de la perte du Musashi. Le Bismarck et le Prince of Wales sont quant à eux touchés à la poupe, ce qui endommage leurs hélices et safrans. Puisque les ponts sont aussi blindés, l'aéronavale britannique prévoit d'utiliser des bombes perforantes pour pénétrer le blindage du Tirpitz pendant l'opération Tungsten. Mais les bombes ne sont pas larguées d'une altitude suffisante, et le Tirpitz ne subit des dommages que sur ses superstructures tandis que ses ponts demeurent intacts. De même, les Kamikazes japonais ne sont efficaces que contre les navires plus faiblement blindés.
Le blindage ne peut toutefois suivre les développements des armements. Par exemple, le blindage des Iowa et South Dakota est conçu pour absorber l'énergie d'une explosion sous-marine de 700 livres (317 kg) de TNT, soit l'évaluation haute des armes japonaises par les États-Unis dans les années 1930. Mais les Japonais disposent en réalité de torpilles de type 93 contenant une charge équivalente à 891 livres (405 kg) de TNT. Et aucun blindage n'aurait pu sauver le Tirpitz de la bombe Tallboy de 12 000 livres (5,4 tonnes),.

### Guerre froide

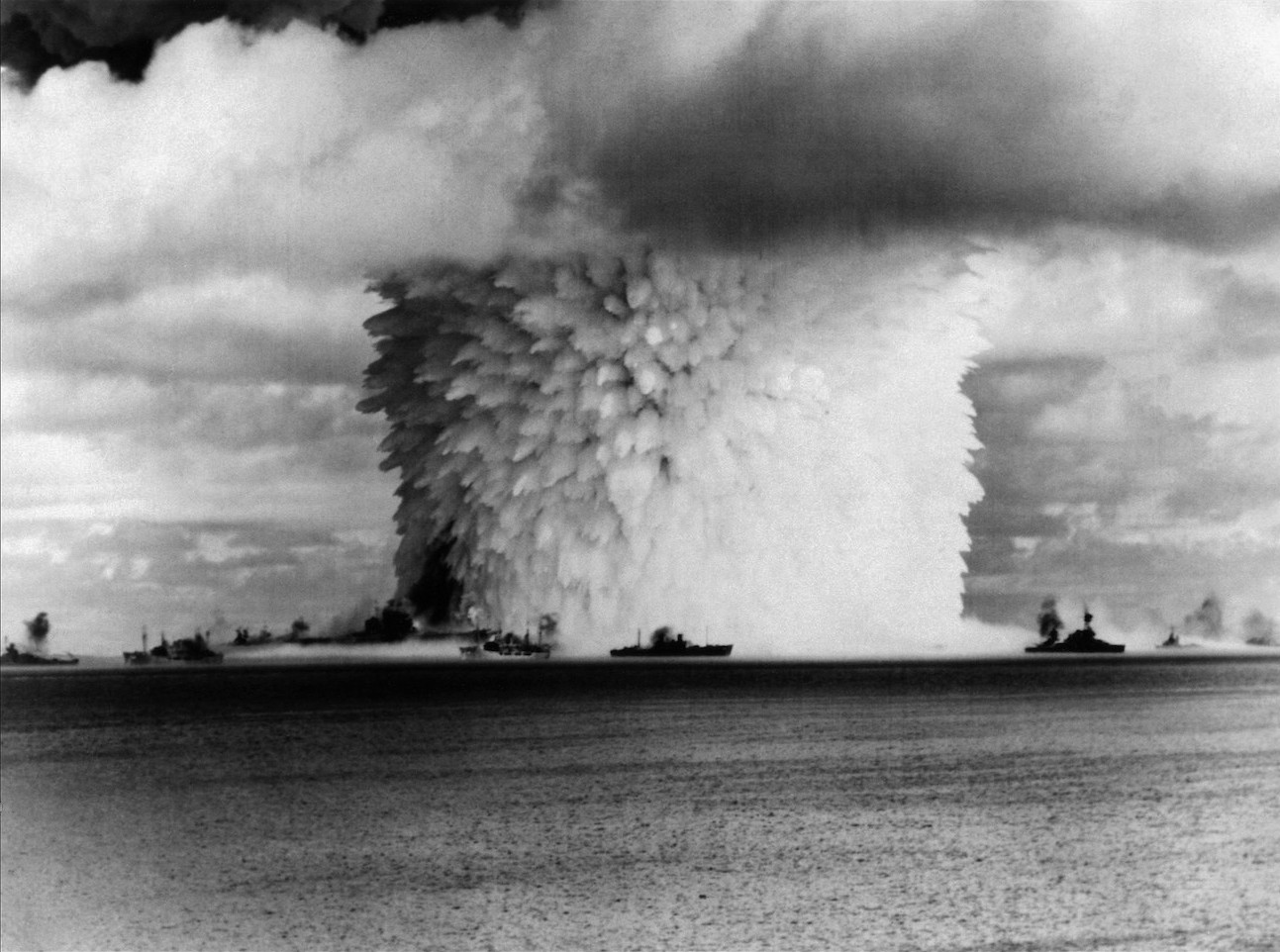
Explosion Baker pendant l'opération Crossroads.

Après la Seconde Guerre mondiale, la plupart des grandes marines conservent leurs cuirassés, mais il paraît évident qu'ils ne valent plus leur prix considérable. La guerre a montré que les combats entre cuirassés sont exceptionnels, la distance lors des engagements étant devenue plus élevée, rendant les canons de fort calibre obsolètes. Le blindage d'un cuirassé est également obsolète face à la menace nucléaire : des missiles à charge nucléaire d'une portée de plus de 100 km sont montés dès la fin des années 1950 sur les destroyers soviétiques de classe Kildine et sur les sous-marins de classe Whiskey.
Les cuirassés restants connaissent différents sorts. Le USS Arkansas et le Nagato sont coulés pendant les essais nucléaires de l'opération Crossroads en 1946. Les deux navires résistent au souffle de l'explosion mais pas aux explosions sous-marines. Le cuirassé italien Giulio Cesare est pris par les Soviétiques et renommé Novorossiysk ; il est coulé par une mine allemande dans la mer Noire le 19 octobre 1955. Les deux navires de classe Andrea Doria sont démolis à la fin des années 1950. Le Lorraine français est démoli en 1954, le Richelieu en 1964 et le Jean Bart en 1970. Les quatre navires de classe King George V britannique sont démolis en 1957 et le Vanguard en 1960 ; tous les autres cuirassés britanniques sont démolis à la fin des années 1940. En Union soviétique, le Petropavlovsk est démoli en 1953, le Sebastopol en 1957 et le Oktyabrskaya Revolutsiya en 1959. Au Brésil, le Minas Gerais est démoli en 1954 et le São Paulo coule lors de son voyage vers le chantier de démolition, pris dans une tempête, en 1951. L'Argentine garde ses deux navires de classe Rivadavia jusqu'en 1956 et le Chili garde le Almirante Latorre jusqu'en 1959. Le Yavuz turc est démoli en 1976 ; les Suédois gardent quelques petits cuirassés pour la défense côtière, dont le Gustav V qui survit jusqu'en 1970. L'Union soviétique prévoit de construire des croiseurs de bataille, mais ce projet est annulé avec la mort de Staline. Quelques vieux navires de ligne sont utilisés comme bases flottantes ou dépôts.

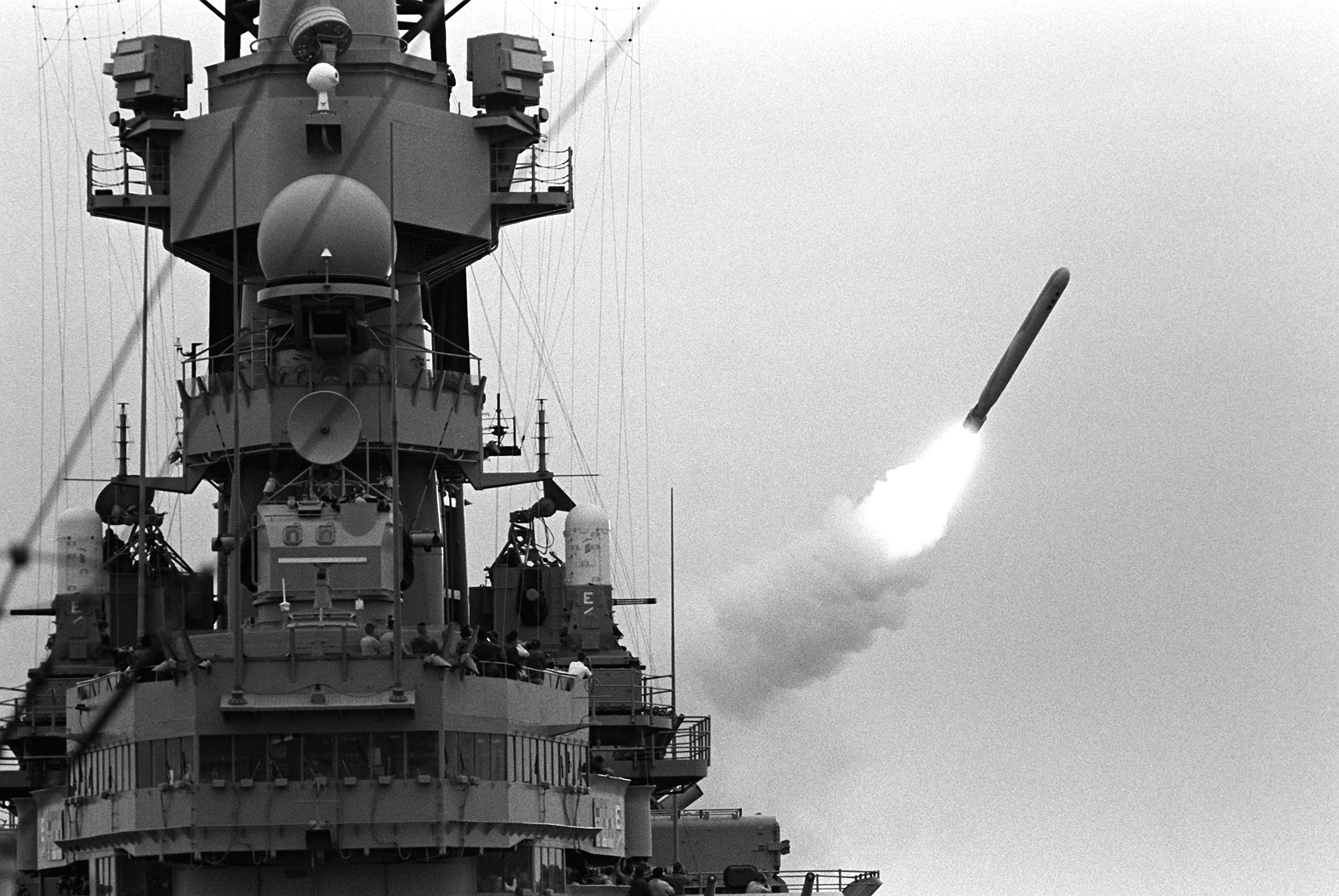
Le lance un Tomahawk.

Les navires américains de classe Iowa continuent à être utilisés comme appui-feu. Les Marines considèrent que l'appui-feu d'un navire est plus précis, plus efficace et moins coûteux que les frappes aériennes. Le radar et les contrôles de tir par ordinateur permettent de viser la cible avec davantage de précision. Les États-Unis remettent en service les quatre Iowa pendant la guerre de Corée, et le New Jersey pendant la guerre du Viêt Nam. Ils sont principalement utilisés pour des bombardements côtiers : le New Jersey tire sept fois plus d'obus contre des cibles à terre pendant la guerre du Viêt Nam que pendant la Seconde Guerre mondiale.

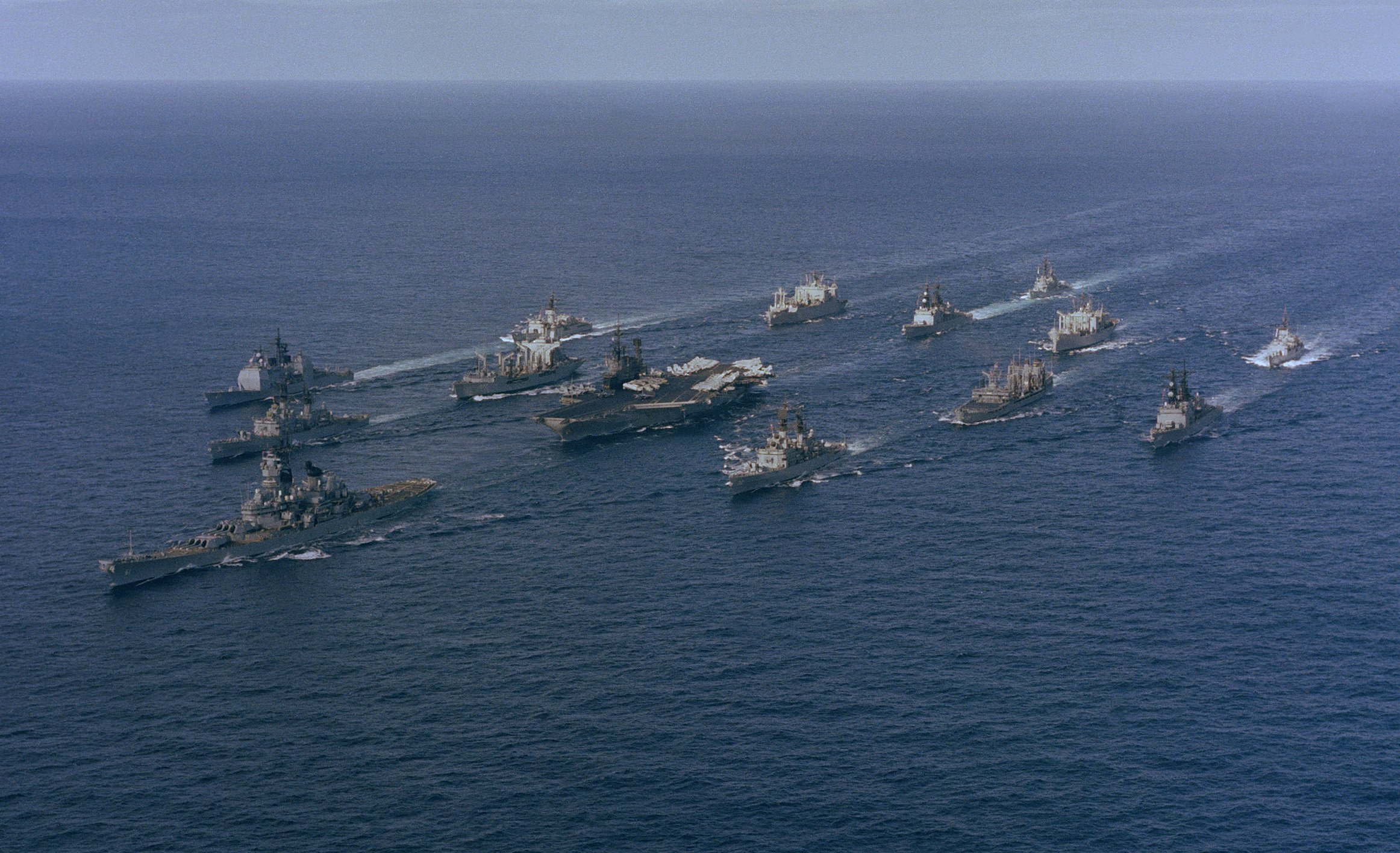
Le cuirassé USS Iowa (BB-61) et le porte-avions USS Midway (CV-41) entourés d’autres navires en formation dans l’océan Indien, le 1er décembre 1987.

Dans les années 1980, les quatre Iowa sont à nouveau remis en service, d'une part en raison de la volonté du Secrétaire d'État à la Marine John F. Lehman de construire une « marine de 600 navires », d'autre part à la suite de la mise en service du « croiseur de bataille » soviétique Kirov. À plusieurs occasions, ces cuirassés ont un rôle de soutien dans les groupes aéronavals, voire mènent leur propre groupe de combat. Ils sont modernisés par l'ajout de missiles Tomahawk. Le New Jersey bombarde le Liban en 1983-84, tandis que le Missouri et le Wisconsin tirent de leurs canons de 16 pouces et des missiles contre des cibles à terre pendant la guerre du Golfe en 1991. Le Wisconsin sert de plate-forme de commandement pour les missiles TLAM (Tomahawk anti-cibles terrestres) dans le golfe Persique, dirige les séquences de lancement qui marquent le début de l'opération Tempête du Désert, et tire un total de 4 missiles pendant les deux premiers jours de la campagne. Il s'agit de la dernière opération en temps de guerre menée par un cuirassé. Durant la guerre du Golfe, la principale menace contre les cuirassés est représentée par les batteries de missiles irakiens à terre : le Missouri est ainsi la cible de deux missiles Silkworm, qui n'atteignent toutefois pas leur but.
Les quatre Iowa sont retirés du service actif au début des années 1990 : ce sont alors les derniers cuirassés en service. Le Wisconsin et l'Iowa sont maintenus jusqu'à l'année fiscale 2006 dans un état tel qu'ils puissent être remis rapidement en service en tant que navires d'appui-feu, en attendant le développement de navires de remplacement dédiés à ce rôle. Pour les Marines, l'état actuel des forces de surface ne permet pas un soutien adéquat en cas d'assaut amphibie ou d'opérations à terre.

### Post-Guerre froide

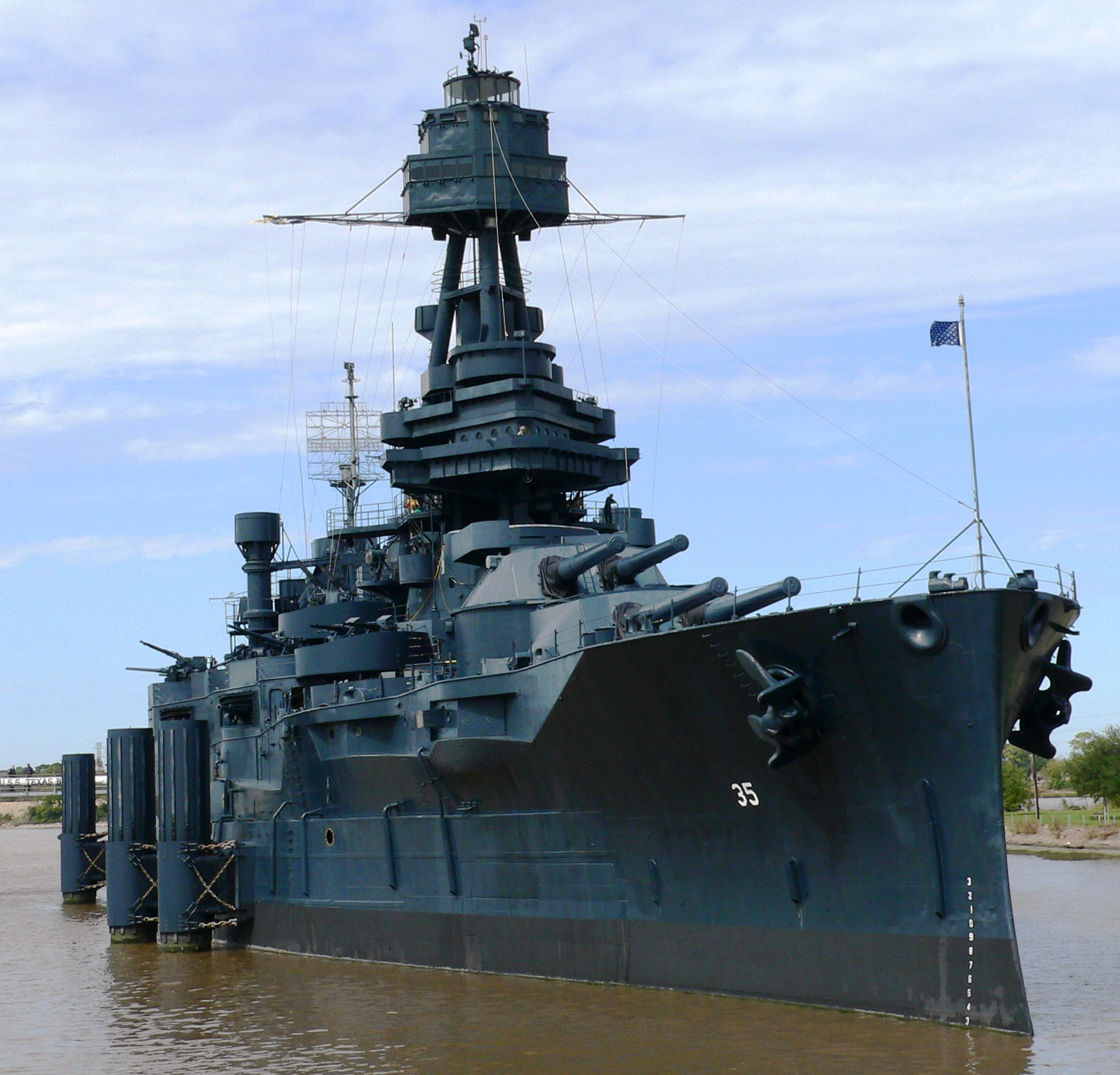
Le américain de 1912 est le seul exemple préservé d'un Dreadnought datant de l'époque du véritable HMS Dreadnought.

Avec le désarmement du dernier des Iowa, aucun cuirassé n'est en service dans le monde, même en réserve. Quelques-uns sont préservés comme navires musées, à flot ou en cale sèche. Les États-Unis en ont quelques-uns : les USS Massachusetts, North Carolina, Alabama, New Jersey, Wisconsin, Missouri et Texas. Le Missouri et le New Jersey sont des musées à Pearl Harbor et Camden ; le Wisconsin est un musée à Norfolk, et a été récemment rayé de la flotte. Le seul autre véritable cuirassé visible est le pré-Dreadnought japonais Mikasa. Quelques cuirassés primitifs et navires de lignes à voiles sont aussi préservés, dont le HMS Victory, le HMS Warrior, le Vasa suédois, le Buffel et le Schorpioen néerlandais et le trophée de guerre chilien Huáscar. On peut également noter le Mary Rose, ancêtre des navires de ligne.
La présence de cuirassés dans la flotte d'un pays eut un grand impact tant psychologique que diplomatique ; elle est comparable à la possession d'armes nucléaires de nos jours, en ce que le pays possédant un cuirassé acquérait un statut au niveau international.

Même durant la guerre froide, l'impact psychologique des cuirassés resta important. En 1946, l'USS Missouri est envoyé ramener la dépouille de l'ambassadeur turc, et sa présence près de la Turquie et de la Grèce empêcha en partie une poussée soviétique vers les Balkans. En septembre 1983, quand les milices druzes des montagnes Shouf au Liban tirent sur des casques bleus américains, l'arrivée du New Jersey met fin aux tirs. Plus tard, les tirs du New Jersey finissent par tuer des chefs de cette milice.